# Mescolanza etnica
La mescolanza etnica o miscegenazione è un termine che si diffuse nel corso del XIX secolo per riferirsi agli incroci di diverse cosiddette "etnie umane", soprattutto in considerazione del colore della pelle umana e del presupposto che voleva l'esistenza di etnie ben distinte riferibili alla specie umana (vedi storia dei concetti razziali nella specie umana).
"Miscegenazione" o mescolanza genetica deriva da miscuglio (dalla lingua latina miscere-mescolare e genus-discendenza) è stato considerato come il mescolamento di diversi gruppi etnici attraverso il matrimonio, la convivenza, le relazioni sessuali o la procreazione. A causa dell'utilizzazione storica del termine in contesti generalmente implicanti una forte disapprovazione, parole più neutrali come interrazziale, interetnico o transculturale si rivelano essere più comuni nell'uso contemporaneo.
Il termine, soprattutto nei paesi anglosassoni, dove viene indicato come miscegenation, venne utilizzato fin dal XIX secolo per riferirsi al matrimonio interetnico e alle relazioni sessuali interetnici e, più in generale, al processo di "commistione genetica". Storicamente fu utilizzato nel contesto delle leggi contro la mescolanza razziale che vietarono il matrimonio e il rapporto sessuale interrazziale. Il termine derivante dal latino acquisì un primato storico e penetrò massimamente durante il colonialismo europeo e nel corso dell'epoca delle esplorazioni geografiche.

## Uso

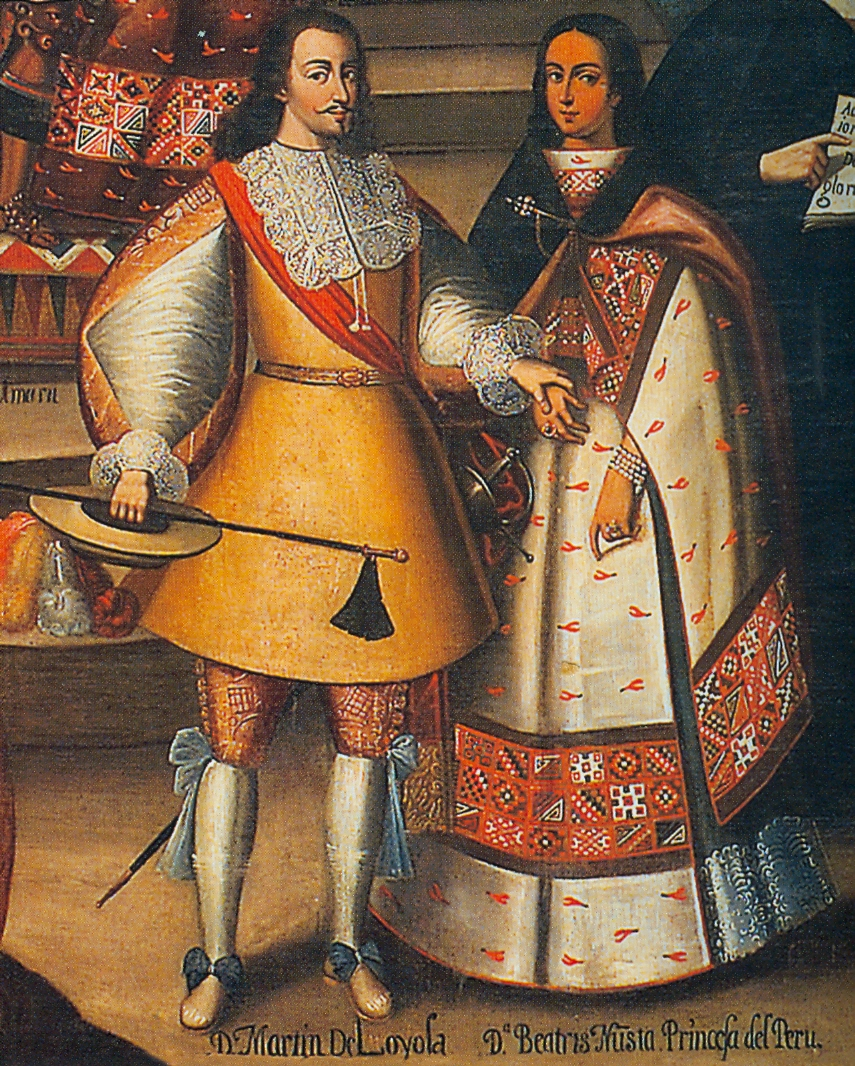
Martín García Óñez de Loyola (generale spagnolo nonché governatore reale del Cile) assieme a Beatriz Clara Coya, una principessa Inca.

Tutte le parole indicanti una qualche "mescolanza etnica" vengono accuratamente evitate da molti studiosi, in quanto il termine suggerisce un fenomeno biologico concreto piuttosto che una classificazione imposta a determinate relazioni. Il loro utilizzo storico in contesti che tipicamente implicavano disapprovazione è anche uno dei motivi per cui termini maggiormente neutrali come "interrazziale" e "interetnico" risultano essere più comuni nell'uso contemporaneo. Il termine "mescolanza razziale" rimane in uso tra gli studiosi quando esso si riferisce a pratiche passate riguardanti la multirazzialità, quali le leggi contro la mescolanza che in molti paesi vietarono i matrimoni interrazziali.
In lingua spagnola, lingua portoghese e lingua francese le parole utilizzate per descrivere la "miscelazione delle razze" sono rispettivamente "mestizaje", "mestiçagem" e "métissage". Queste parole, molto più antiche del termine inglese, sono derivate dal "mixticius" latino tardivo per "misto", che è anche la radice della parola spagnola "mestizo" (meticcio). Il portoghese utilizza anche "miscigenação", derivato dalla stessa radice latina della parola inglese.
Tutti questi termini indicanti la mescolanza razziale non sono considerati offensivi come "miscegenation", anche se storicamente sono stati collegati al sistema di caste (vedi casta coloniale) fondato durante la Colonizzazione spagnola delle Americhe ed il susseguente impero spagnolo, soprattutto in America Latina. Alcuni gruppi sudamericani tuttavia considerano l'uso della parola "mestizo" come offensivo in quanto venne utilizzato durante l'epoca coloniale per riferirsi specificamente alla mescolanza venutasi a creare tra i conquistadores e le popolazioni indigene.
Le miscele tra "razze" ed etnie diverse sono molto ampie, quindi è preferibile usare il termine "razza mista" o più semplicemente "misto" (mezcla). Nell'America Latina portoghese (l'ex colonia del Brasile e Regno Unito di Portogallo, Brasile e Algarve) esisteva una forma più debole di sistema castale, anche se prevedeva comunque discriminazioni legali e sociali tra individui appartenenti a "razze diverse", poiché la schiavitù per i negri esistette fino alla fine del XIX secolo.

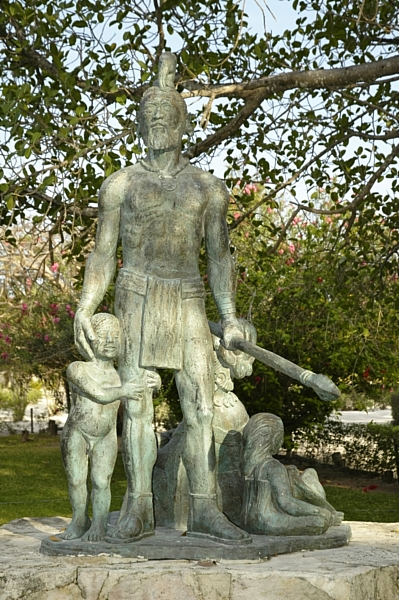
Gonzalo Guerrero, marinaio spagnolo, è considerato il padre del primo "meticcio", in quanto fu il primo europeo bianco a sposarsi e ad aver figli con donne delle terre indigene appena scoperte.

Il matrimonio interrazziale avvenne in modo significativo a partire dai primi insediamenti, con i loro discendenti che riuscirono a raggiungere un alto rango nel governo e nella società. Esistono controversie sul fatto se il sistema brasiliano classista fosse principalmente prodotto su basi socioeconomiche piuttosto che su fondamenti razziali, in un modo del tutto simile alle altre ex colonie portoghesi. Al contrario le persone classificate nei censimenti come negri, marroni (Pardo) o indigene hanno ancora degli indicatori sociali svantaggiati rispetto alla popolazione bianca.
Il concetto di mescolanza razziale è intrinsecamente collegato ai concetti di differenza razziale e pertanto al "razzismo scientifico". Come suggeriscono le diverse connotazioni e etimologie di "miscegenation" e "mestizaje" le definizioni di "razza", "miscuglio razziale" e "multirazzialità" sono storicamente e globalmente divergenti (vedi storia dei concetti razziali nella specie umana), a seconda delle circostanze sociali e delle percezioni culturali. I "mestizo" sono persone di origine mista bianca e indigena, solitamente amerindi i quali non s'identificano come popoli indigeni o nativi americani.
In Canada però i Métis, che hanno anch'essi origini in parte amerinde e in parte bianche, spesso francofoni, si sono identificati come gruppo etnico e sono uno dei popoli indigeni del Canada costituzionalmente riconosciuto.
Le differenze esistenti tra i termini e le parole correlate, che comprendono aspetti di adesione razziale, mostrano anche l'impatto avuto da diversi fattori storico-culturali e conducono a cambiare le interpretazioni sociali sulla "razza" e sull'etnia; così il conte François Dominique de Reynaud de Montlosier, in esilio durante la rivoluzione francese, equiparò le differenze di classe presenti nel regno di Francia del XVIII secolo con la "differenza razziale". Prendendo in prestito il discorso di Henri de Boulainvilliers sulla "razza nordica" come aristocrazia francese che invase i plebei Galli, mostrò tutto il suo disprezzo nei confronti del ceto sociale più basso degli Stati generali, chiamandolo "questa nuova gente nata da schiavi... miscela di tutte le razze e di tutti i tempi".

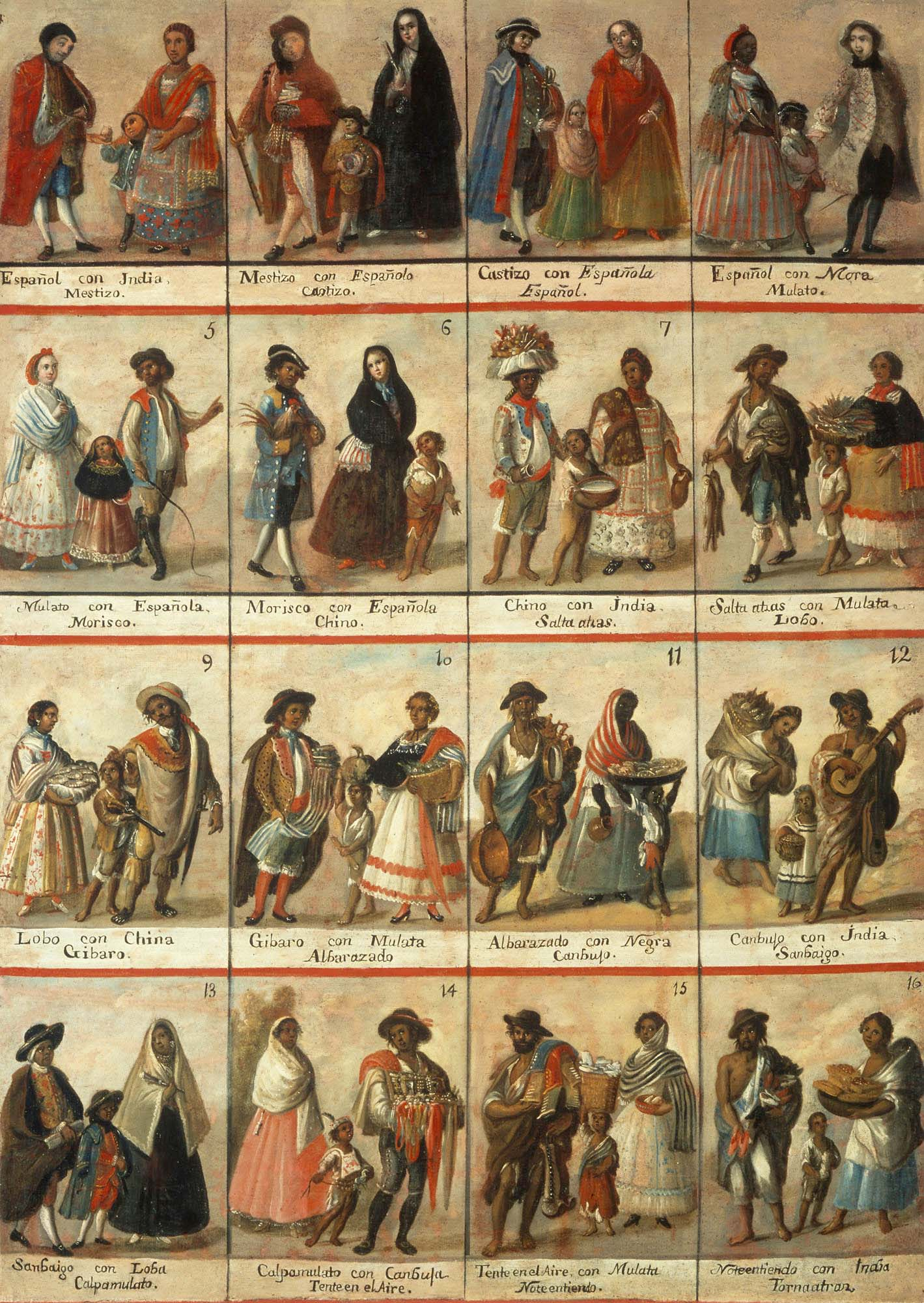
Las Castas. Olio su tela di anonimo: l'immagine mostra le varie combinazioni di "caste e razze" presenti nel Vicereame della Nuova Spagna.

### Colonizzazioni e "mescolanza razziale"
Nell'epoca delle colonizzazioni furono creati molti termini per indicare come i figli di genitori di diversa etnia assumessero connotati e status differenti da quelli dei genitori.
Nel contesto della Colonizzazione spagnola delle Americhe, ad esempio, si creò un sistema castale che distingueva tre gruppi razziali (bianchi spagnoli, indios e neri) e diversi altri sottotipi: 
- Spagnoli, persone di origine europea, a loro volta divisi in:
  - Peninsulares (noti anche come Chapetones o Gachupines), nati in Europa ed emigrati in America
  - Creoli (o Spagnoli americani), di discendenza europea ma nati nel Nuovo Mondo
- Indios
- Mestizos (Meticci), discendenti di un bianco e un indios
  - Castizos, figli di un genitore meticcio e un genitore bianco (i figli di castizos e spagnoli, detti terceron mestizos, tornavano ad essere considerati creoli)
  - Cholo, figli di un genitore meticcio e un genitore indio (e quindi discendenti di un nonno europeo e tre nonni amerindi), noti anche come sambo mestizos.
- Neri, schiavi africani deportati nelle colonie e loro discendenti
- Pardos (Mulatti), figli di un genitore nero e un genitore bianco
  - Moriscos, figli di un mulatto e un bianco (da non confondere con i moriscos iberici, da cui il nome deriva) detti anche terceron perché terza generazione di discendenza da un nero;
    - Albinos, figli di un morisco e un bianco, detti anche quarteron perché quarta generazione di discendenza da un nero[11];
    - Sambo de terceron, figli di un morisco e un nero[11]
- Zambos, figli di indigeni amerindi e di schiavi africani o comunque di indios e neri
  - Cambujos, figli di uno zambo e un indio
  - Zambos prietos (cioè zambo scuri), figli di uno zambo e un nero

Analogo fenomeno si ebbe con la Colonizzazione portoghese delle Americhe nel cui ambito furono creati termini come cabloco (meticcio) e cafuzo (affine allo zambo).

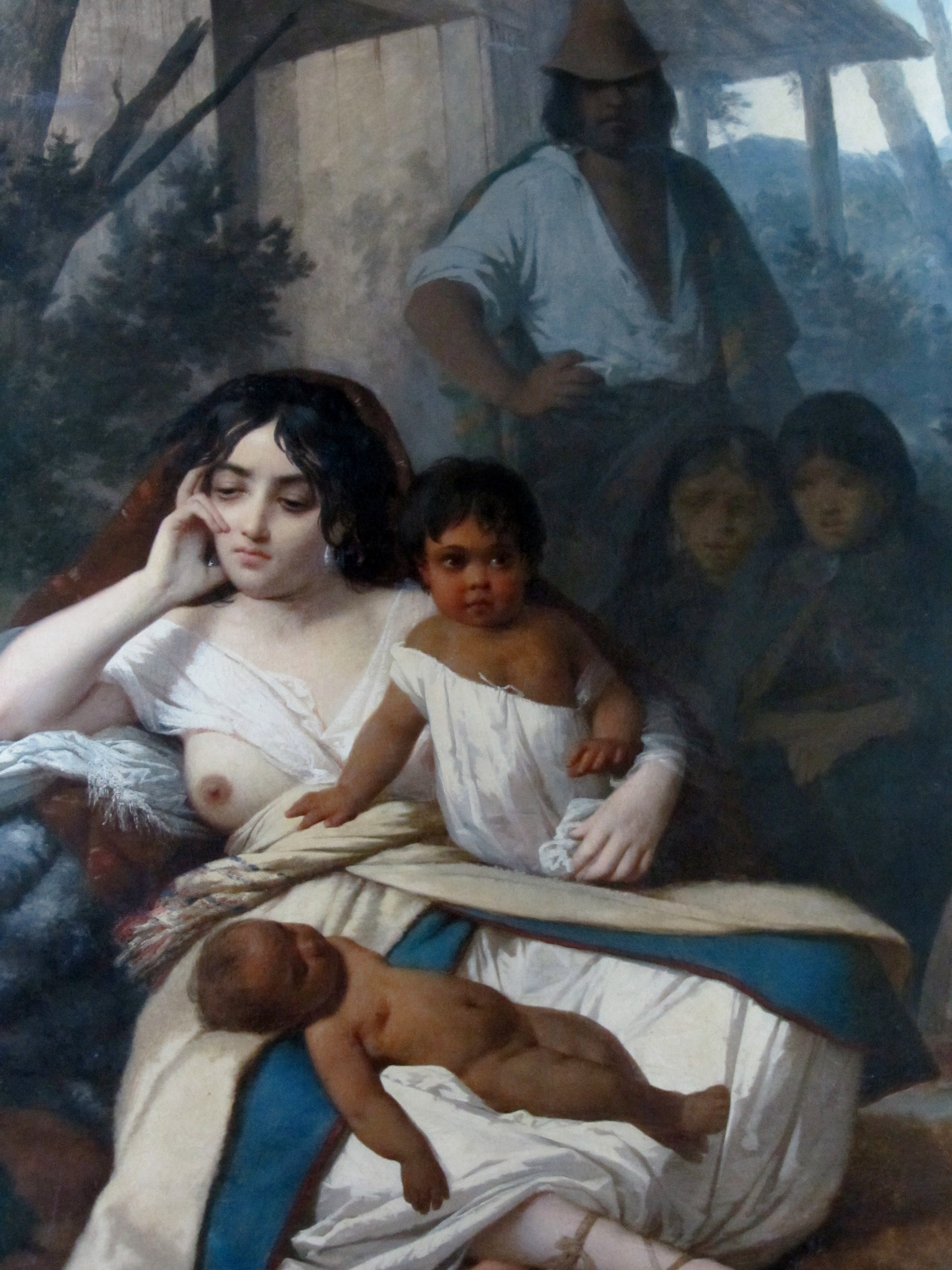
L'europea Elisa Bravo prigioniera dei cileni mapuche, attorniata da bambini mulatti. Dipinto di Raymond Monvoisin (1858).

## Etimologia storica
Con l'avvento della colonizzazione europea delle Americhe e in seguito negli altri continenti, divennero pressanti le problematiche relative ai rapporti tra le popolazioni residenti, i colonizzatori e gli schiavi.
Miscegention proviene, come già detto, dal latino "miscere" e da "genus". La parola venne coniata per la prima volta negli Stati Uniti d'America nel 1863 appositamente per indicare il concetto di mescolanza razziale, che mise l'accento sulle distinzioni biologiche tra i bianchi e le altre popolazioni.
L'etimologia della parola è legata ai conflitti politici sorti durante la guerra di secessione americana, essa stessa scoppiata con l'intento precipuo di realizzare l'abolizionismo negli Stati Uniti d'America - quindi la fine della schiavitù negli Stati Uniti d'America - e per l'affermazione delle politiche di segregazione razziale degli afroamericani, volte principalmente ad affermare la separazione legale fra le popolazioni ed evitare, per l'appunto, quella che veniva definita mescolanza razziale.
Il riferimento al "genus" venne fatto per enfatizzare le differenze biologiche apparentemente distinguibili tra bianchi e non bianchi, questo anche se poi in realtà - com'è stato ampiamente dimostrato - tutti gli esseri umani appartengono ad uno stesso genere, l'"Homo", ed alla stessa specie, l'"Homo sapiens". La parola fu coniata in un opuscolo anonimo di propaganda pubblicato a New York nel dicembre del 1863, durante la guerra civile. Il pamphlet era intitolato Miscegenation: The Theory of the Blending of the Races, Applied to the American White Man and Negro ("Miscegenation: la teoria della miscelazione delle razze, applicata all'uomo Bianco americano e al Negro"). Esso pretese di sostenere il matrimonio interrazziale tra bianchi e neri, fino a quando essi non rimanessero indistinguibili tra loro, come un'unica "razza mista"; questo obiettivo venne considerato desiderabile e si affermò inoltre che proprio questo era l'obiettivo principale del Partito Repubblicano.
L'opuscolo si rivelò però ben presto essere una frode elaborata dal Partito Democratico con l'intento di screditare i repubblicani imputando loro quest'opinione radicale che offendevano le idee preconcette della stragrande maggioranza dei bianchi, inclusi quelli che si opponevano alla schiavitù negli Stati Uniti d'America. Ciò riuscì ad accrescere anche l'opposizione agli sforzi bellici.
L'opuscolo e le sue variazioni furono ristampate ampiamente sia al Nord che al Sud, ma soprattutto negli Stati Confederati d'America, dai democratici e dai loro sostenitori. Solamente nel novembre del 1864 l'opuscolo venne scoperto essere una truffa; esso venne scritto dal giornalista David Goodman Croly., direttore responsabile del New York World (un giornale democratico) e da George Wakeman, un reporter del World. Da allora in poi la parola "miscegenation" entrò nel linguaggio comune dell'opinione pubblica come una parola d'ordine popolare sia nel discorso politico che in quello sociale. La questione del pericolo di "miscelazione" o mescolanza razziale, così sollevata dagli avversari di Abraham Lincoln, fu cospicuamente messa in primo piano durante la campagna elettorale per le Elezioni presidenziali negli Stati Uniti d'America del 1864 svoltesi nell'Unione.
Negli Stati Uniti "miscegnation" si riferì principalmente al matrimonio tra bianchi e non bianchi, in special modo neri.
Fino alla pubblicazione di Miscegenation la parola "amalgama", presa in prestito dalla metallurgia, venne utilizzata come termine generale per indicare la mescolanza razziale e interetnica. Un uso contemporaneo della metafora fu quello proposto da Ralph Waldo Emerson nel 1845, nella sua visione dell'America come un piatto di fusione etnica e razziale, una variante del concetto di melting pot. Le opinioni statunitensi sull'opportunità di un tale mescolamento, tra cui anche quello tra protestanti bianchi ed immigrati cattolici irlandesi, furono prevalentemente discordanti. Il termine "miscegenation" venne coniato per riferirsi specificamente al matrimonio dei neri con i bianchi, con l'intento di galvanizzare l'opposizione alla guerra.
Il termine tornò in voga all'inizio del XX quando diverse nazioni avevano adottato legislazioni apposite contro i rapporti sessuali e il matrimonio tra persone di razze diverse.

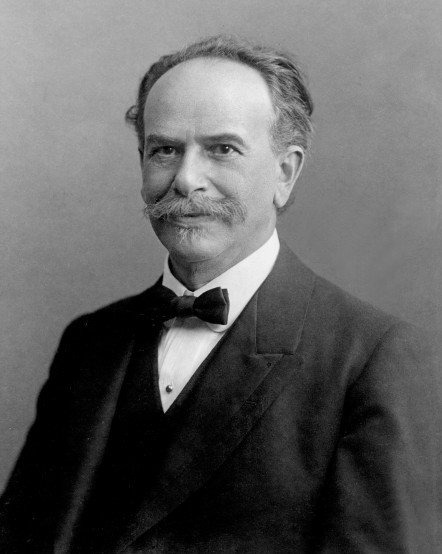
L'antropologo tedesco americano Franz Boas fu uno dei primi grandi oppositori dell'eugenetica e del concetto stesso di "differenza razziale".

## Il concetto di mescolanza razziale
Franz Boas (1858-1942), considerato il padre dell'antropologia culturale statunitense, e molti dei suoi principali allievi (primo fra tutti l'antropologo Ashley Montagu, 1905-1999) considerarono quello di "razza" un concetto del tutto privo di una qualsiasi validità scientifica. Secondo questo punto di vista se il concetto di razza risulta non essere valido, allora anche la "mescolanza razziale" come incrocio di razze viene allo stesso modo invalidata. In una tale prospettiva vi è un'unica razza, quella umana, con la conseguenza che tutte le differenze presenti nei vai gruppi umani sono per lo più superficiali. Queste idee vennero perseguite in profondità nei libri di Montagu sull'argomento, innanzitutto per controbattere ai sostenitori dell'"inferiorità naturale delle donne", ai propugnatori del cosiddetto razzismo scientifico e a chi propagava l'idea che il "negro" fosse per sua natura innata meno dotato d'intelligenza rispetto al bianco.

## Legislazioni contro la mescolanza razziale
Le leggi che imposero un divieto alle "miscelazioni di razza" vennero fatte applicare in alcune delle Tredici colonie a partire dal 1691; gli ultimi stati federati degli Stati Uniti d'America le abrogarono nel 1967 (sebbene ancora presenti nei testi giuridici di alcuni Stati fino al 2000). Nella Germania nazista (vedi Leggi di Norimberga) esistettero dal 1933 al 1945; in Sudafrica durante la prima parte dell'era dell'apartheid (dal 1949 al 1985).

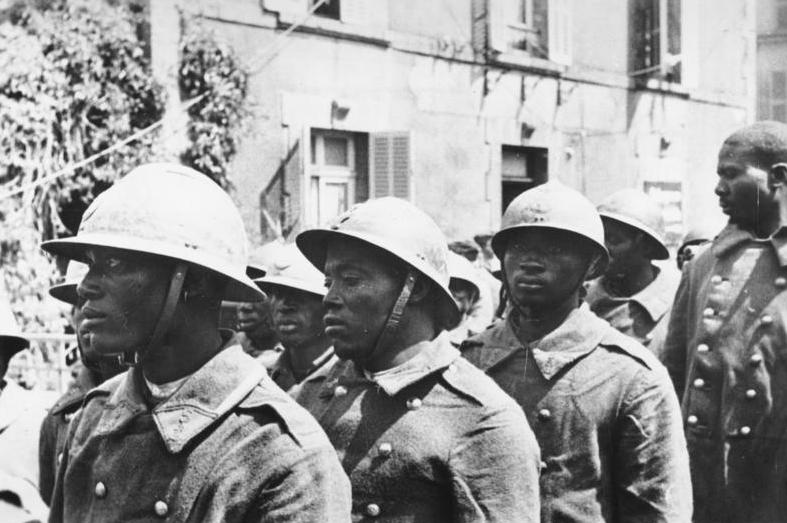
Circa 120.000 prigionieri delle Troupes coloniales provenienti dall'Africa Occidentale Francese vennero catturati dai tedeschi nel corso della seconda guerra mondiale ma, a differenza degli altri prigionieri francesi, non furono mai deportati nella Germania nazista per paura della "contaminazione razziale".

Tutte queste leggi vietarono principalmente il matrimonio tra persone di differenti gruppi razziali o etnici, definiti come un'"amalgamazione" o "miscelazione" in America settentrionale. La politica razziale nella Germania nazista e le Leggi razziali naziste, le legislazioni presenti in molti Stati americani, nonché le leggi sudafricane segregazioniste vietarono le relazioni sessuali tra questi individui: proibivano cioè quella che era definita "mescolanza razziale".
Negli Stati Uniti diverse leggi statali vietarono i matrimoni tra bianchi e neri e in molti Stati vietarono anche i matrimoni tra bianchi e nativi americani o asioamericani. Dal 1913 al 1948 ben 30 sugli allora 48 Stati USA fecero applicare tali leggi; tutto questo anche se nel 1871, nel 1912-13 e nel 1928 rispettivamente non si riuscì a far passare un "emendamento anti mescolanza razziale" da introdurre nella Costituzione degli Stati Uniti d'America e nessuna legge federale contro il matrimonio interrazziale venne mai adottata.
Nel 1967 la Corte suprema degli Stati Uniti d'America deliberò all'unanimità nella sentenza Loving contro Virginia che le leggi ancora vigenti contro la mescolanza razziale fossero incostituzionali; a seguito di questa decisione tali leggi vennero abrogate nei restanti 16 Stati in cui erano ancora in vigore.
Il divieto nazista sulle relazioni sessuali e i matrimoni interrazziali venne emanato nel settembre del 1935 come parte delle Leggi di Norimberga, la "Legge per la protezione del sangue e dell'onore tedesco"; essa classificò gli ebrei come una razza e proibì le relazioni sessuali extraconiugali e il matrimonio tra persone classificate come appartenenti alla "razza ariana" e i non ariani. La violazione di tali disposizioni fu condannata come "Rassenschande" (vergogna razziale) ed avrebbe potuto essere punita con la detenzione (solitamente seguita dalla deportazione in un campo di concentramento) e persino con la pena di morte.
Il divieto legale dei matrimoni misti in Sudafrica venne emanato nel 1949; esso vietò il matrimonio tra gruppi razziali differenti, cioè tra bianchi e non bianchi. L'"Atto di immoralità", emanato nel 1950, rese la violazione di tale divieto un reato; nessuna persona bianca avrebbe mai più dovuto avere rapporti sessuali con una persona di "razza diversa". Entrambe le leggi vennero abrogate nel 1985.

## Storia della mescolanza etnorazziale e degli atteggiamenti pubblici verso di essa

### Africa
Il continente africano ha una lunga storia di mescolanza interrazziale con esploratori arabi ed europei, commercianti e soldati che ebbero relazioni sessuali con donne africane di ceppo Negroide e che le presero come mogli. Gli arabi giocarono un ruolo importante nello schiavismo in Africa e, a differenza della tratta atlantica degli schiavi africani, la maggior parte degli schiavi africani neri nel commercio schiavista arabo furono donne. Molte di loro vennero utilizzate per la schiavitù sessuale ed alcune di loro finirono anche per diventare legittime mogli di uomini arabi.
L'esploratore inglese Sir Richard Francis Burton scrisse, durante la sua spedizione africana, sulle relazioni intercorrenti tra donne nere e uomini bianchi, affermando che le donne erano sempre ben disposte nei confronti degli uomini di carnagione chiara, apparentemente con il permesso dei loro stessi mariti. Vi sono diverse popolazioni di mulatti in tutto il continente, soprattutto risultati di relazioni interrazziali tra uomini arabi ed europei con donne nere. In Sudafrica queste comunità risultano essere molto ampie, ad esempio i meticci del Capo e i Griqua, formati dai coloni bianchi che presero per mogli delle native africane, In Namibia esiste la comunità dei Basters formata dai matrimoni interrazziali di uomini boeri e tedeschi con donne nere.
Nell'ex Africa portoghese (Africa Orientale Portoghese, occidentale e capoverdiana), gli attuali Mozambico, Angola e Capo Verde, la "razza mista" creatasi tra i portoghesi bianchi e le africane nere fu abbastanza comune; questo soprattutto nelle isole capoverdiane dove addirittura la maggioranza della popolazione è di discendenza mista.
Furono registrati anche casi di mercanti e lavoratori cinesi che presero in moglie donne nere in tutto il continente, poiché molti di questi lavoratori vennero impiegati nella costruzione di ferrovie e altri progetti infrastrutturali in varie parti dell'Africa. Questi gruppi di lavoratori furono costituiti interamente da uomini con assai poche donne cinesi al loro fianco.

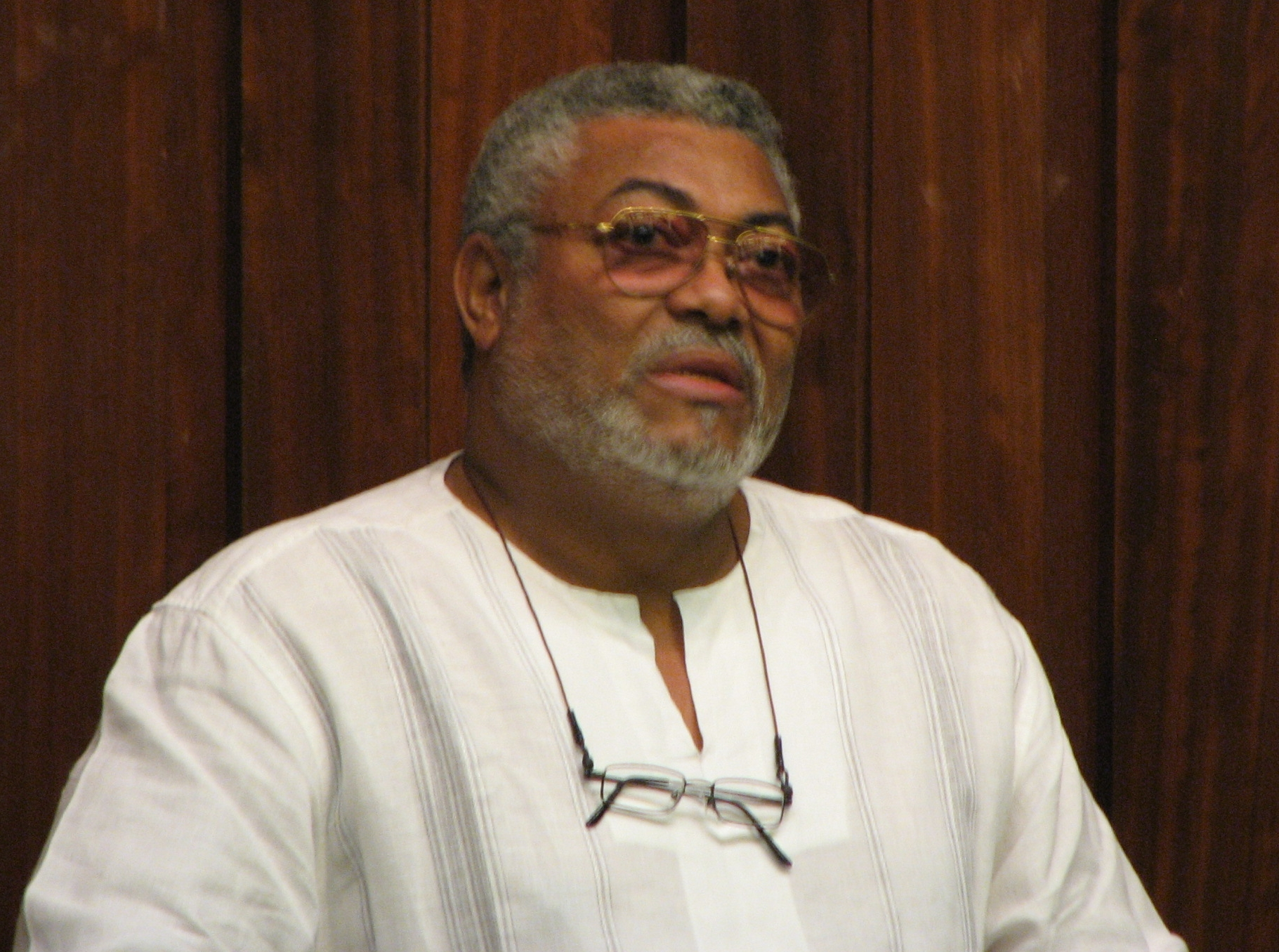
Jerry Rawlings, ex presidente del Ghana, è figlio di uno scozzese e di una ghanese.

In Africa occidentale, specialmente in Nigeria, vi furono numerosi casi di uomini libanesi che si presero delle donne nere ed un buon numero dei loro discendenti si guadagnarono posizioni di rilievo. Il tenente della Ghana Air Force Jerry Rawlings, che ha un padre scozzese e una madre ghanese, è riuscito a diventare presidente del Ghana.

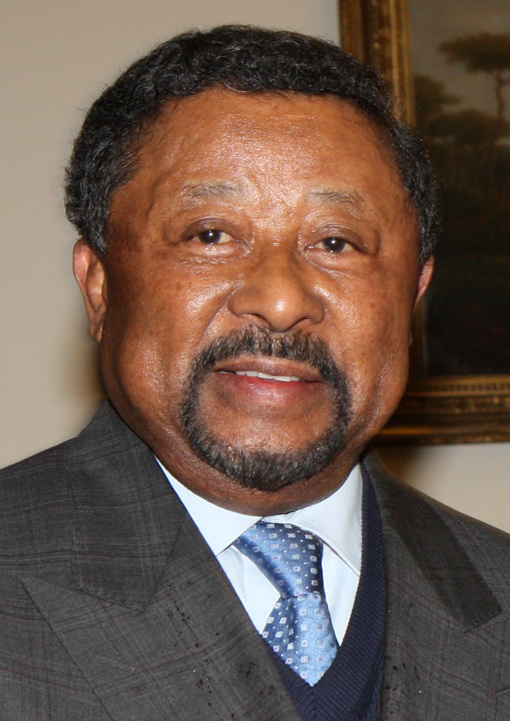
Il 1º febbraio del 2008 è stato eletto Presidente della Commissione dell'Unione africana Jean Ping, il vice primo ministro del Gabon, che ha un padre cinese e una madre nera.

Jean Ping, figlio di un commerciante cinese e di una madre nera del Gabon, è diventato vice primo ministro e ministro degli esteri gabonese, oltre che presidente della commissione dell'Unione africana dal 2008 al 2012. In Botswana Seretse Ian Khama, presidente della Repubblica dal 2008 al 2018, è figlio del primo presidente del paese (Seretse Khama) e di una donna britannica (Ruth Williams Khama).
Gli uomini indiani, che per lungo tempo furono commercianti in Africa orientale, si sposarono a volte con donne africane locali. L'impero britannico condusse molti operai provenienti dall'impero anglo-indiano nell'Africa Orientale Britannica per costruire la ferrovia ugandese. Gli indiani popolarono in piccole comunità il Sudafrica, il Kenya, l'Uganda, la Tanzania, il Malawi, il Ruanda, lo Zambia, lo Zimbabwe e lo Zaire. Queste relazioni interrazziali furono per lo più matrimoni unilaterali tra uomini indiani e donne nere.

#### Mauritius
Tra la fine del XIX secolo e l'inizio del XX gli uomini cinesi a Mauritius si sposarono con donne indiane, presenti in numero elevato, a causa della mancanza di donne cinesi. Inizialmente la prospettiva di intessere relazioni con le indiane venne considerata essere inadeguata per gli immigrati cinesi (per lo più commercianti); tuttavia per l'estrema carenza di donne cinesi presenti sull'isola, costituirono infine delle relazioni interrazziali.
Una situazione del tutto simile avvenne anche nella Guyana, dove l'idea d'instaurare rapporti sessuali con le indiane risultò inizialmente come inopportuna per i cinesi, ma alla fine i loro atteggiamenti mutarono. Il censimento del 1921 svoltosi a Mauritius contò che le donne indiane avevano in totale 148 figli che erano per metà cinesi.

#### Réunion
La maggioranza della popolazione di Réunion viene definita di "razza mista". Negli ultimi 350 anni giunsero sull'isola diversi gruppi etnici (africani, cinesi, inglesi, francesi, indiani gujarati e tamil) che vi si stabilirono in maniera permanente. Vi fu una popolazione mista fin dal suo primo popolamento straniero avvenuto nel 1665.

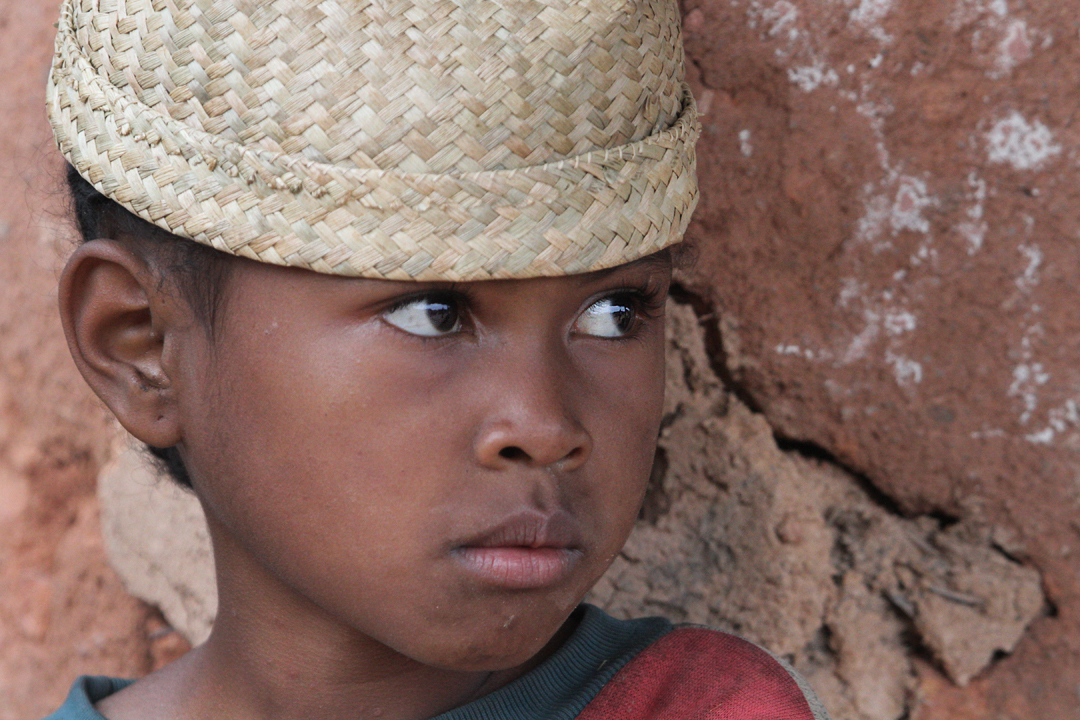
Un bambino malgascio, 2010.

#### Madagascar
Vi furono frequenti mescolanze interrazziali tra le popolazioni degli austronesiani e i parlanti la lingua bantù in Madagascar. La maggioranza dei popoli del Madagascar è il risultato di una miscela tra austronesiani e africani; ciò risulta essere ancor più evidente tra i "Mikea", che sono anche l'ultima popolazione malgascia conosciuta a continuare a praticare uno stile di vita da cacciatori-raccoglitori. I dati raccolti mostrano che la maggior parte delle miscele africane seguono la patrilinearità; ciò significa che la maggior parte del mescolamento razziale è dovuto all'incrocio tra maschi africani neri e femmine austronesiane.

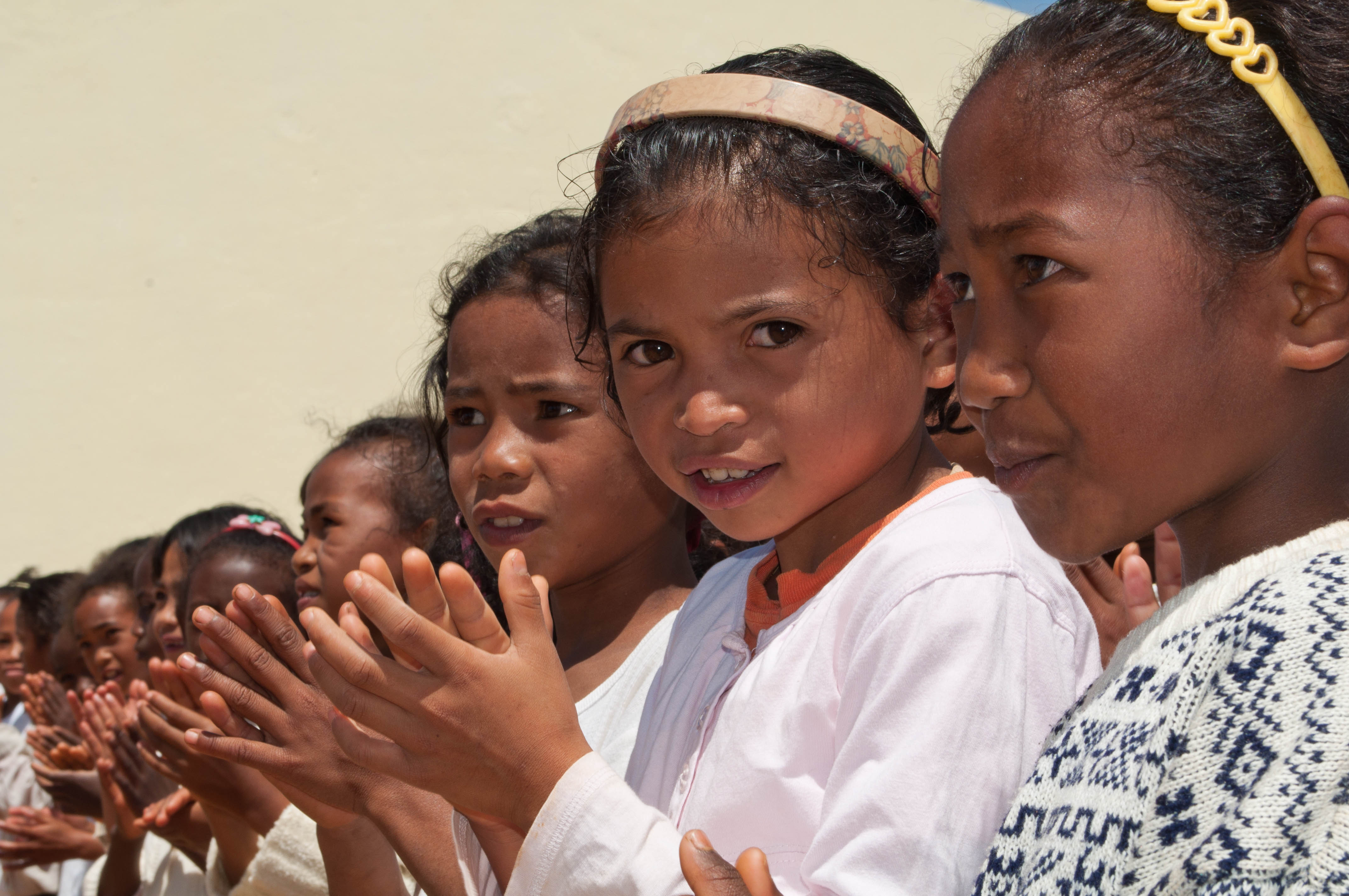
Bambine Merina.

Nello studio intitolato La doppia origine del malgascio nelle isole dell'Asia sudorientale e dell'Africa orientale: l'evidenza delle linee materne e paterne si dimostra l'origine materna Bantu per il 38% e paterna per il 51%, mentre l'origine paterna nel sud-est asiatico assomma al 34% laddove quella materna raggiunge il 62%. Gli studi di autosoma rilevano che il gruppo etnico montanaro dei Merina è quasi completamente una miscela di origini asiatiche meridionali e Bantu, mentre il gruppo etnico costiero si ritrova ad avere una miscela Bantu molto più alta nel loro DNA autosomico, il che suggerisce che costituiscano una miscela di nuovi migranti Bantu con il gruppo etnico montanaro già stabilito. Le stime di massima probabilità favoriscono uno scenario in cui la grande isola dell'Oceano indiano si selezionò geneticamente all'incirca 1.200 anni fa a partire da un piccolo gruppo di donne di circa trent'anni. La popolazione malgascia esiste esclusivamente grazie ad incroci interrazziali avvenuti tra la piccola popolazione fondatrice.
Il matrimonio tra uomini cinesi e donne native malgasce non fu raro; diverse migliaia di Cantonesi si sposarono o convissero con le malgasce. Il 98% dei cinesi ebbe la sua origine dalla provincia di Guangdong e più precisamente il quartiere cantonese di "Shunde"; il censimento del 1954 ad esempio ha trovato 1.111 cinesi-malgasci irregolari e 125 legittimi, cioè legalmente sposati. I figli vennero generalmente registrati dalle loro madri con un nome malgascio. Anche l'initimità tra uomini francesi e donne native non fu sconosciuta.

### Americhe

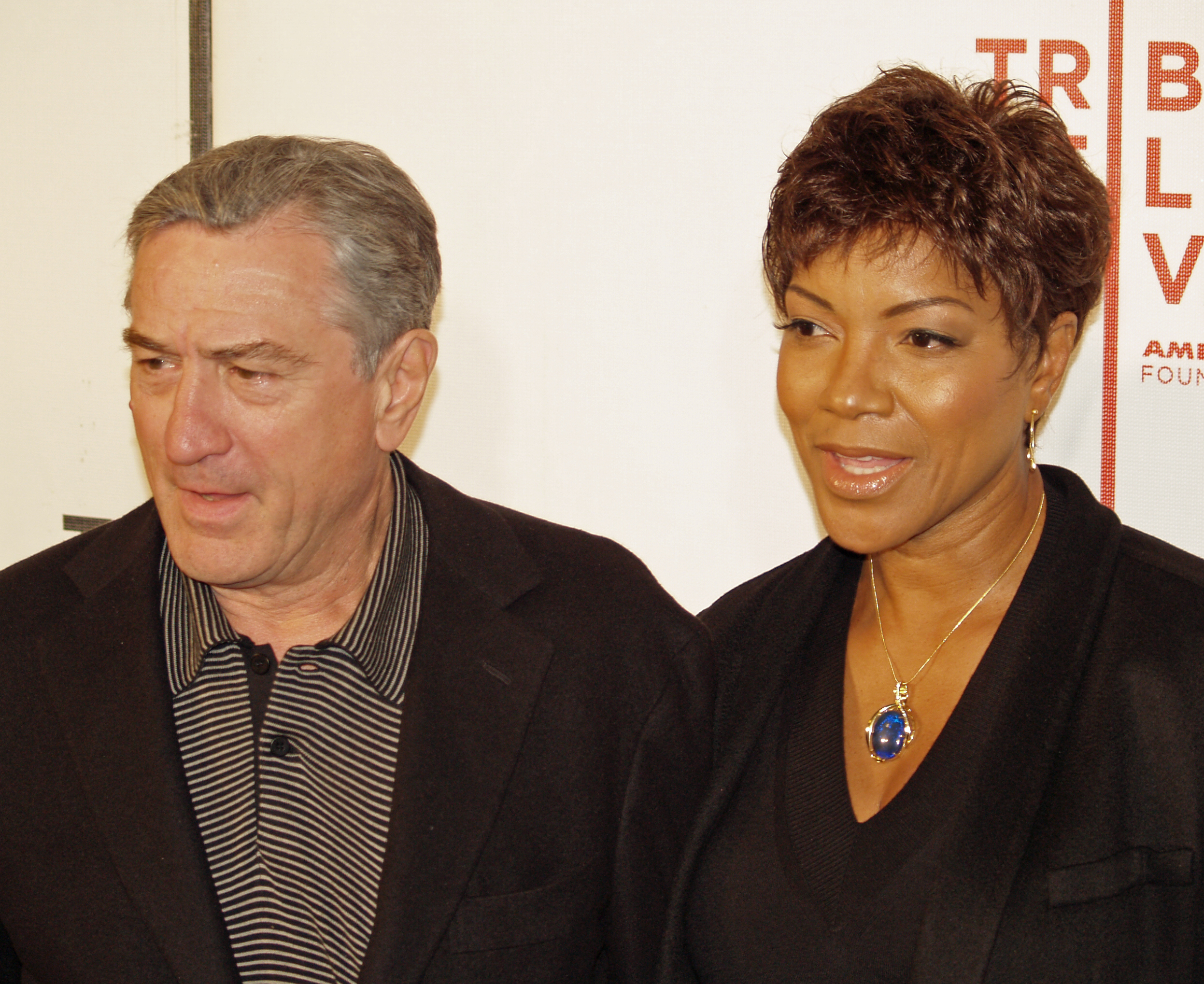
L'attore italoamericano Robert De Niro assieme alla moglie Grace Hightower (2008). I dati del censimento statunitense hanno rilevato 117.000 coppie composte da mariti bianchi e mogli nere nel 2006.

#### Stati Uniti
Storicamente il "mix razziale" tra afroamericani e bianchi americani è stato un tabù negli Stati Uniti d'America. Le cosiddette "Leggi anti-miscegenation", che impedirono ai neri e ai bianchi si sposarsi fra loro o di intrattenere un qualche tipo di relazione sessuale, vennero stabilite nel corso della Storia degli Stati Uniti d'America già a partire dal 1691.

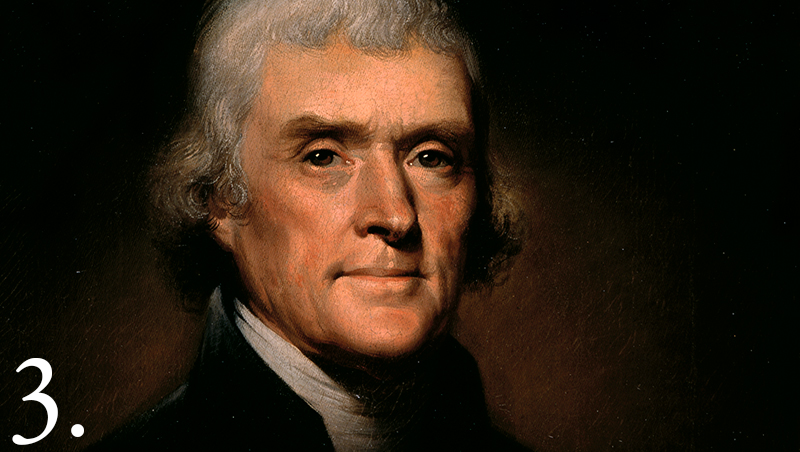
Per Thomas Jefferson, 3º presidente degli Stati Uniti d'America (1801-09) si sarebbero dovuti mescolare i bianchi americani con i nativi americani, così da creare un unico popolo.

In quell'anno un atto legislativo in tal senso fu introdotto in Virginia, successivamente modificato nel 1705 per rimuovere gli "indiani bianchi" dalla proibizione. La proposta politica di Thomas Jefferson per affrontare i nativi americani fu quella di "lasciare che i nostri insediamenti e i loro si incontrino e si mescolino, si amalgamino per diventare così un unico popolo".
Il tabù storico presente tra i bianchi americani che circonda i rapporti bianco-nero può essere visto come una conseguenza storica dell'oppressione e della segregazione razziale degli afroamericani. In molti Stati il matrimonio interrazziale costituiva già un reato ben prima che il termine "miscegenation" venisse inventato nel 1863. Le prime leggi che proibivano il matrimonio interrazziale furono introdotte alla fine del XVII secolo, prima in Virginia e poi in Maryland (1692). Più tardi tali legislazioni si diffusero anche in quelle colonie e Stati in cui la schiavitù non esisteva.
     Mai promulgate
     Prima del 1887
     Tra il 1948 e il 1967
     12 Giugno 1967

Data di abrogazione delle leggi contro la mescolanza razziale negli Stati Uniti d'America:
Mai promulgate
Prima del 1887
Tra il 1948 e il 1967
12 Giugno 1967

È stato sostenuto che le prime leggi contro il matrimonio interrazziale furono una risposta da parte dell'élite rappresentata dai padroni delle piantagioni davanti ai problemi che dovevano affrontare a causa delle dinamiche socioeconomiche del sistema delle piantagioni nelle colonie meridionali. I divieti in Virginia e Maryland furono istituiti in un momento in cui la schiavitù negli Stati Uniti d'America non era ancora pienamente istituzionalizzata; all'epoca la maggior parte del lavoro forzato nelle piantagioni veniva svolto prevalentemente da bianchi incappati nella servitù debitoria.
Alcuni storici hanno inoltre suggerito che le prime leggi storiche che vietarono il matrimonio interrazziale furono originariamente inventate dai padroni delle piantagioni come tattica di divide et impera a seguito della Bacon's Rebellion (1676). Secondo questa teoria il divieto di matrimonio interrazziale venne promulgato per dividere la forza lavoro sempre più mista; ai bianchi venne pertanto concessa la libertà mentre i neri vennero successivamente trattati sempre più come degli schiavi piuttosto che come servi indebitati. Prevenendo il matrimonio interrazziale fu possibile mantenere questi due nuovi gruppi separati, impedendo loro una nuova ribellione organizzata.
Nel 1918 si produsse un'aspra controversia in Arizona quando il contadino asiatico-indiano B. K. Singh sposò la figlia sedicenne dei suoi affittuari bianchi. Durante e dopo l'istituto della schiavitù negli Stati Uniti d'America la maggior parte dei bianchi americani considerava il matrimonio interrazziale tra bianchi e neri come un tabù; tuttavia durante l'epoca della schiavitù molte donne e uomini americani bianchi ebbero figli con partner neri. Questi bambini diventarono automaticamente schiavi se la madre era una schiava nera, mentre vennero considerati liberi se la madre era una bianca libera, poiché la schiavitù seguì la discendenza della matrilinearità. Alcuni di questi bambini furono liberati dai loro padri padroni di schiavi o acquistati per essere emancipati se il padre non era in proprietario. Molti figli di queste unioni formarono le enclave sotto la denominazione di "colorati" o "persone libere di colore" ecc. La maggior parte dei discendenti misti si fusero nel gruppo etnico degli afroamericani nel corso dell'epoca delle Leggi Jim Crow.
La ricerca condotta dalla genetica delle popolazioni suggerisce che una notevole minoranza di bianchi americani (stimata a 1/3 della popolazione da parte di alcuni esperti di genetica come Mark D. Shriver) abbia una qualche lontana origine africana (vedi commistione genetica) e che nel contempo la maggioranza degli afroamericani abbia una qualche origine europea.
Dopo la guerra di secessione americana e l'abolizione della schiavitù negli Stati Uniti d'America (1865) il matrimonio tra gli statunitensi bianchi con gli afroamericani continuò a rimanere in gran parte un tabù, in particolare negli Stati ex schiavisti.
Il Codice Hays sulla produzione cinematografica (1930) affermò espressamente che la proiezione di "miscegenation" era da considerarsi proibita. Una strategia importante intesa a scoraggiare il matrimonio tra bianchi e americani di discendenza parzialmente africana fu la promulgazione della "One-drop rule", teoria la quale affermava che qualsiasi persona con una qualche origine africana riconosciuta, per quanto remota questa fosse, doveva essere considerata come "negra". Questa definizione della negritudine venne codificata nelle leggi anti-miscegenation di vari Stati, come ad esempio il "Racial Integrity Act of 1924" (Legge d'integrità razziale) della Virginia. I querelanti del caso Loving contro Virginia, Mildred Jeter e Richard Loving, divennero la coppia interrazziale storicamente più importante degli Stati Uniti d'America proprio attraverso la loro battaglia legale contro questo "Act".
Per tutto il corso della Storia degli Stati Uniti d'America vi fu una frequente "miscelazione" tra nativi americani e afroamericani. Quando i guerrieri Algonchini invasero la colonia europea di Jamestown (Virginia) (episodio ricordato come il Massacro indiano del 1622) uccisero tutti gli europei ma portarono via con sé gli schiavi africani come prigionieri, integrandoli gradualmente. Le relazioni interrazziali si verificarono tra afroamericani e membri di altre tribù lungo gli Stati costieri. Durante il periodo transitorio che portò gli africani a diventare principalmente "servitori razziali" o "schiavi negri" i nativi americani erano talvolta schiavi assieme a loro. Africani e nativi lavorarono a stretto contatto ed alcuni si imparentarono avendo bambini misti. Il rapporto instauratosi tra i due gruppi venne considerato una minaccia dai coloni europei con la conseguenza che tentarono attivamente di dividerli e metterli l'uno contro l'altro.
Durante il XVIII secolo alcune donne native si rivolsero agli uomini africani liberati, sconvolte a causa di un significativo calo della popolazione maschile nei loro villaggi. Al tempo stesso le prime generazioni di schiavi arrivati tramite la tratta atlantica degli schiavi africani erano sproporzionatamente maschili. I documenti d'archivio dimostrano che alcune donne native giunsero a comprare uomini africani appena giunti; di nascosto di venditori europei queste donne liberarono ed in seguito sposarono gli africani, assimilandoli nella loro tribù. Alcuni africani scelsero le donne native come partner in previsione del fatto che i loro figli sarebbero stati liberi, in quanto lo status del bambino seguiva quello della madre. Gli africani poterono in tal modo sposarsi all'interno delle tribù che seguivano la matrilinearità ed essere accettati, poiché i loro figli vennero considerati ancora appartenenti al popolo della madre. Mentre l'espansione europea aumentò verso sudest, i matrimoni tra africani e nativi divennero più numerosi.

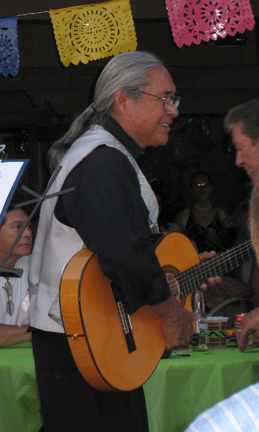
Un suonatore meticcio a Santa Fe (Nuovo Messico).

Dalla metà del XIX secolo fino al XX molti neri e messicani etnici si sposarono reciprocamente nella Valle del Rio Grande (sud del Texas), soprattutto nella Contea di Cameron e nella Contea di Hidalgo; a Cameron il 38% delle persone nere contrassero un matrimonio interrazziale (una media di 7 famiglie su 18) mentre a Hidalgo il numero fu del 72% (18 famiglie su 25). Queste due contee ebbero i più alti tassi di matrimoni interrazziali, che coinvolgevano almeno un coniuge nero, di tutti gli USA. La stragrande maggioranza di questi matrimoni comportò uomini neri che sposavano donne messicane di prima generazione (Tejanas, donne texane di discendenza messicana). Poiché i messicani furono considerati essere bianchi dai funzionari texani e dal governo federale, tali matrimoni rappresentarono una violazione delle leggi contro la mescolanza razziale negli Stati Uniti d'America. Non vi è tuttavia alcuna prova che nessuno di loro sia mai stato perseguito per aver violato tale legge. I tassi di questa dinamica matrimoniale interrazziale possono essere ricondotti a quando gli uomini neri si trasferirono nella "Valle Rio Grande" dopo la fine della guerra di secessione americana. Si sposarono entrando così a far parte di famiglie messicane etniche e poi unendosi ad altre persone nere che trovarono rifugiate nella riserva al confine messicano.

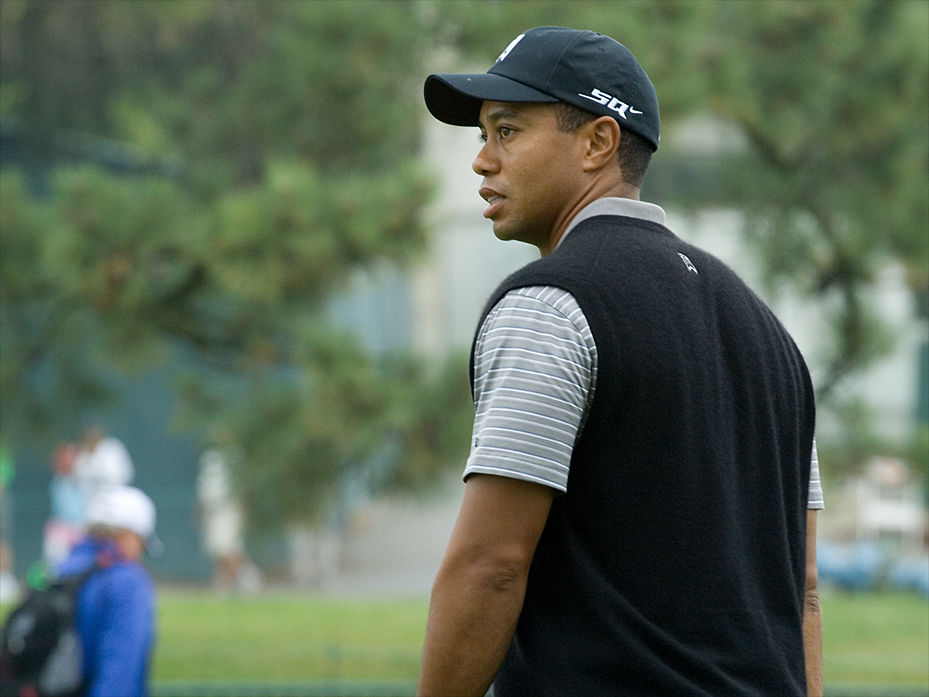
Tiger Woods fa riferimento al suo "make-up" etnico come "Cablinasian" (caucasico, nero, indiano e asiatico) per descrivere la mescolanza razziale che ha ereditato dal padre afroamericano e dalla madre Thai.

Tra il XIX e il XX secolo i cinesi immigrati furono quasi tutti Cantonesi. Centinaia di migliaia di uomini cinesi migrati da Taishan giunsero sulle sponde degli Stati Uniti d'America. Le leggi vigenti in molti Stati vietarono pertanto agli uomini cinesi di sposare delle donne bianche; a seguito del Proclama di emancipazione (1862) molti matrimoni interrazziali in alcuni Stati non vennero registrati e, storicamente, molti di questi cinesi d'oltremare sposarono donne afroamericane in proporzioni assai elevate rispetto al numero totale dei matrimoni, per lo più a causa delle poche donne cinesi presenti. Dopo il "Proclama" molti cinesi migrarono negli Stati Uniti meridionali, in particolare in Arkansas, per lavorare nelle piantagioni. Nel 1880 il decimo Censimento degli Stati Uniti d'America contò nella sola Louisiana il 57% di matrimoni interrazziali tra cinesi e donne nere e il 43% tra cinesi e donne bianche. Tra il 20 e l 30% dei cinesi residenti in Mississippi si sposarono con donne nere ancor prima del 1940.

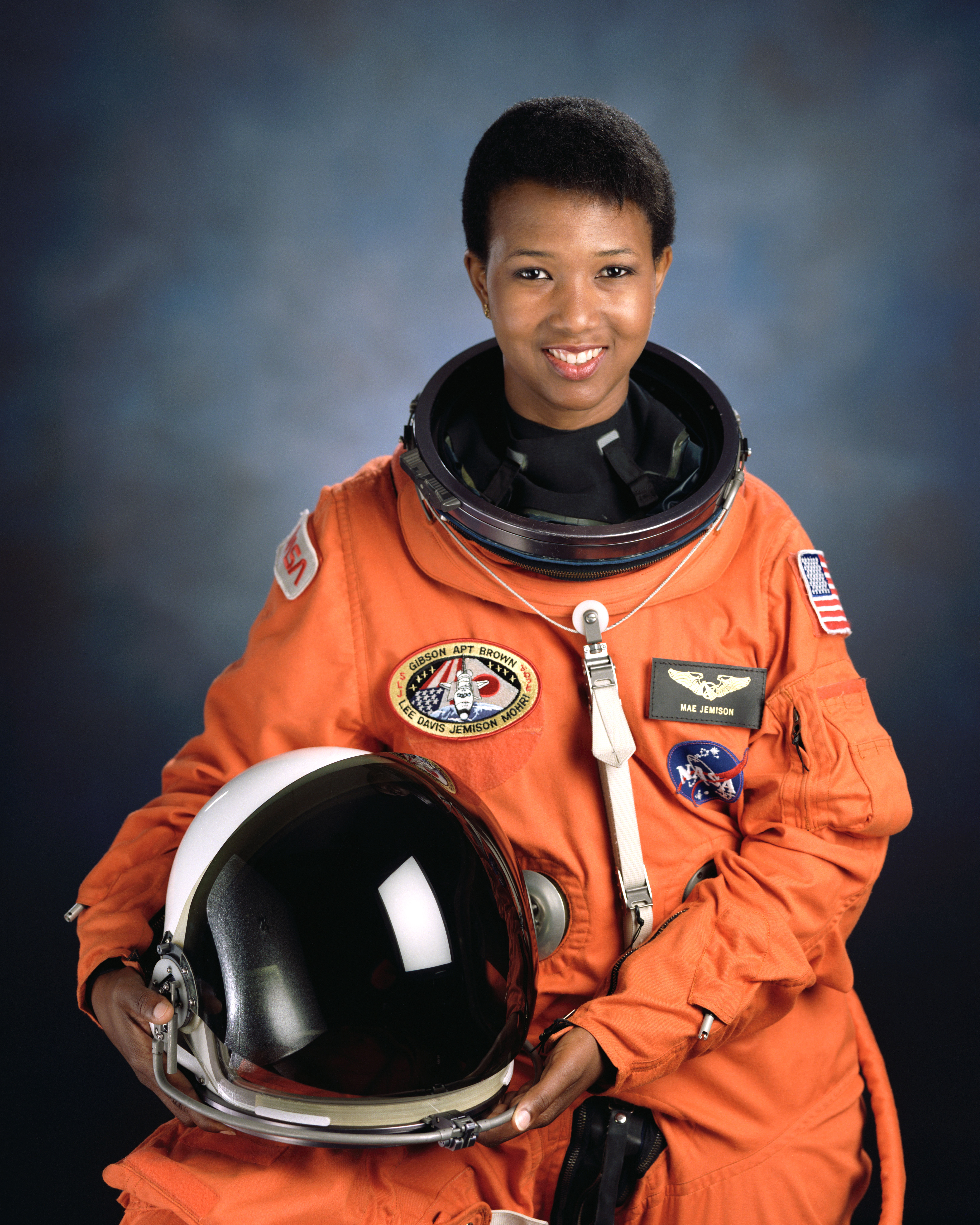
Mae Jemison nel 1992.

In uno studio genetico condotto nel 2009 su 199 campioni provenienti da maschi afroamericani sono stati trovati appartenenti all'aplogruppo O2a (discendenti cioè dal sud-est asiatico, dall'Asia meridionale e parlanti lingue austroasiatiche); è stato scoperto dal saggista afroamericano Henry Louis Gates Jr. nella miniserie-documentario African American Lives che Mae Jemison (prima astronauta afroamericana della NASA a volare nello spazio) ha una presenza significativa (oltre il 10%) di miscela genetica proveniente dall'Asia orientale. Gates ha ipotizzato che i rapporti tra i lavoratori migranti cinesi e gli schiavi o ex schiavi neri nel corso del XIX secolo abbiano contribuito alla sua mappa genetica. A metà del 1850 tra i 70 e i 150 cinesi vissero a New York, tra cui 11 di loro sposarono delle donne irlandesi.
Il 6 agosto del 1906 il The New York Times riferì che 300 donne bianche irlandesi erano sposate con uomini cinesi a New York, ma con un numero molto maggiore di convivenze. Nel 1900 sulla base dei dati acquisiti dal "Liang Research Group" dei 120.000 uomini presenti in più di 20 comunità cinesi sparpagliate in tutto il territorio statunitense, stimò che un Cantonese su 20 era sposato con una donna bianca. Nel censimento degli anni sessanta vi erano 3.500 uomini cinesi sposati con donne bianche e 2.900 donne cinesi sposate con uomini bianchi.

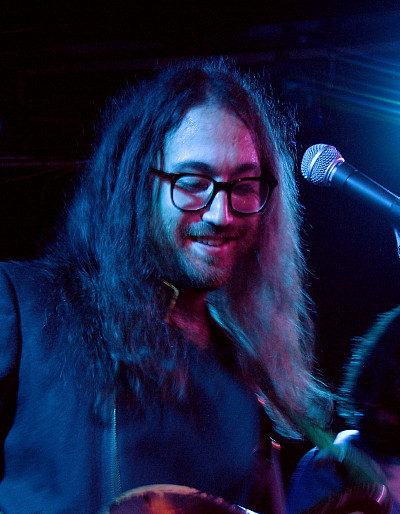
Sean Lennon è figlio di Yōko Ono (giapponese) e John Lennon (britannico).

Le accuse di "proselitismo alla miscelazione" furono comunemente rivolte dai sostenitori della schiavitù negli Stati Uniti d'America contro i fautori dell'abolizionismo negli Stati Uniti d'America prima della guerra di secessione americana. Conclusasi la guerra (1865) simili segnalazioni vennero utilizzate dai bianchi che pretendevano la segregazione razziale negli Stati Uniti d'America contro i propugnatori di pari diritti civili per gli afroamericani: si disse che segretamente si stava complottando per distruggere la "razza bianca" attraverso la mescolanza razziale. Ancora nel corso degli anni cinquanta i segregazionisti affermarono che esistesse una trama architettata dal comunismo e finanziata dall'Unione delle Repubbliche Socialiste Sovietiche con un tale obiettivo recondito. Nel 1957 i segregazionisti citarono A Racial Program for the Twentieth Century (uno dei tanti temi propagandistici dell'antisemitismo inventati di sana pianta) come prova delle loro affermazioni.
L'università Bob Jones in Carolina del Sud proibì gli "incontri interrazziali" fino all'anno 2000.
Gli asioamericani vennero specificamente inclusi in alcune leggi statali; la California continuò a vietare i matrimoni tra asiatici e bianchi americani fino alla risoluzione presa nel caso Perez contro Sharp del 1948.
Negli Stati Uniti i segregazionisti, compresi i moderni gruppi di identità cristiana, continuano a sostenere che diversi passaggi presenti nella Bibbia come per esempio la storia di Fineas e la cosiddetta maledizione di Canaan (Libro della Genesi 9:20–27) dovrebbero essere intese come palesi riferimenti contro la mescolanza razziale ed addirittura che alcuni versetti la proibiscano espressamente. La maggior parte degli studiosi di teologia legge invece questi versetti e riferimenti come una proibizione del "matrimonio interreligioso".
Il matrimonio interrazziale è diventato sempre più accettato negli Stati Uniti d'America come conseguenza del Movimento per i diritti civili degli afroamericani. L'approvazione dei matrimoni misti nei sondaggi nazionali è cresciuta dal 4% nel 1958. al 20% nel 1968, al 38% nel 1978, al 48% nel 1991, al 65% nel 2002 fino al 77% nel 2007 e all'86% nel 2011.

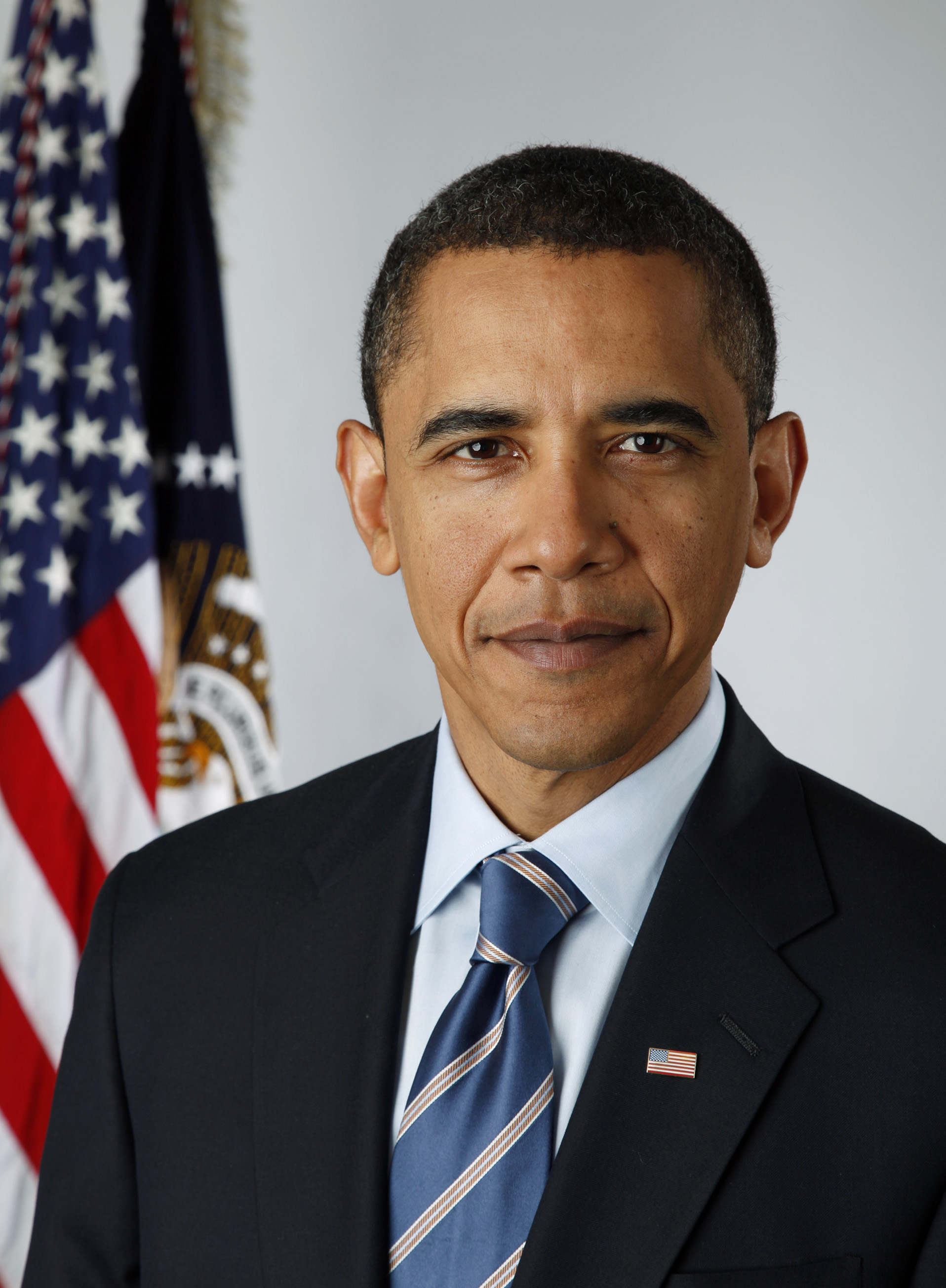
Barack Obama (qui nel 2009) è figlio di un keniota e di una bianca americana.

Lo statunitense più noto di "razza mista" è Barack Obama, primo afroamericano a diventare presidente degli Stati Uniti d'America; è figlio di un matrimonio interrazziale tra un padre nero (Barack Obama, Sr.) di origini keniote e una madre bianca (Ann Dunham) specializzata in antropologia economica.
Tuttavia fino al 2009 un giudice di pace della Louisiana rifiutò di concedere una licenza matrimoniale ad una coppia interrazziale, giustificando la propria decisione con motivi di preoccupazione nei confronti dei figli che la coppia avrebbe potuto avere.

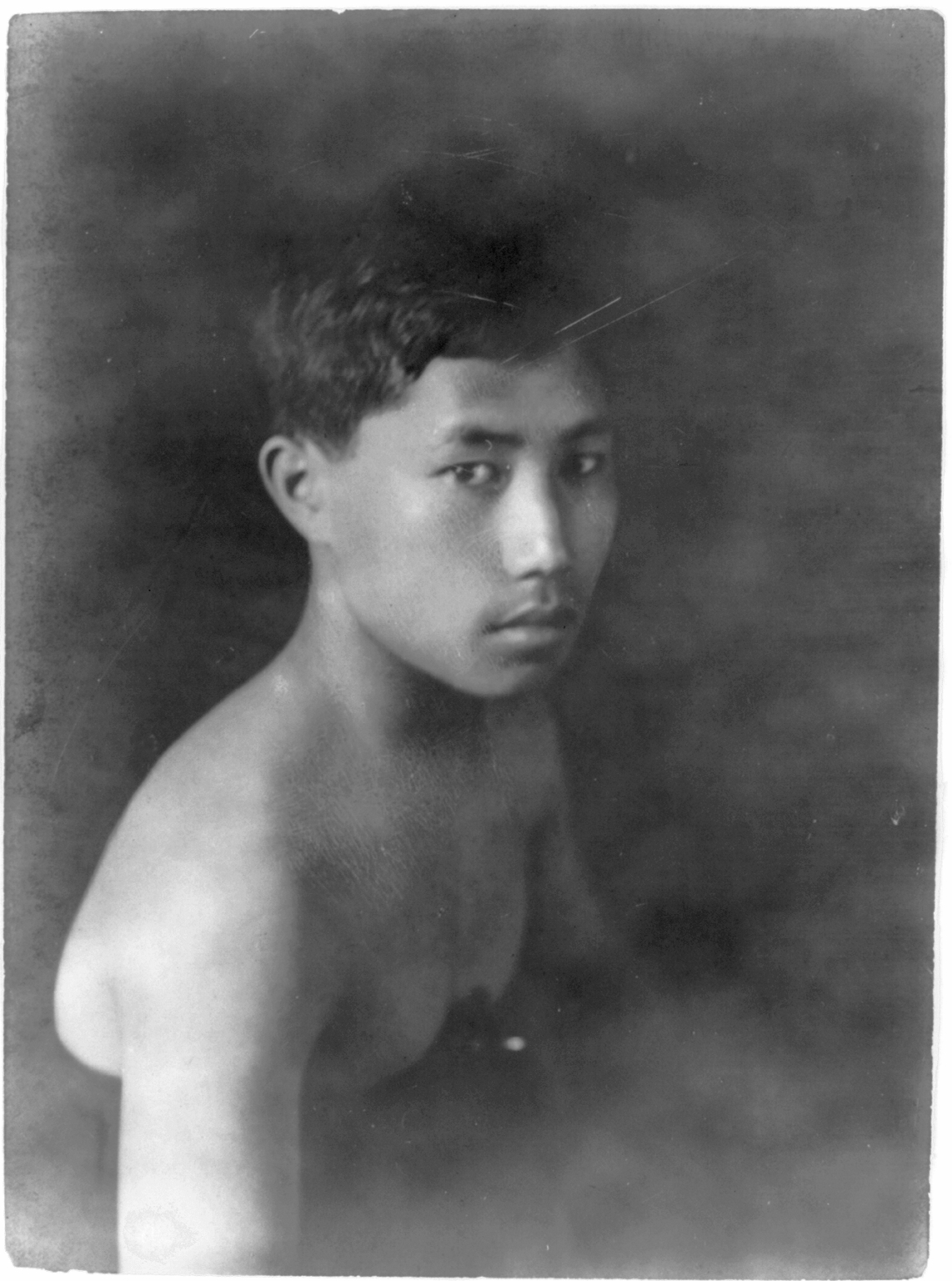
Ritratto di un giovane cinese hawaiano (1909).

##### Hawaii
La maggior parte dei cinesi hawaiani furono migranti cantonesi della provincia di Guangdong con una minoranza di Hakka. Se tutte le persone con origini cinesi presenti nelle isole Hawaii (inclusi i cinesi-Hawaiani) vengono incluse, esse costituiscono circa 1/3 dell'intera popolazione delle isole. Molte di loro hanno sposato donne di origini hawaiane, hawaiane-europee ed europee.
Un'ampia percentuale di uomini cinesi si sposò con donne hawaiane e hawaiane-europee. I 12.592 asiatici-Hawaiiani contati nel 1930 furono il risultato di uomini cinesi che si accoppiarono con Hawaiane e in parte con Hawaiane-europee. Anche gli uomini asiatici-hawaiani sposarono donne Hawaiane ed europee (e viceversa). Nel censimento alcuni cinesi con poco sangue nativo vennero classificati come cinesi, non come asiatici-Hawaiani, questo a causa della diluizione del sangue nativo. Il matrimonio interrazziale cominciò a diminuire nel corso gli anni 1920.
Portoghesi americane e altre donne di origine europea spesso sposarono uomini cinesi; da questi incroci nacquero bambini di parentela mista portoghese-cinese. In due anni, tra il 1931 e il 1933, nacquero 38 di questi figli; essi vennero classificati come puri cinesi in quanto i loro padri erano cinesi.
Una vasta mescolanza razziale si creò tra cinesi e portoghesi, soprattutto uomini cinesi sposati con donne portoghesi, ma anche spagnole, hawaiane, caucasico-hawaiane ecc. Solo un uomo cinese fu registrato per aver sposato una donna statunitense; ma gli uomini cinesi delle Hawaii sposarono anche le donne portoricane, giapponesi, greche e bianche in genere.

#### America Latina e Caraibi
Circa 300.000 Coolie e migranti Cantonesi (quasi tutti maschi) vennero spediti tra il 1849 e il 1874 in America Latina; molti di loro contassero un matrimonio interrazziale e convissero assieme alla popolazione nera, con i Meticci e finanche con gli europei a Cuba, in Perù, nella Guyana e a Trinidad.
Le società latino-americane assistettero inoltre anche alla crescita sia del matrimonio sancito dalla Chiesa che di quello civile tra gli africani e i "non colorati".

#### Perù
Circa 100.000 coolie cinesi (quasi tutti i maschi) migrarono, tra il 1849 e il 1874, in Perù e intrattennero relazioni sessuali con le donne peruviane, con quelle "Mestizos", ma anche con europee, dei nativi americani, europee-mestizos, africane e mulatte. Molti cinesi peruviani sono di origini miste cinesi-spagnole-africane-amerinde. Una stima effettuata sulla miscela cinese-peruviana si fermò a circa 1,3-1,6 milioni di persone. I peruviani asiatici sono stimati per essere il 3% della popolazione totale, ma un'altra fonte pone il numero di cittadini con una qualche origine cinese a 4,2 milioni, pari al 15% dell'intera popolazione del paese. In Perù le donne non cinesi si sposarono con i più raffinati e benestanti maschi cinesi.
Non vi fu quasi nessuna donna tra la popolazione di coolie che migrò in Perù e a Cuba; le donne peruviane giunsero a sposarsi con questi migranti. Le donne africane invece non ebbero quasi mai rapporti con gli uomini cinesi durante il loro impiego come coolies, mentre i cinesi ebbero contatti con le donne peruviane nelle città, dove formarono relazioni e diedero alla luce bambini misti; queste donne provenivano per lo più dalle aree andine e costiere rurali e non erano originarie delle città; col tempo anche native di origine indigena provenienti dalle montagne delle Ande sarebbero venute a lavorare nelle zone urbane.
Queste donne native andine rimasero favorite come partner coniugali dagli uomini cinesi rispetto alle africane, con i "paraninfi" che organizzarono matrimoni civili di uomini cinesi con giovani indigene; vi fu inizialmente una reazione razzista da parte dei peruviani nei confronti di questi matrimoni. Quando le donne native (di origini messicane, portoricane, indigene e Indios) e gli uomini cinesi ebbero bambini misti, i figli vennero chiamati "injerto" (innesto) e una volta che furono cresciuti i padri cercarono per loro delle ragazze provenienti dalle stesse origini; i pochi bambini nati da madri nere non vennero invece chiamati injerto.

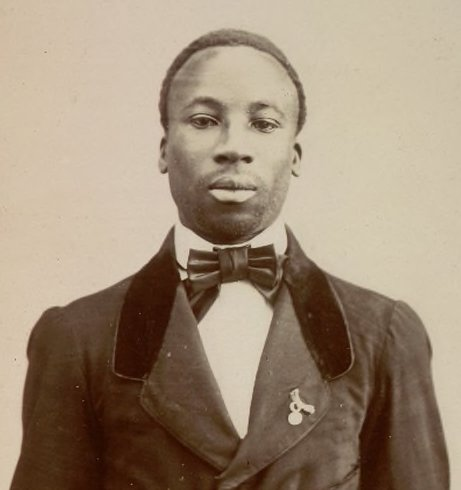
Un afro-latinoamericano a Lima (Perù) (1860 circa).

In special modo le peruviane di più basso ceto sociale stabilirono rapporti sessuali o matrimoniali con gli uomini cinesi, ma anche alcune donne nere e indigene si riprodussero con i cinesi - secondo Alfredo Sachettí - i quali iniziarono a sostenere che la miscelazione stesse causando una "progressiva degenerazione" dei cinesi. Le donne indigene e gli uomini cinesi parteciparono anche a "matrimoni di massa" in comune, disposti quando le donne degli altipiani venivano condotte in città da un paraninfo cinese dopo aver ricevuto un acconto.
In Perù e a Cuba alcuni i nativi americani, i mulatti le, donne nere e bianche impegnate in relazioni sessuali o matrimoniali con uomini cinesi vennero segnalati da una relazione della "Commissione di Cuba e in Perù"; esso riferì (e ciò venne riportato anche dal The New York Times) che le donne nere e native peruviane sposarono gli uomini cinesi per il loro personale interesse in quanto li dominavano e "sottomettevano" e ciò nonostante il fatto che il contratto di lavoro venisse annullato a seguito del matrimonio, invertendo così i ruoli tradizionali e vedendo la donna peruviana detenere il potere coniugale, dirigere la famiglia e rendere gli uomini cinesi schiavi, docili, "servili", "sottomessi", "femminili" e comandandoli a dito: "[l'uomo cinese] si innamora del fascino di qualche "chola" (nativa e mestiza) o di qualche "samba" (donna nera mista), e viene convertito al cattolicesimo, di modo che possa entrare in un legame matrimoniale con la "señorita" ufficializzato dalla Chiesa".
Gli uomini cinesi vennero ricercati come mariti e "catturati" dalle "douche damasels "(donne peruviane) poiché furono considerato "dei mariti modello, grandi lavoratori, affettuosi, fedeli, ma soprattutto obbediente" oltre che assai "abili nelle faccende domestiche"; le donne peruviane diventarono così il "sesso forte" invece di quello più debole e avrebbero comandato i loro mariti cinesi "con la bacchetta", invece di trattarli alla pari.
In Perù esiste anche una folta comunità di giapponesi.

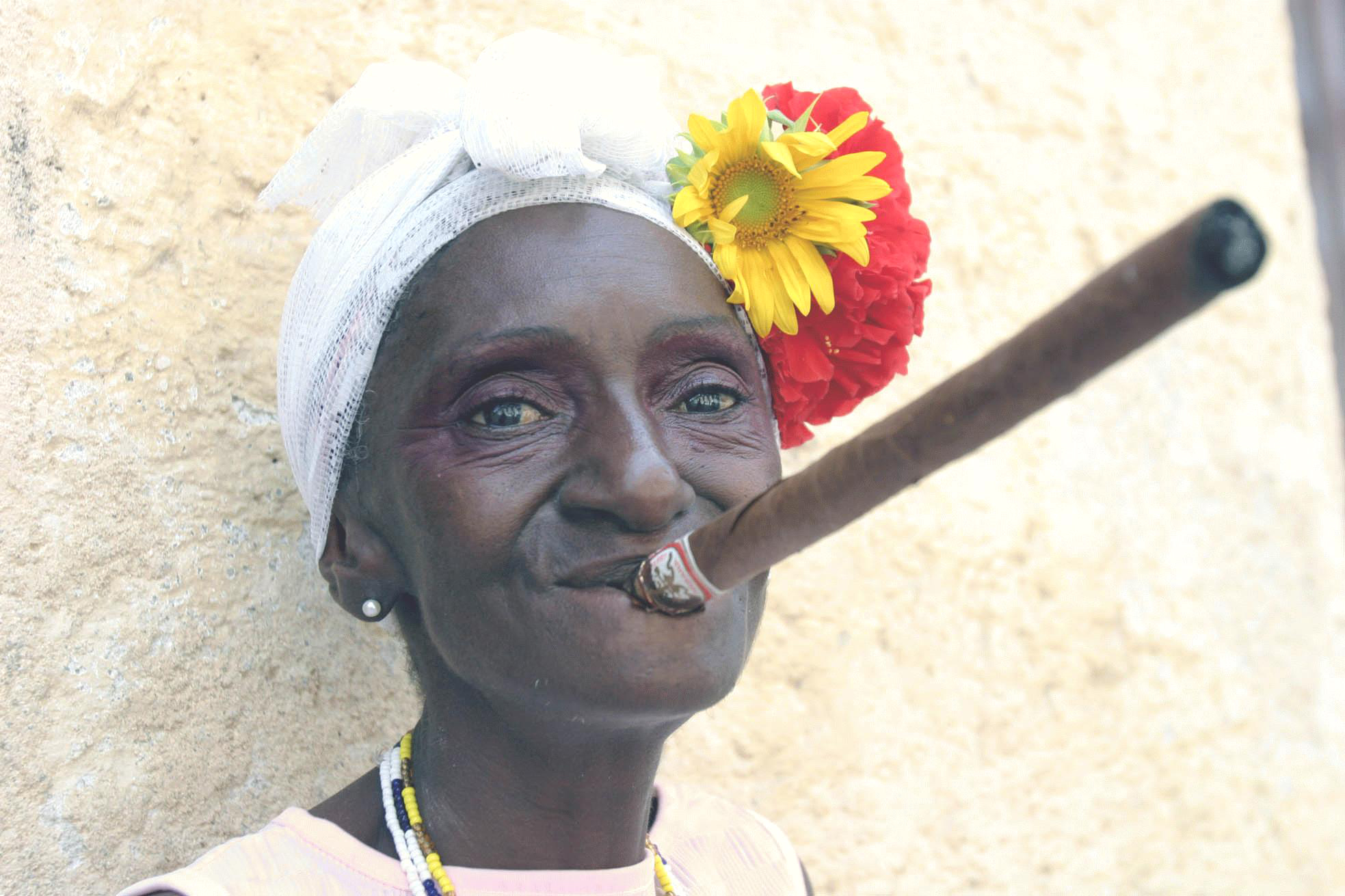
Una negra cubana con un sigaro cubano.

#### Cuba
120.000 coolie Cantonesi (tutti maschi) entrarono a Cuba sotto contratto nel corso di 80 anni. La maggior parte di loro non si sposò, ma Hung Hui afferma che non vi fu una frequenza di attività sessuale tra donne nere e cantonesi, secondo Osberg invece i cinesi acquistarono donne schiave per poi liberarle, espressamente con l'intento di sposarle. Nel corso del XIX e XX secolo gli uomini cinesi cantonesi intrapresero relazioni sessuali con donne bianche e nere cubane e da tali rapporti nacquero molti figli. Per un modello caraibico britannico di conservazione culturale cinese attraverso la procreazione con le donne nere, vedi Patterson, 322-31.

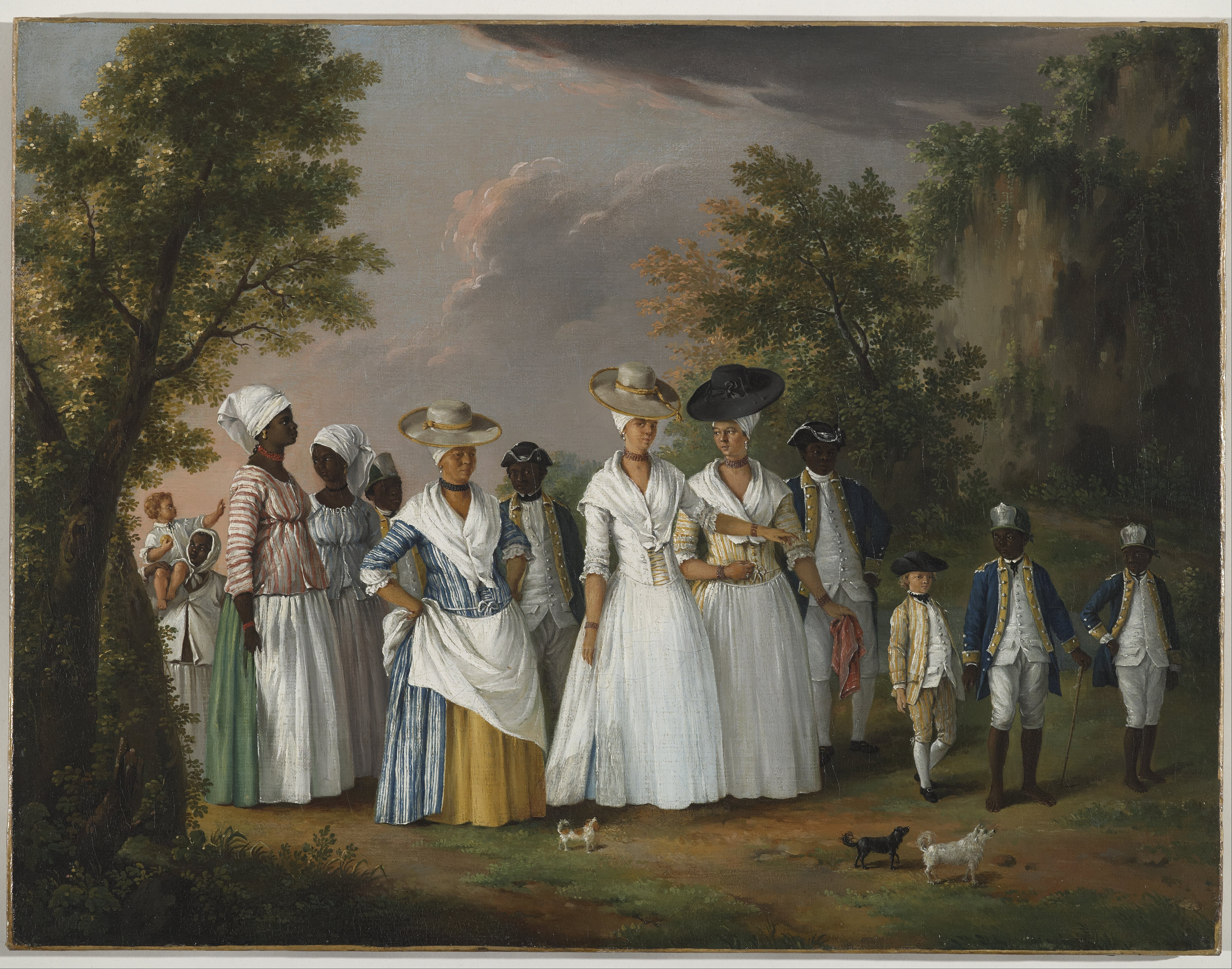
Donne libere negre con i loro figli e servi, dipinto ad olio di Agostino Brunias (Dominica, 1764-1796 circa).

Nel corso degli anni venti giunsero altri 30.000 cantonesi e piccoli gruppi di giapponesi; entrambe le migrazioni furono esclusivamente maschili con la conseguenza che vi fu una rapida mescolanza razziale con le popolazioni bianche, nere e mulatte. Nel CIA World Factbook: Cuba (15 maggio 2008) gli autori hanno stimato in 114.240 il numero delle persone di origini miste cinesi e cubane, mentre solo 300 di questi erano rimasti dei puri cinesi.
Negli studi effettuati sulle origini genetiche, l'asimmetria e la commistione genetica nelle linee genetiche paterne e materne a Cuba ben 35 aplogruppi del cromosoma Y SNP (differenze che fanno riferimento a polimorfismi biallelici) sono stati tipizzati in 132 individui maschi del campione cubano; lo studio non ha incluso alcuna persona con origini cinesi certe. Tutti i campioni erano cubani bianchi e neri: 2 su 132 dei campioni maschi appartenevano all'aplogruppo dell'Asia orientale O2, che si trova in frequenze significative proprio tra i Cantonesi.

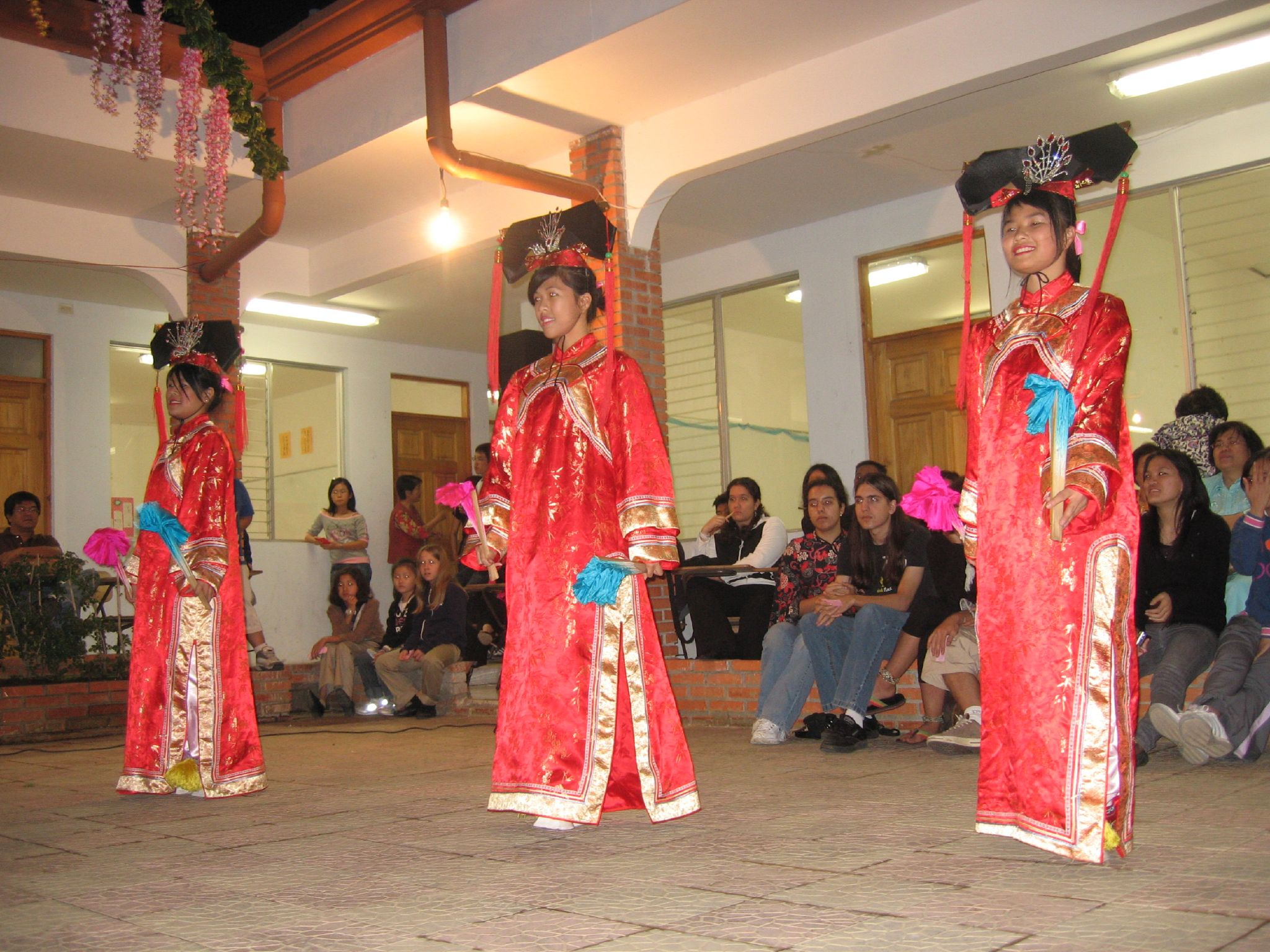
Celebrazione del Capodanno cinese in Costa Rica (2008).

#### Costa Rica
I cinesi residenti in Costa Rica hanno origine da migranti maschi Cantonesi. Il cinese puro costituisce solo l'1% della popolazione, ma secondo Jacqueline M. Newman (professoressa emerita al Queens College, Università della Città di New York) almeno il 10% dei costaricani sono cinesi, se si contano anche tutte le persone cinesi sposate con un cinese o con un cinese discendente di "razza mista".
Negli ultimi decenni del XX secolo sono arrivati anche numerosi immigrati provenienti da Taiwan. Molti uomini sono venuti da soli per lavorare e si sono sposati con donne costaricane e parlano la lingua cantonese. Tuttavia la maggioranza dei discendenti dei primi immigrati cinesi non parla più il cantonese e si definiscono come costaricani.

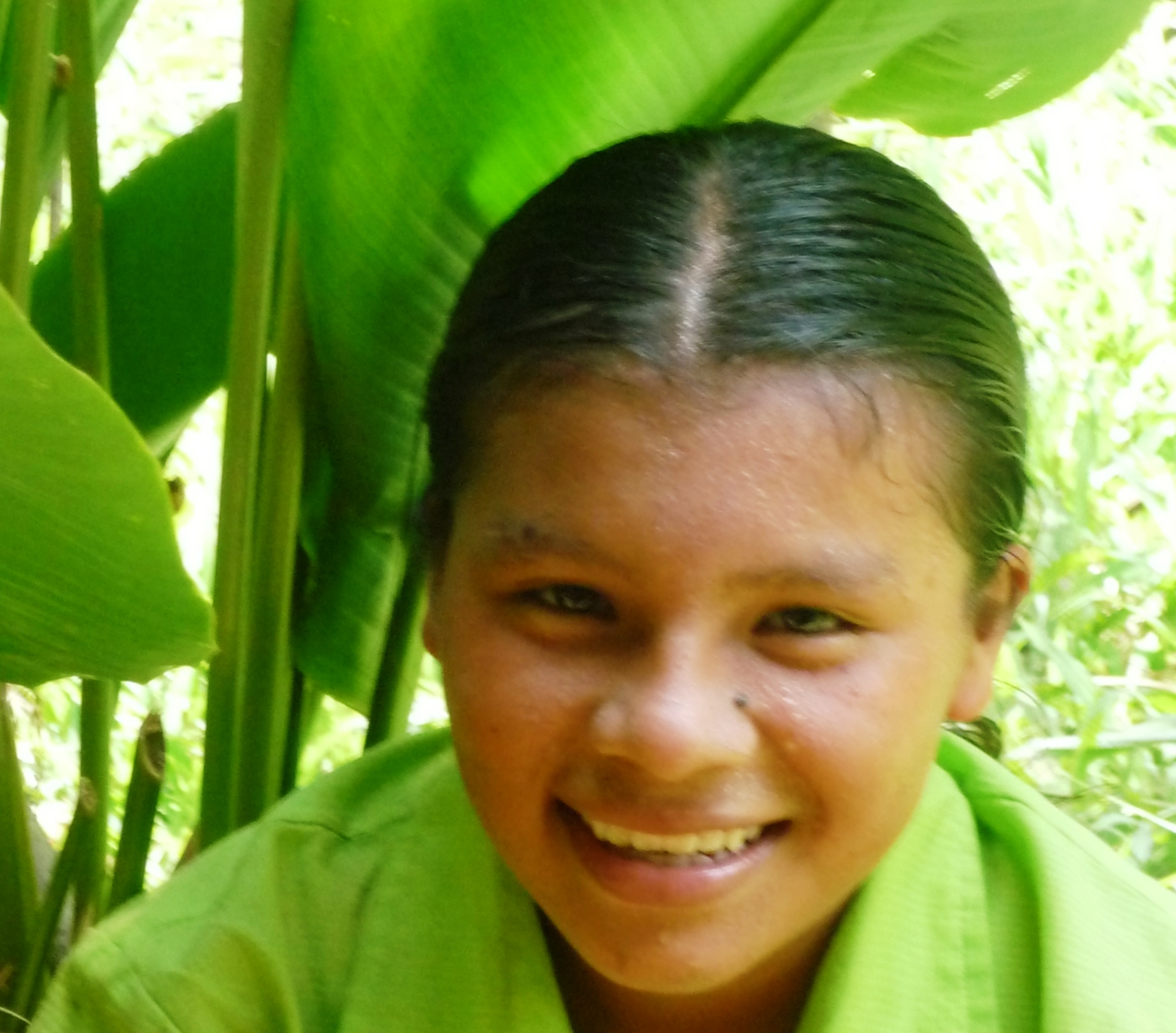
Una giovane indigena costaricana.

Essi si sposarono principalmente con le donne di Tican (che sono una miscela di europei, Castizo, Mestizo, Indiani e Neri); una Tican è anche una persona bianca con una piccola quantità di sangue non bianco, come i Castizo. Il censimento del 1989 mostra che circa il 98% dei costaricani erano bianchi, Castizo, Mestizos, o con l'80% di sangue bianco o Castizo. Fino agli anni quaranta gli uomini costituivano la stragrande maggioranza della comunità cinese costaricana. I maschi hanno costituito la maggioranza della comunità cinese originale anche in Messico e sposarono donne messicane.
Anche molti africani in Costa Rica si sono sposati con donne di altre etnie. Nella Cartago tardo-coloniale il 33% dei 182 maschi africani e il 7% delle femmine erano sposati con un coniuge di un'altra razza. Le cifre erano ancora più impressionanti nella capitale San José dove il 55% dei 134 maschi africani sposati e il 35% delle 65 donne sposate africane erano maritati con persone di un'altra etnia (per lo più mestizos). Nella stessa Cartago due maschi africani furono registrati avere delle mogli spagnole e tre delle mogli indiane, mentre nove femmine africane erano sposate con i maschi indiani. Gli spagnoli raramente convivevano con le donne mulatte, tranne nella regione di allevamento del bestiame che confina con il Nicaragua a nord. Anche qui due donne spagnole vivevano con maschi africani.

#### Indie occidentali britanniche
La mescolanza razziale non fu mai illegale nelle Indie occidentali britanniche e le popolazioni della Guyana, del Belize, della Giamaica e di Trinidad sono tra le più ricche e differenziate geneticamente.

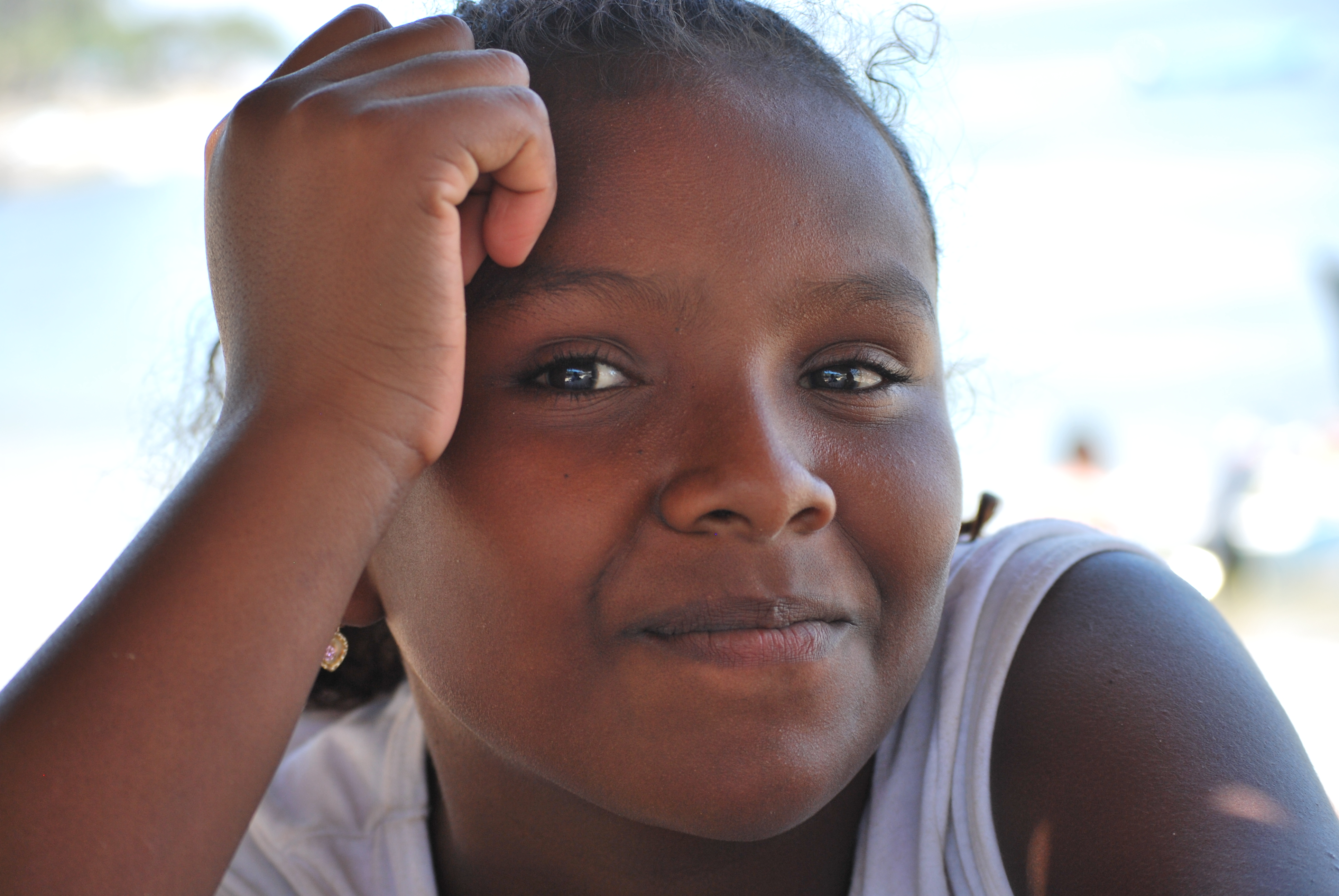
Una bambina afro-messicana.

#### Messico
In Messico il concetto di meticciato (mestizaje) o amalgama culturale e razziale è sempre stato - e continua ad esserlo - parte integrante dell'identità nazionale. Mentre viene spesso inteso come mescolanza razziale tra indigeni e spagnoli, i messicani hanno acquisito anche una notevole miscela di patrimonio genetico sia africano che asiatico fin dai tempi dell'epoca coloniale del vicereame della Nuova Spagna.

Nippo-Messicani a Monterrey.

Anche se in un primo momento parve riluttante il governo spagnolo legalizzò gli eventuali matrimoni interrazziali, il che si applicò a tutti i gruppi liberi di popolazione presenti; tali rapporti non vennero però subito accettati dalla Chiesa. Solamente gli schiavi negri non ottennero la libertà di contrarre matrimonio interrazziale.

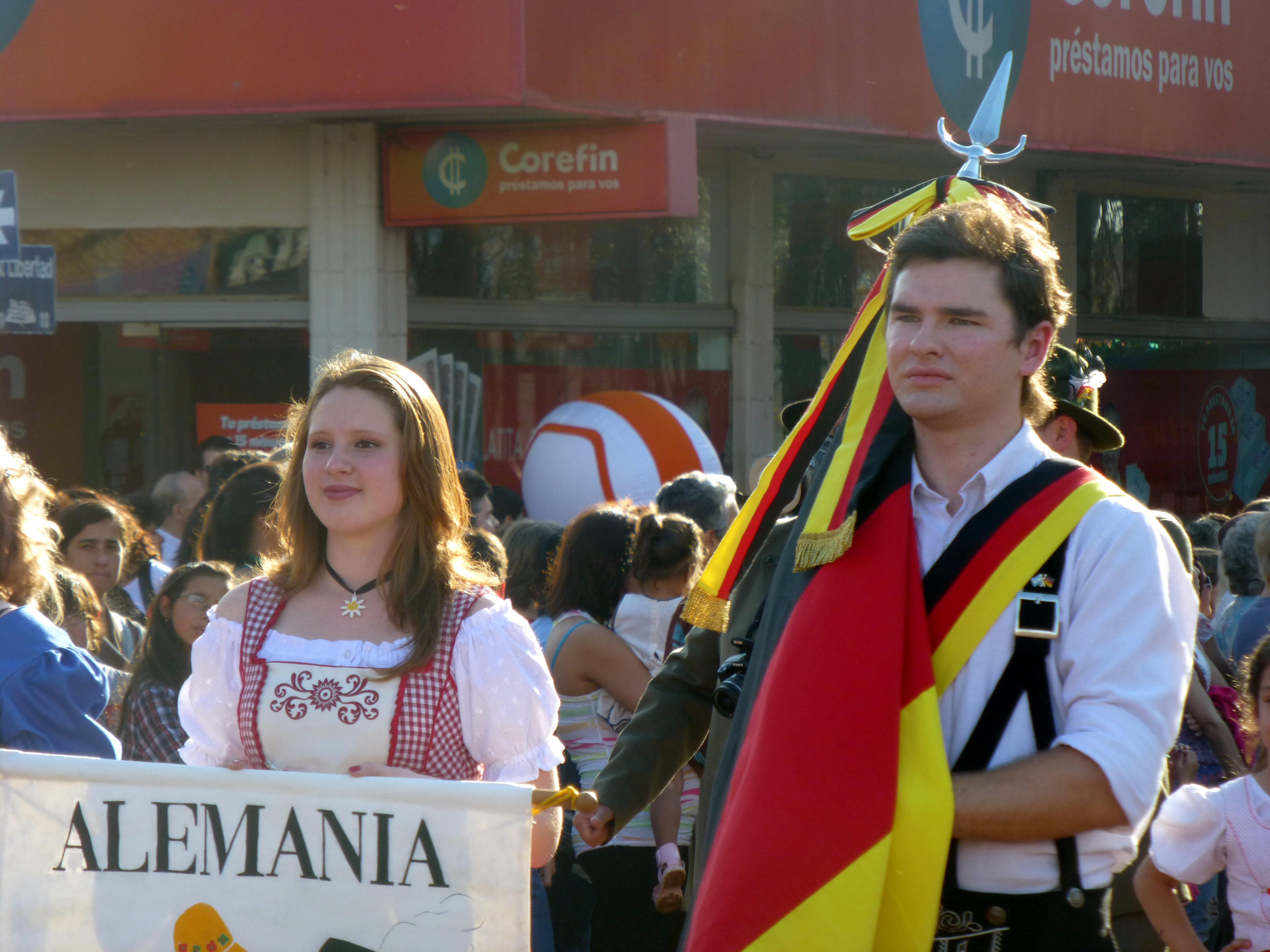
Manifestazione di tedeschi-argentini.

#### Argentina
A Buenos Aires nel 1810 solo il 2,2% degli uomini africani e il 2,5% delle donne africane risultarono essere sposati con dei bianchi. Nel 1827 le cifre aumentarono fino al 3% per gli uomini e al 6% per le donne. La "miscela razziale" andò ad aumentare ulteriormente a partire da quando gli uomini africani cominciarono ad arruolarsi nell'esercito. Tra il 1810 e il 1820 solo il 19,9% degli uomini africani fu arruolato nell'esercito; ma tra il 1850 e il 1860 questo numero aumentò fino al 51,1%.
Ciò condusse ad uno squilibrio di genere tra uomini e donne neri. Le unioni tra donne nere e uomini "non colorati" divennero sempre più comuni a seguito della massiccia immigrazione di italiani nel paese: ciò portò un commentatore redazionale africano a fare la battuta di spirito secondo cui, dato lo squilibrio di genere presente all'interno della comunità nera, le loro donne "che non potevano ottenere il pane avrebbero dovuto accontentarsi della pasta".
Esiste una folta comunità di tedeschi argentini, ma una buona parte della popolazione argentina è discendente diretta di immigrati italiani giunti fin qui tra la seconda metà del XIX secolo e la prima metà del XX.

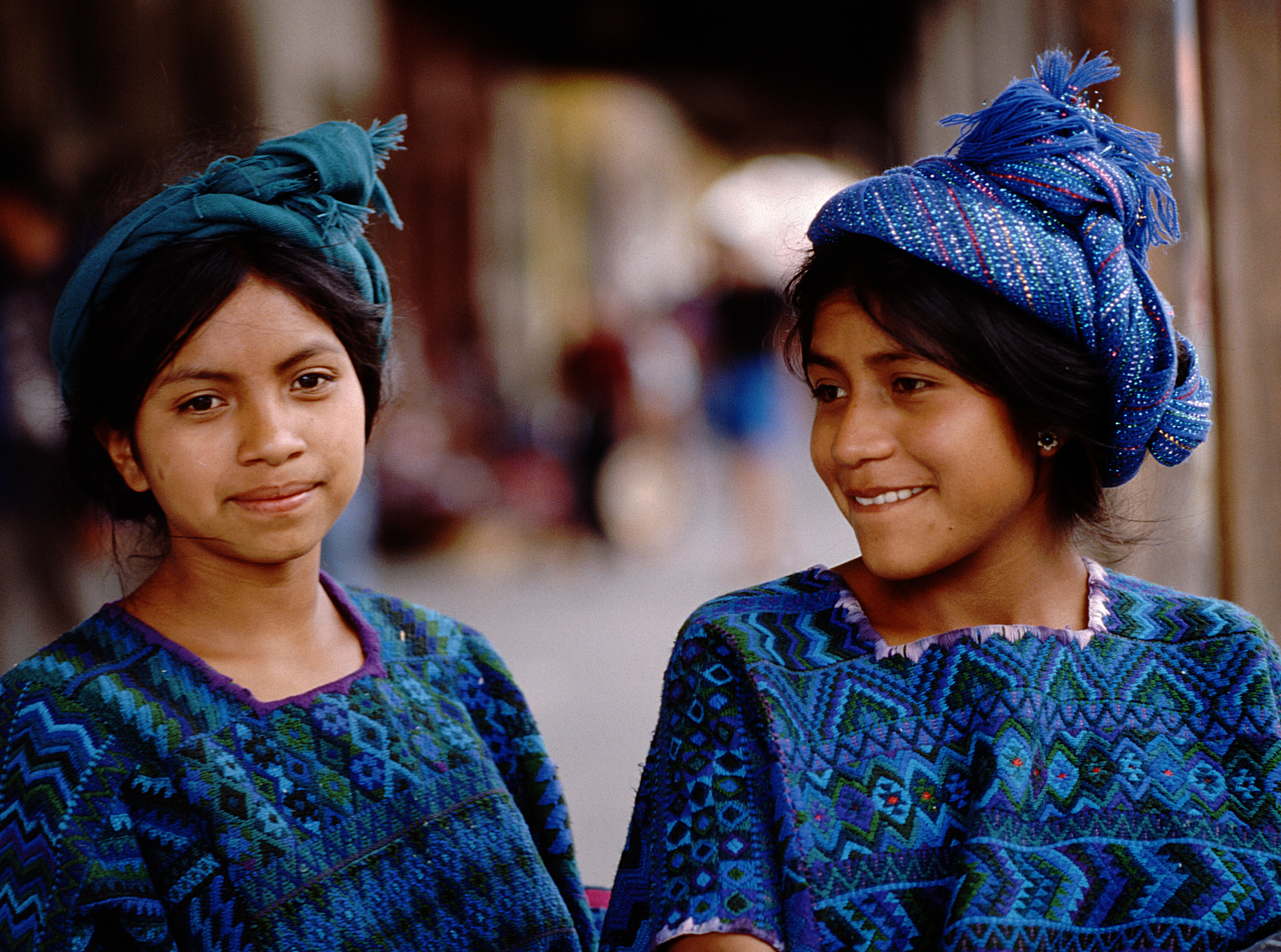
Ragazze indigene guatemalteche a Santo Tomás Chichicastenango nel 1996.

#### Guatemala
Esistettero numerosi casi in cui uomini neri e mulatti intrattennero rapporti sessuali con i Maya e altre donne native del Guatemala. Questi rapporti furono più comuni in alcune regioni rispetto che ad altre. A Escuintla i nativi parlanti la lingua Pipil che vivevano ad altezze elevate tendevano a vivere lontani dalle terre calde costiere litoranee in cui erano concentrati gli uomini neri e mulatti.
Tuttavia, mentre gli uomini neri crebbero nel periodo compreso tra il 1671 e il 1701, si sviluppò sempre più una tendenza a sposare le donne native. A Zapotitlán gli spagnoli furono proporzionalmente più significativi che a Escuintla. Così la più piccola popolazione africana ebbe minori possibilità di endogamia e rischiò di scomparire nei primi anni del XVIII secolo, in quanto i neri sposarono le Maya mentre i mulatti sposarono mestizos e spagnoli di basso ceto sociale.
Infine, a Guazacapán, nel quartiere di Pipil che era per il 10% non nativo, i matrimoni ecclesiali tra Maya o Pipil e mulatti liberi rappresentarono una rarità. Ma gli uomini neri spesso si misero con donne le Maya in rapporti informali i quali condussero ad una popolazione significativa di mestizaje sia qui che in tutta la regione costiera. Anche nella Valle de las Vacas schiavi maschi neri si unirono con le donne Maya.

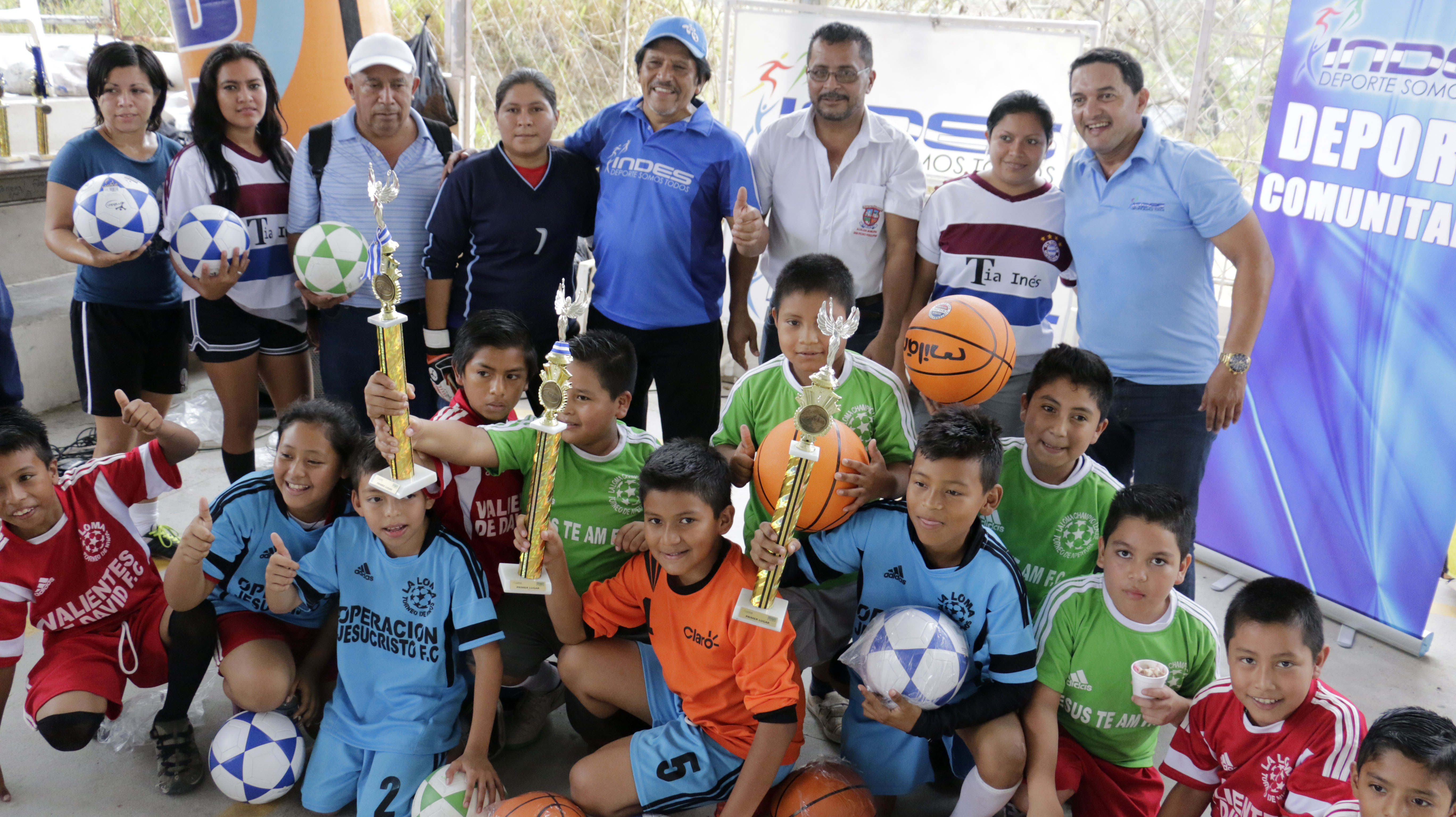
Gruppo di bambini e adulti salvadoregni.

#### El Salvador
A El Salvador vi furono frequenti relazioni interrazziali tra schiavi maschi neri e donne amerinde. Molti di questi schiavi si accoppiarono con le donne native nella speranza di ottenere la libertà (se non per se stessi, almeno per la loro prole). Molti bambini africani e amerindi provengono da queste unioni. Gli spagnoli cercarono generalmente di prevenire tali rapporti afro-amerindi, ma la miscelazione dei due gruppi non poté essere impedita. Gli schiavi continuarono a ricercare gli indigeni con la prospettiva della libertà.
Il libro di Richard Price intitolato Maroon Societies (1979), ha documentato il fatto che durante il periodo coloniale le donne amerinde avrebbero preferito sposare uomini neri piuttosto che amerindi e che gli uomini neri avrebbero preferito sposare donne amerindiane rispetto alle donne nere, di modo che i loro figli sarebbero nati liberi. Price ha citato questa storia dall'opera dello storico Hubert Howe Bancroft pubblicata nel 1877 e dedicata al Messico coloniale. La popolazione africana di El Salvador ha vissuto in circostanze simili e la mescolanza tra uomini neri e donne native rimase una pratica comune durante tutto il periodo coloniale.

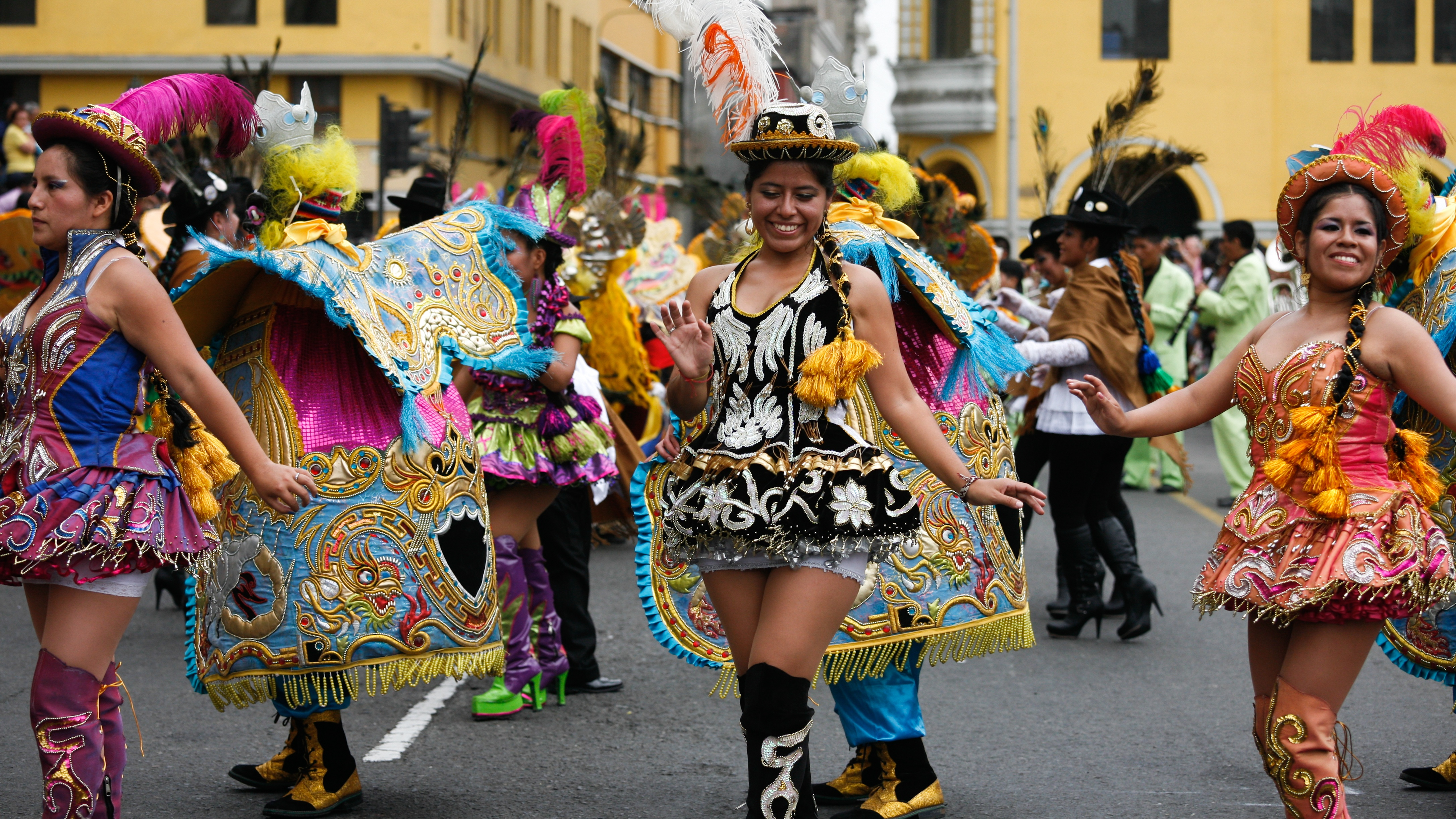
Danza pubblica di donne Saya, un gruppo di afro-boliviani.

#### Bolivia
Durante il periodo coloniale molti neri si sposarono spesso con la popolazione nativa della Bolivia (soprattutto Aymara); il risultato di queste relazione fu la mescolanza razziale tra le due culture, Aymara e afro-boliviana.
A seguito della riforma agraria promulgata nel 1953 i neri (così come anche i popoli indigeni) cominciarono a migrare dai loro villaggi agricoli fino alle città di
La Paz, Cochabamba e Santa Cruz de la Sierra alla ricerca di migliori opportunità educative e di lavoro. A questo proposito individui neri iniziarono ad intrecciare relazioni con persone di un colore della pelle umana più chiara come i "Blancos" e i "Mestizos"; ciò venne condotto come mezzo per una migliore integrazione per se stessi, ma soprattutto per i loro figli, nella società boliviana.

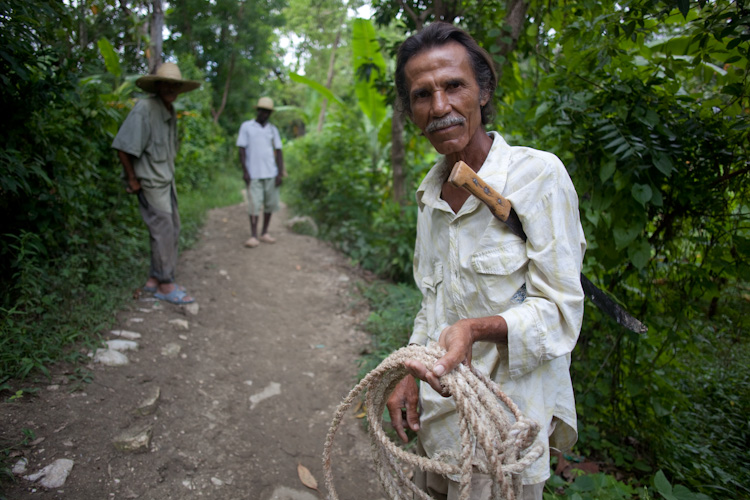
Un "Marabou".

#### Giamaica e Haiti
Ad Haiti esiste una percentuale considerevole di discendenti di origini asiatiche. L'isola ospita anche il gruppo etnico dei "Marabou", per metà indiano orientale e per metà africano; discendenti degli immigrati indiani che giunsero da altre nazioni caraibiche, come la Martinica e la Guadalupa, e degli schiavi africani. La maggior parte dei discendenti della popolazione dei Marabou sono prodotti di ipodiscendenza (l'assegnazione automatica dei figli di un'unione mista o di un accoppiamento tra membri di gruppi etnici o socioeconmici differenti alla "razza subordinata") e, successivamente, principalmente di origini africane.

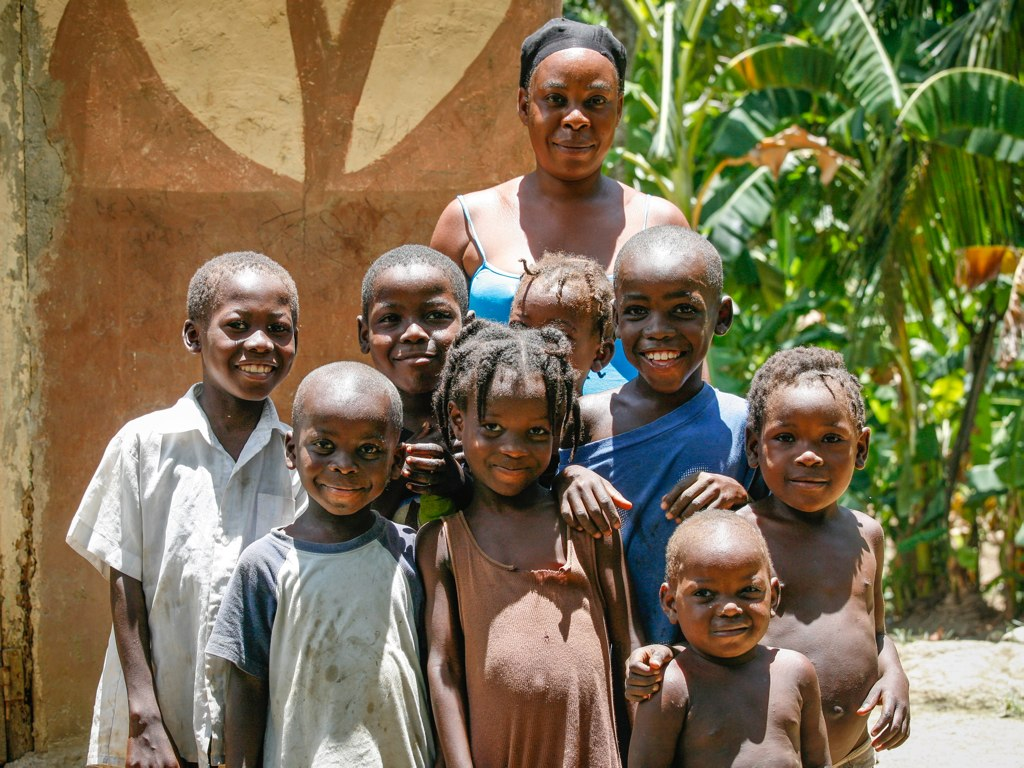
Una famiglia afro-haitiana.

Il paese possiede anche una folta popolazione haitiana di origini giapponesi e cinesi. Uno degli afroasiatici più importanti del paese è stato il pittore Edouard Wah, nato da un padre immigrato cinese e da una madre afro-haitiana.
Le donne nordamericane ed europee (la maggior parte delle quali hanno superato i quarant'anni) visitano la Giamaica ed Haiti ogni anno con l'intento di instaurare relazioni sessuali con i giovani nativi (per lo più ventenni); esse vengono chiamate "bottiglie di latte". Mentre i tassi di infezione da HIV/AIDS nei Caraibi sono molto più alti che in Canada o negli Stati Uniti d'America, le turiste sessuali spesso ignorano il rischio e non utilizzano neppure il profilattico.
Quando le donne nere e indiane cominciarono ad avere figli (i "Chindian") in comune con uomini cinesi, questi vennero denominati "chaina raial" nell'inglese giamaicano. La numerosa comunità cinese presente in Giamaica fu in grado di consolidarsi poiché rimase aperta alla possibilità di sposare donne indiane, in mancanza delle cinesi. Ma la condivisione delle donne fu meno apprezzata dagli indiani giamaicani, questo secondo Verene A. Shepherd; il piccolo numero di donne indiane presenti si venne perciò aspramente conteso tra gli uomini indiani stessi e ciò condusse ad un aumento drastico del numero di femminicidi.
Le donne indiane costituirono all'incirca solamente l'11% della quantità annuale totale di migranti indiani provenienti da una servitù debitoria, questo negli anni tra il 1845 e il 1847; migliaia di uomini cinesi e indiani si ritrovarono pertanto costretti a sposarsi con donne giamaicane.
Gli studi condotti sulle diversità degli aplogruppi del cromosoma Y nelle isole di Haiti e Giamaica mostra "livelli contrastanti del flusso di origine sessuale": l'aplogruppo O-M175 cinese paterno ha una frequenza del 3,8% nei giamaicani locali non cinesi, compresi gli indiani H-M69 e L-M20 per lo 0,6% ciascuno, sempre tra i nativi giamaicani.

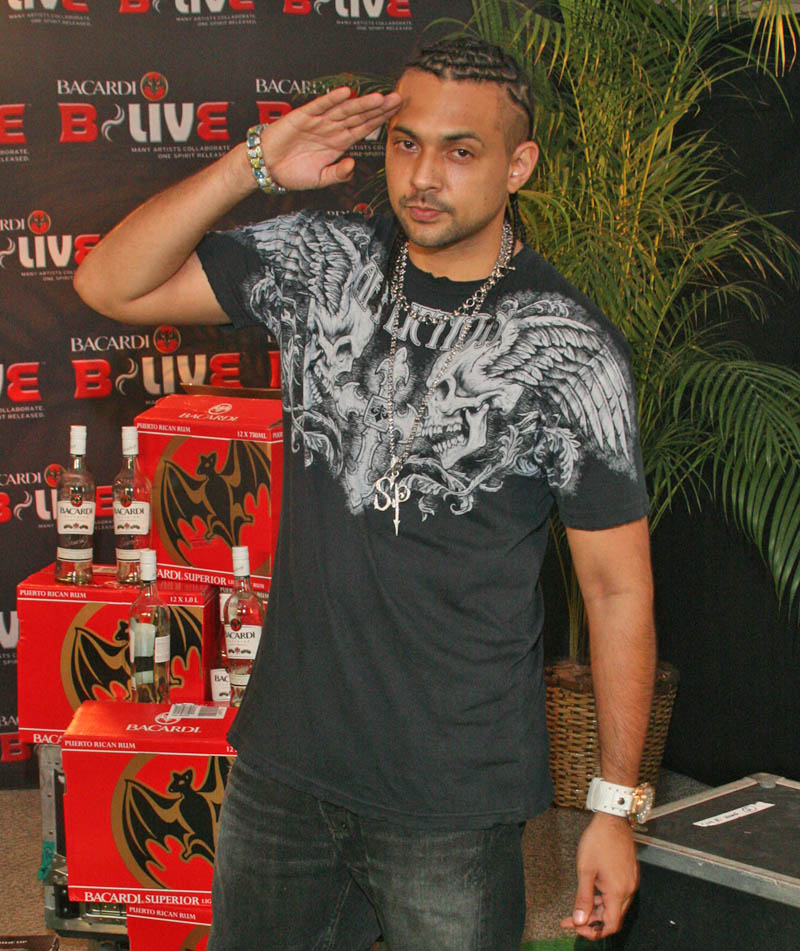
Sean Paul è un giamaicano afro-asiatico.

Tra gli afro-asiatici più celebri del paese vi sono i cantanti di reggae Sean Paul, Tami Chynn e Diana King.

#### Paraguay
Fin dalla metà del XIX secolo vi fu una folta colonia di tedeschi in Paraguay. Dopo la guerra della triplice alleanza (1864-70) diversi contingenti di immigrati cominciarono a stabilirsi nel paese. Il primo gruppo importante fu costituito da circa 150 coloni i quali presero residenza a Yaguarón tra il 1870 e 1872. Nel 1881 giunsero 200 coloni per fondare San Bernardino, di cui 70 di questi si radicarono ad Altos.

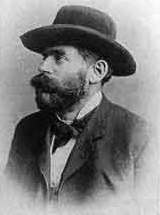
Foto di Bernhard Förster.

Allo stesso modo il 23 agosto del 1887 Bernhard Förster, un ex insegnante e agitatore antisemita - nonché cognato del filosofo Friedrich Nietzsche - fondò la colonia Nueva Germania nel Dipartimento di San Pedro; Elisabeth Förster-Nietzsche lo seguì. La sua avrebbe dovuto essere, secondo le proprie intenzioni, una colonia di pura "razza ariana" in cui non esistevano ebrei, in cui regnava il vegetarianesimo e dove il cristianesimo assumeva sfumature originali.
L'attività principale di questi coloni divenne presto la coltivazione di erba Mate. Dopo poco tempo dalla sua costituzione però il progetto fallì, in gran parte perché i coloni si affrettarono ad accoppiarsi con le donne paraguayane. Förster non rispettò i suoi impegni ed accumulò dei forti debiti; nel pomeriggio del 2 giugno 1889, all'Hotel del Lago di San Bernardino si avvelenò e morì il giorno successivo. Il suo corpo fu seppellito nel cimitero tedesco.
Il 17 gennaio del 1919 venne fondata la colonia di Independencia.

#### Colonie portoghesi
Secondo Gilberto Freyre, un sociologo brasiliano, il matrimonio interrazziale rimase sempre una pratica comune nelle colonie dell'impero portoghese e fu persino sostenuto dalla come un modo per aumentare le scarse popolazioni e garantire così un insediamento di successo e coesivo.
I coloni spesso liberarono le schiave africane per fare diventare loro mogli; ai figli venne garantita la piena cittadinanza portoghese, a patto però che i genitori fossero legalmente sposati. Alcune ex colonie portoghesi hanno ancora vaste popolazioni di "razza mista", ad esempio il Brasile, Capo Verde, il Mozambico, Timor Est, Macao e São Tomé e Príncipe.
Nel caso del Brasile, gli influenti romanzi "indiani" di José de Alencar (O Guarany, Iracema e Ubirajara) forse si sono spinti più lontano che nelle altre colonie, sostenendo la miscelazione per poter creare una razza veramente brasiliana. La mescolanza razziale era ancora comune in Africa fino all'indipendenza delle ex colonie portoghesi avvenuta verso la metà degli anni settanta.

### Asia
Il matrimonio interetnico nel sud-est asiatico risale all'indianizzazione del Sud-est asiatico, alla diffusione della cultura dell'India e del buddhismo nella regione. A partire dal I secolo, principalmente commercianti maschi provenienti dal subcontinente indiano spesso interagirono sessualmente con le popolazioni femminili locali in Cambogia, in Birmania, a Champa, nella Thailandia centrale, nella penisola malese e nell'arcipelago malese. Molti regni indiani si svilupparono nel corso del Medioevo in tutto il sud-est asiatico.

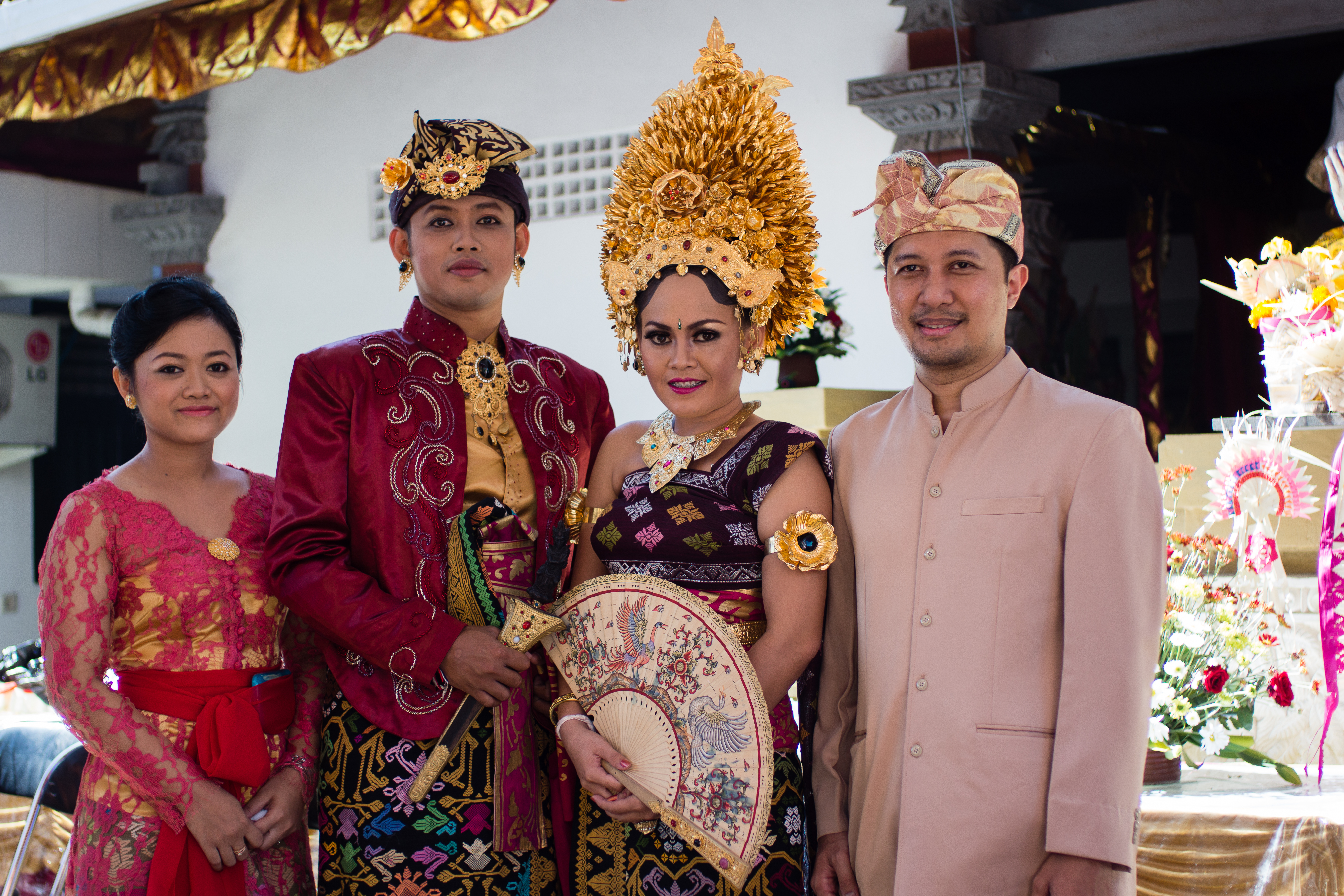
Una famiglia indù di Bali in abito tradizionale.

Dal IX secolo in poi un gran numero di commercianti arabi in prevalenza maschi e provenienti dal Medio Oriente si stabilirono nella penisola e nell'arcipelago malese affiancandosi alle popolazioni locali malesi e indonesiani fino a raggiungere le isole che successivamente vennero denominate Filippine, costituendo relazioni interrazziali con la popolazione femminile. Ciò contribuì in maniera significativa alla diffusione dell'islam in quasi tutta l'Asia sudorientale..
Dal XIV al XVII secolo molti commercianti cinesi, indiani e arabi si stabilirono nei regni marittimi dell'Asia sudorientale e si accoppiarono con le popolazioni locali femminili; questa tradizione continuò anche con i commercianti portoghesi i quali intrecciarono relazioni sessuali con le popolazioni locali. Nei secolo XVI e XVII migliaia di giapponesi viaggiarono per il Sud-est asiatico contraendo matrimoni interrazziali con le donne locali.
Dal X al XII secolo diverse donne persiane furono trovate a Canton, alcune delle quali già nei primi anni del X secolo, rinchiuse nell'"harem" personale dell'imperatore Liu Chang (971-80); allo scoccare del XII secolo vivevano nel luogo un gran numero di queste donne, note per l'abbigliamento costituito da orecchini multipli e per la loro disposizione ad essere assai litigiose.
Molte donne provenienti dalla regione del Golfo Persico vissero nell'apposito quartiere adibito per gli stranieri di Canton, tutte loro vennero collettivamente chiamate "donne persiane" (波斯 婦 Po-ssu-fu o Bosifu). Alcuni studiosi non hanno differenziato tra persiani e arabi, proprio allo stesso modo in cui i cinesi chiamarono tutte le donne provenienti dalla regione del Golfo "persiane".

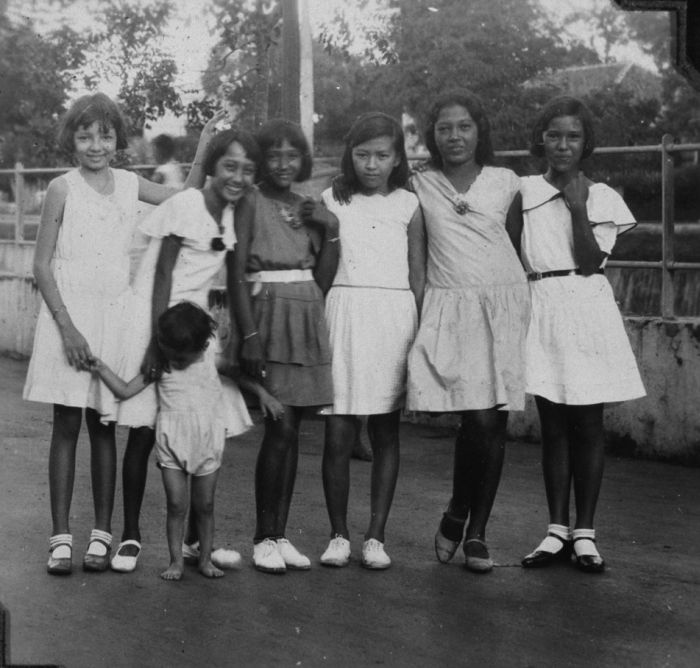
Gruppo di ragazze asioamericane in Indonesia (1925-30).

Circa 100.000 asioamericani, figli con padre appartenente all'United States Armed Forces e madre asiatica rimasero in Vietnam dopo la caduta di Saigon (1975), che pose fine alla guerra del Vietnam. Durante e dopo la Guerra d'indipendenza indonesiana (1945-65) circa 300.000 persone, principalmente eurasiatici (figli di olandesi e asiatici), lasciarono l'Indonesia per emigrare nei Paesi Bassi.
Per tutto il XIX secolo e nei primi anni del XX vi fu una diffusa rete di prostitute cinesi e giapponesi che vennero trafficate in tutta l'Asia, soprattutto in paesi come la Cina, il Giappone, la penisola coreana, Singapore e l'impero anglo-indiano, in quello che fu allora conosciuto come "traffico degli schiavi gialli". Esistette anche una rete di prostitute provenienti direttamente dal continente europeo le quali vennero trafficate nel subcontinente indiano, a Ceylon, Singapore, Cina e Giappone in quello che venne definito il "traffico degli schiavi bianchi".
Durante la seconda guerra mondiale i soldati giapponesi s'impegnarono in tutta una serie organizzata di stupri di guerra nel corso delle loro invasioni dell'Asia orientale e sudorientale. Alcune donne indo-olandesi, catturate nelle colonie olandesi asiatiche, vennero costrette in uno stato di schiavitù sessuale; quasi 300 donne olandesi finirono in questo modo.

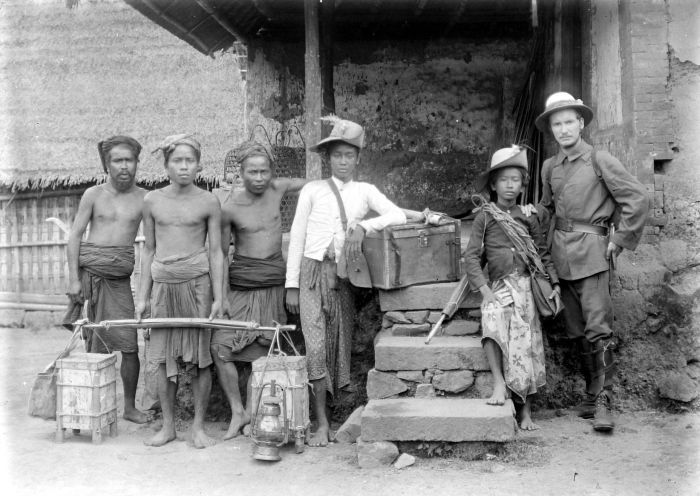
Un europeo assieme ad un gruppo di balinesi (1910-1920).

Il turismo sessuale ha cominciato ad emergere verso la fine del XX secolo come uno degli aspetti più controversi del turismo occidentale e della globalizzazione; questa particolare forma di turismo viene intrapresa a livello internazionale da turisti provenienti dai paesi occidentali più ricchi. L'autore e storico norvegese Nils Johan Ringdal afferma che tre su quattro uomini di età compresa tra i 20 e i 50 anni che hanno visitato l'Asia o l'Africa hanno pagato (sia uomini sia donne) per poter intrattenere relazioni sessuali.
Il turismo sessuale femminile è emerso anch'esso nel tardo XX secolo, primariamente nell'isola indonesiana di Bali. Ogni anno decine di migliaia di donne single affollano le spiagge balinesi; da decenni i giovani uomini locali hanno approfittato in maniera losca dell'atmosfera rilassata per trovare l'amore e il lucro con le turiste - giapponesi, europee e australiane per la stragrande maggioranza - le quali in ogni caso sono sempre sembrate ben felici per l'accordo, avere cioè rapporti sessuali a pagamento con i nativi.

#### Cina
Vi sono stati diversi periodi nella storia della Cina in cui un certo numero di arabi, persiani e turchi provenienti dalle regioni occidentali (Asia centrale e Asia occidentale) migrarono in direzione dell'impero cinese; questo a partire dalla nascita dell'Islam durante la dinastia Tang nel VII secolo. A causa di questa sproporzione di immigrati tutti maschi, alcuni scelsero di sposarsi con le cinesi del posto; tali matrimoni vennero però in un primo tempo scoraggiati dal governo ufficiale.
Nell'836 Lu Chun venne nominato governatore di Canton il quale si ritrovò disgustato nel trovare i cinesi mischiati con gli stranieri, non solo nella vita quotidiana ma anche attraverso matrimoni interrazziali; Lu forzò la separazione proibendo tali unioni nonché rendendo illegale per gli stranieri possedere una proprietà privata: egli credette fermamente che i suoi principi fossero "giusti e retti".
La legislazione vietò formalmente ai cinesi di creare rapporti con i "popoli oscuri" o con le "persone colorate", termini che vennero utilizzati per descrivere - tra gli altri - gli iranici, gli abitanti della Sogdiana, gli arabi, gli indiani, i malesi e gli abitanti di Sumatra. La dinastia Song (960-1279) permise ufficialmente agli immigrati delle seconde generazioni di potersi sposare con le principesse imperiali cinesi.
Donne iraniche, arabe e turche migrarono occasionalmente in Cina e si mescolarono con la popolazione locale. Dal X al XII secolo le donne persiane vennero rinvenute a Canton, alcune delle quali (come Mei Zhu) direttamente all'interno dell'harem personale dell'imperatore della Cina Liu Chang (958-72) e ancora nel XII secolo inoltrato vivevano un gran numero di donne persiane note per il loro indossare orecchini multipli e appariscenti e per essere di "carattere litigioso". Molte donne provenienti dalle regioni attorno al Golfo Persico vissero nel quartiere cantonese appositamente stabilito per gli stranieri: vennero tutte chiamate invariabilmente "donne persiane" (波斯 婦, Po-szu-fu o Bosifu).
Le danzatrici iraniche furono molto richieste in Cina durante questo periodo. Già nel corso della dinastia Sui (581-618) dieci ragazze ballerine vennero inviate direttamente dalla Persia. Durante la dinastia Tang i locali pubblici furono spesso frequentati da cameriere iraniche o sogdiane che eseguivano danze per i clienti.
Nel periodo delle Cinque dinastie e dieci regni (907-79) vi furono esempi di donne persiane che sposarono imperatori; alcuni funzionari di primo piano della dinastia Song si sposarono anch'essi con donne provenienti dalla penisola arabica.
Originario della famiglia Li di Quanzhou, lo studioso Lin Nu visitò Hormoz nel 1376, sposò una persiana (o una ragazza araba) e se la portò indietro con sé; egli successivamente si convertì all'islam. Egli fu l'antenato del riformatore sociale della dinastia Ming Li Zhi.

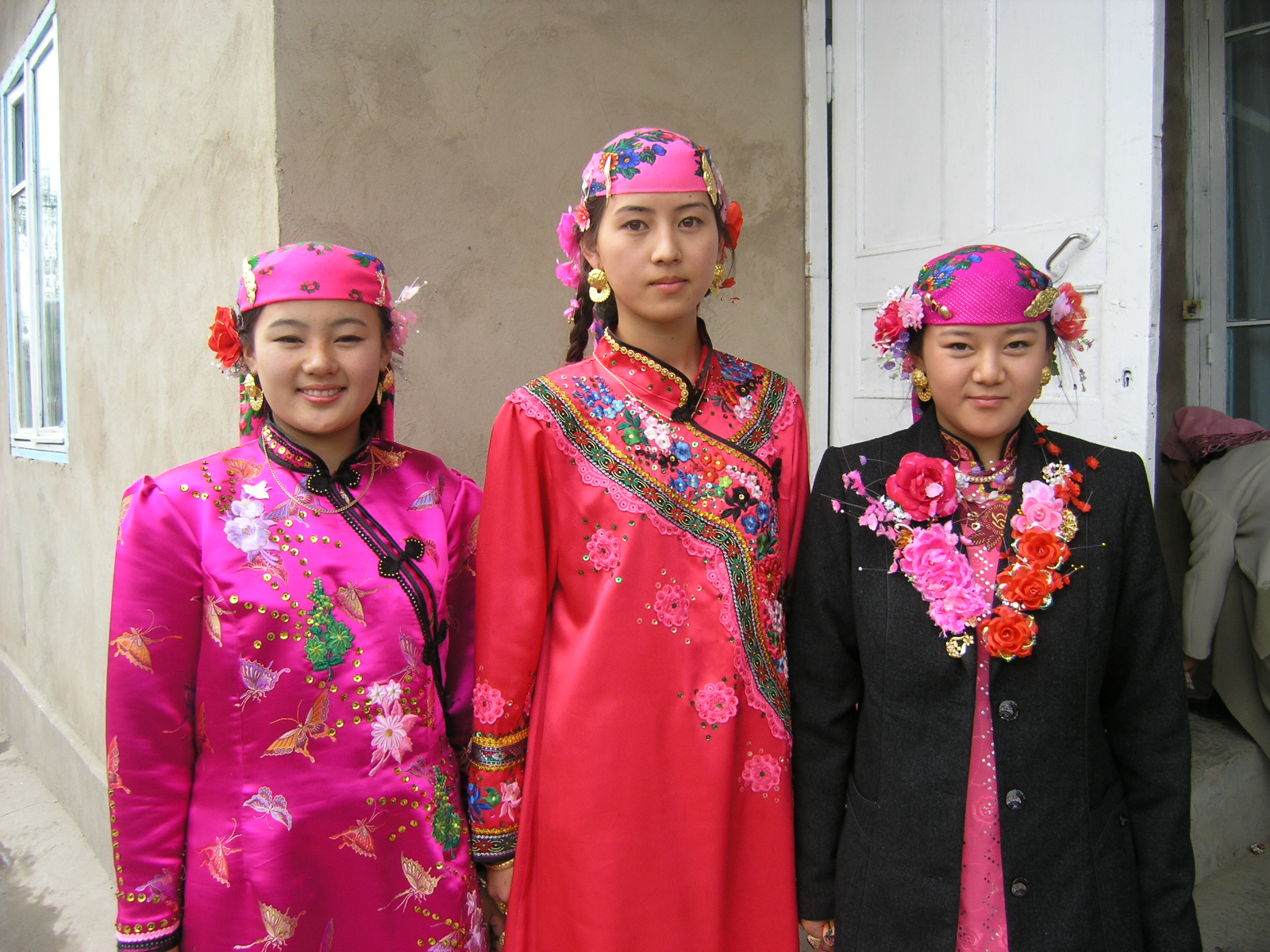
Tre ragazze Dungani appartenenti agli Hui.

Nel XIV secolo la popolazione totale musulmana cinese crebbe fino ad arrivare a contare 4 milioni di persone. Dopo che il dominio dell'impero mongolo terminò nel 1368 vi fu una violenta reazione cinese contro gli asiatici occidentali e centrali; al fine di contenere questi atti l'amministrazione Ming istituì una politica in cui tutti i maschi dell'ovest e dell'Asia centrale furono tenuti ad interagire con le femmine native cinesi, così da assimilarli nella popolazione locale. I loro discendenti sono conosciuti come Hui..
Il 6,7% della genetica materna e leggermente oltre il 30% di quella paterna degli Hui ha un'origine caucasica (Europoide). Le donne Han che sposarono uomini Hui divennero loro stesse Hui, così come gli uomini Han che sposarono le donne Hui.
Nei distretti di frontiera del Sichuan sono stati scoperti numerosi sinotibetani. Le donne tibetane furono ben felici di sposare commercianti e soldati cinesi e molti cinesi sposarono ragazze tibetane; ai lavoratori e funzionari venne spesso proibito di condurre con sé donne cinesi fino in Tibet, pertanto furono più propensi a sposare delle donne tibetane. I figli maschi vennero considerati cinesi, mentre le femmine tibetane; vennero utilizzati generalmente dei nomi particolari per questa discendenza mista; essi rimasero spesso assimilati alla popolazione tibetana. Anche i nepalesi si sposarono occasionalmente con donne tibetane.

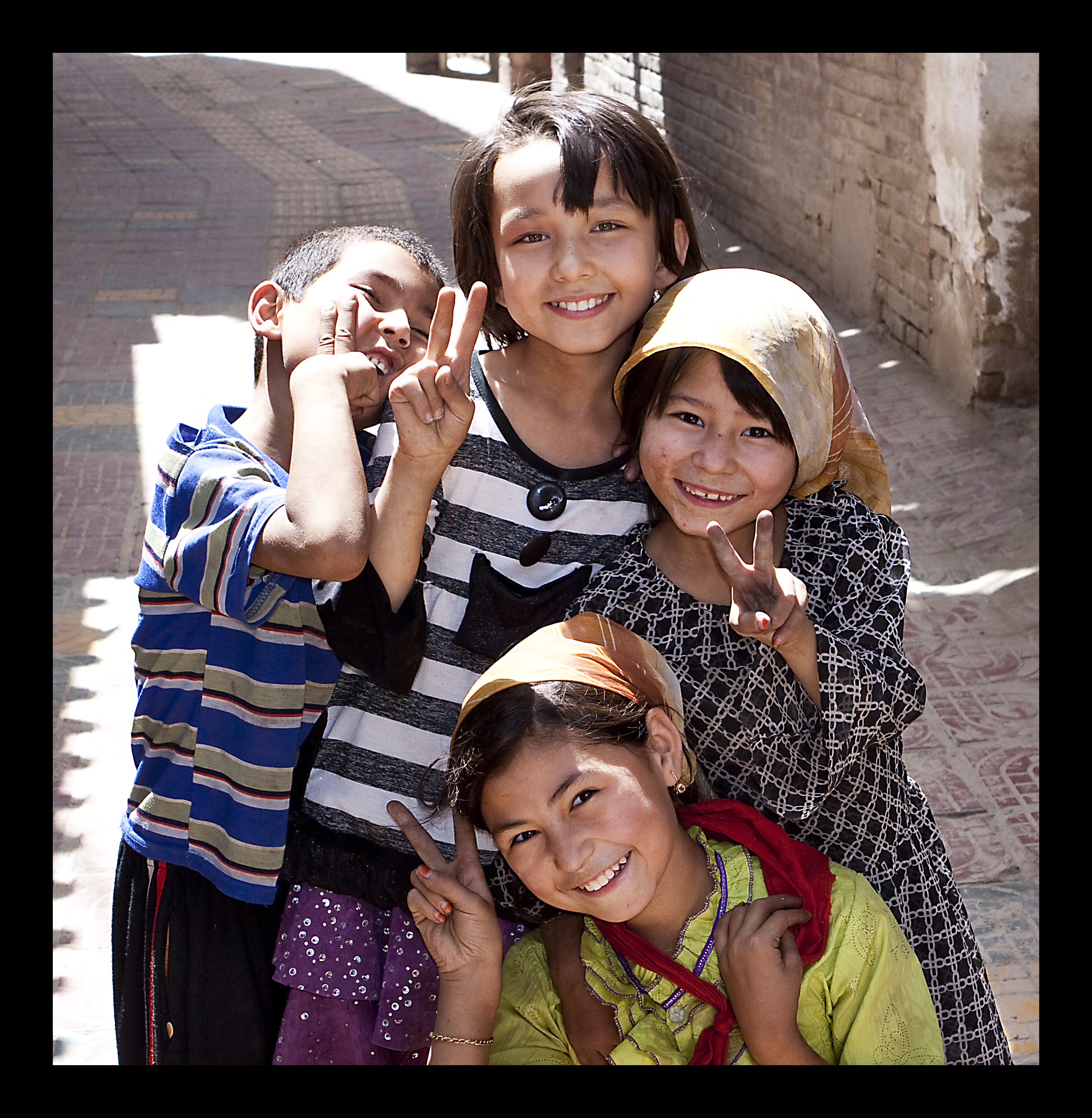
Bambini Uiguri.

Gli uomini cinesi ebbero rapporti anche con le donne turche Uiguri nello Xinjiang, questo tra il 1880 e il 1949. A volte l'estrema condizione di povertà forzò queste donne a sposare i cinesi; tali matrimoni non vennero riconosciuti dai mullah locali in quanto le donne musulmane non erano autorizzate a sposare i non musulmani. Ma questo non impedì alle donne di goderne i benefici. come ad esempio quello di non essere soggette a determinate tasse. Le donne Uiguri maritate con i cinesi dovettero però indossare il velo islamico ma ricevettero la proprietà del marito alla sua morte. A queste donne venne proibito di essere sepolte in tombe musulmane.
I figli di uomini cinesi e di Uiguri furono considerati come Uiguri. Alcuni soldati cinesi ebbero donne Uiguri in qualità di "mogli temporanee" e dopo aver terminato il servizio militare la moglie veniva abbandonata o venduta e, se fosse stato possibile, i figli venivano presi con sé mentre le figlie finivano con l'essere vendute anch'esse.
I viaggiatori europei osservarono che molti Han dello Xinjiang sposavano le Uiguri (che erano chiamate "turche") ed avevano figli con loro; alcuni cinesi vennero individuati con moglie e figli Uiguri a Hotan. Dopo il 1950 continuarono sporadicamente i matrimoni interrazziali tra Han e Uiguri; uno di questi avvenne nel 1966 e produsse tre figlie, ma altri ve ne furono anche successivamente.
Fin dagli anni sessanta gli studenti africani furono autorizzati dal governo cinese a studiare nella Repubblica Popolare Cinese, come metodo per instaurare relazioni amichevoli con i paesi comunisti del "Terzo mondo". Molti di questi studenti maschi iniziarono a mescolarsi con le donne cinesi locali. Tali relazioni tra uomini neri e donne cinesi condussero spesso a numerosi scontri tra studenti cinesi e neri per tutti gli anni ottanta; altresì furono anche motivi di arresto e deportazione degli africani.
Le Proteste anti-africane di Nanchino del 1988 sono state scatenate dagli scontri avvenuti tra studenti cinesi e africani; le proteste sono durate dalla vigilia di Natale fino a tutto gennaio. Molte nuove leggi e regolamentazione sono state da allora introdotte per impedire agli uomini africani di riunirsi con le donne cinesi, tra cui quella che gli uomini neri avrebbero potuto avere solo una fidanzata cinese alla volta e le cui visite dovevano essere limitate all'"area salotto".
Vi è una piccola ma crescente percentuale di matrimoni misti tra commercianti africani (provenienti soprattutto dalla Nigeria) e donne cinesi nella città di Canton, dove si stima che nel 2013 ci siano state 400 famiglie afrocinesi; l'aumento di questi matrimoni non è stato però del tutto privo di controversie.
Lo Stato, temendo la frode matrimoniale, ha disciplinato rigorosamente la questione. Per ottenere l'identificazione concessa dal governo (che è obbligatoria per poter frequentare corsi scolastici) i bambini devono essere registrati sotto il cognome della madre cinese. Molti padri africani, temendo che così facendo avrebbero perduto i loro diritti parentali, hanno invece scelto di non mandare i propri figli a scuola. Ci sono tentativi di aprire una scuola afrocinese, ma prima di tutto essa avrebbe bisogno di un'autorizzazione governativa.

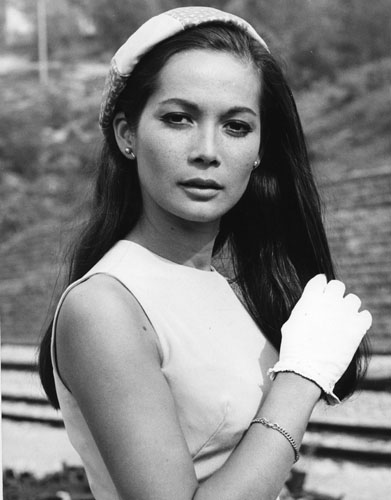
Nancy Kwan, qui in Arrivederci, Baby! (1966).

##### Hong Kong
Molte donne Tanka concepirono bambini con uomini stranieri. Il missionario del luteranesimo tedesco Ernst Johann Eitel menzionò nel 1889 come un cambiamento importante avesse avuto luogo tra le ragazze eurasiatiche, cioè la prole di "unioni illecite": invece di diventare concubine, esse vennero generalmente cresciute in modo rispettabile e fatte sposate con cinesi di Hong Kong.
Molti eurasiatici nati a Hong Kong vennero assimilati nella società per fare da intrattenimento alla popolazione dei Cantonesi. Un buon esempio di euroasiatico cantonese è quello rappresentato da Nancy Kwan, sex symbol di Hollywood. Kwan nacque nel 1939 a Hong Kong da un padre cantonese e da una madre scozzese. L'artista di arti marziali Bruce Lee aveva un padre cantonese e una madre euroasiatica.

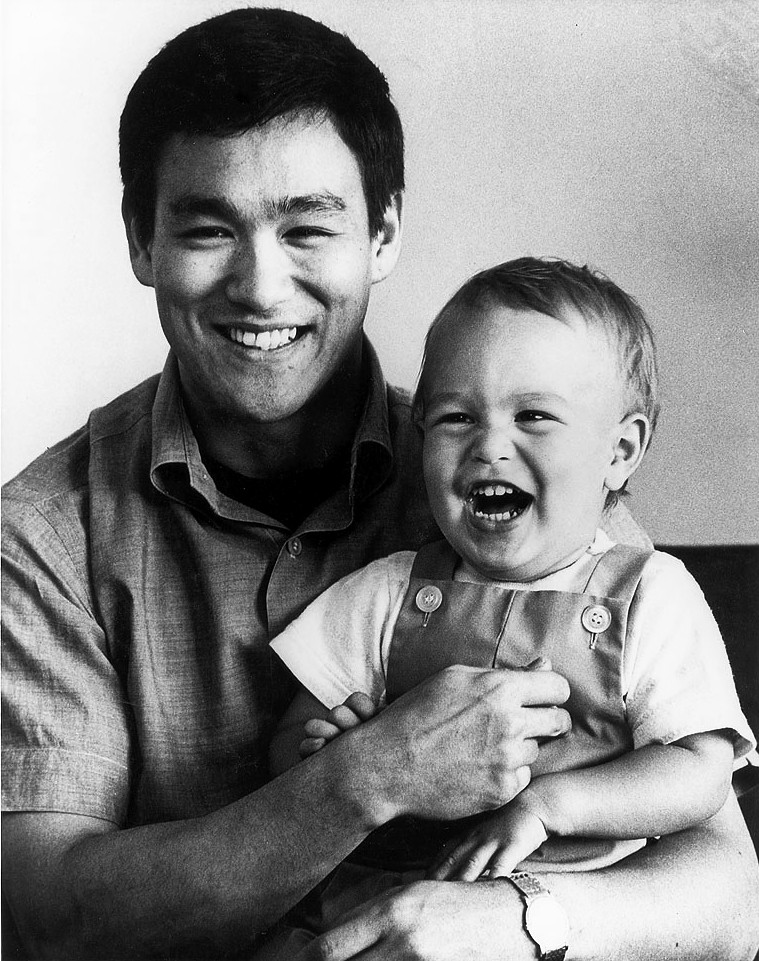
Bruce Lee assieme al figlio Brandon Lee, avuto con Linda Lee Cadwell (statunitense di origini svedesi e inglesi).

Eitel dichiarò in maniera controversa che la maggior parte delle persone di "mezza casta" presenti allora nella colonia britannica fossero esclusivamente discendenti degli europei che ebbero rapporti con le donne Tanka. La teoria secondo cui la maggior parte delle etnie miste hongkonghesi eurasiatiche discendano solo dalle donne Tanka e dagli uomini europei, e non anche dalle donne cantonesi, venne sostenuta anche da altri ricercatori i quali non mancarono di sottolineare il fatto che le donne Tanka si unissero deliberatamente con gli stranieri a causa del fatto che non erano legate alle stesse tradizioni del confucianesimo cantonese e vedendo un rapporto con un uomo europeo vantaggioso per loro.
Henry Lethbridge critica questa teoria come un "mito" propagandato dai cantonesi intrisi di xenofobia per rendere conto della costituzione della comunità eurasiatica; però lo studio di Carl Smith della fine degli anni sessanta sembra in qualche misura sostenere la teoria di Eitel. Smith dice che le Tanka sperimentarono alcune restrizioni all'interno della struttura sociale tradizionale cinese; essendo un gruppo marginale all'interno della società cinese tradizionale del Punti (cantonese), non ricevettero la stessa pressione sociale nel trattare con gli europei. Le donne cantonesi non dormivano con gli uomini europei, quindi la popolazione eurasiatica è stata formata principalmente da Tanka e da una miscela europea.
Popolazioni originarie dell'Asia meridionale vissero a Hong Kong per tutto il periodo coloniale, prima dell'indipendenza nel 1947 dell'India e del Pakistan dall'impero anglo-indiano. Essi migrarono fin qui e lavorarono come agenti di polizia e ufficiali dell'esercito durante il dominio coloniale. 25.000 dei musulmani presenti a Hong Kong ha radici pakistane. Circa la metà appartengono a famiglie di musulmani di origini miste cinesi e sud-asiatiche, discendenti da immigrati indiani e pakistani che presero in moglie donne cinesi locali e allevarono i loro figli alla fede dell'islam.

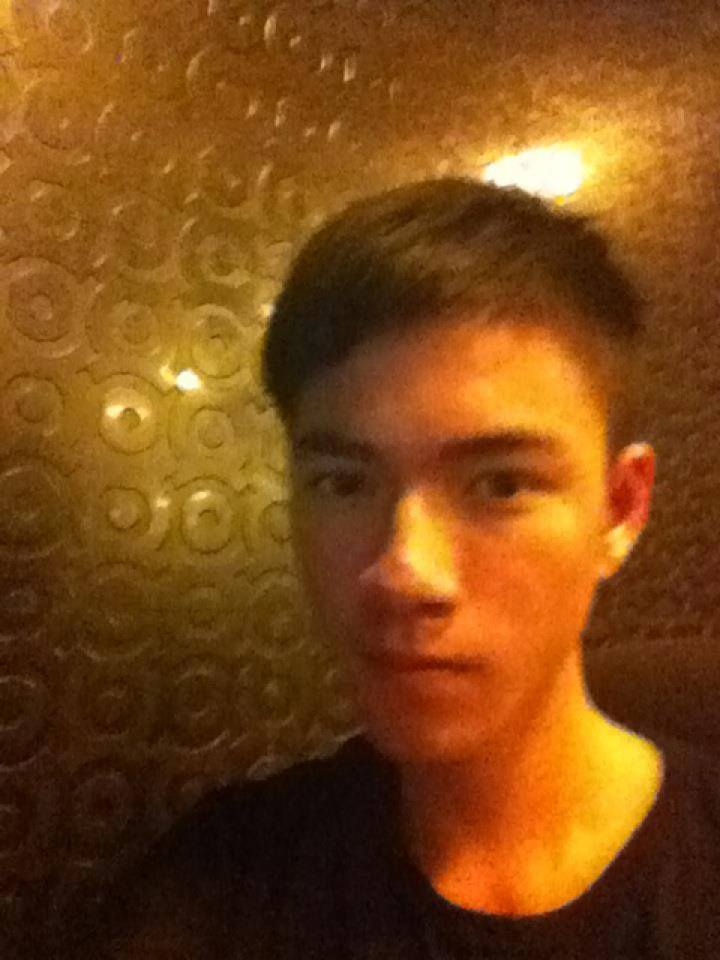
Un giovane cinese macanese.

##### Macao
Il gruppo etnico macanese originale si formò da uomini portoghesi che si accoppiarono con donne malesi, giapponesi e indiane. I portoghesi incoraggiarono la migrazione cinese in direzione di Macao e la maggior parte dei macanesi a Macao sono il prodotto di matrimoni interrazziali tra portoghesi e cinesi. Nel 1810 la popolazione totale era di circa 4.033 abitanti, di cui 1.172 uomini bianchi, 1.830 donne bianche, 425 schiavi e 606 schiave; nel 1830 era aumentata fino a 4.480 nella ripartizione di 1.220 uomini bianchi, 2.149 donne bianche, 350 schiavi e 779 schiave. C'è ragione di credere che un gran numero di donne bianche rimasero coinvolte in alcune forme di prostituzione le quali probabilmente spiegherebbero l'anomalia nel rapporto tra uomini e donne nella popolazione bianca.
Raramente le donne cinesi sposarono i portoghesi; inizialmente, per lo più le indiane di Goa, le singalesi (l'attuale Sri Lanka), le indocinesi, le malesi e le giapponesi furono mogli dei portoghesi. Le ragazze giapponesi sarebbero state acquistate come schiave direttamente in Giappone da commercianti portoghesi. Molti cinesi divennero macanesi e si assimilarono semplicemente convertendosi al cattolicesimo, ma non ebbero origini portoghesi..
La maggior parte dei primi matrimoni interrazziali di cinesi e portoghesi furono con uomini e donne di origine Tanka, considerati in Cina la classe più bassa di persone, ed ebbero rapporti con coloni e marinai portoghesi o con donne cinesi di bassa classe. Gli uomini occidentali vennero semplicemente rifiutati dalle donne cinesi di alto livello, che non si abbassarono mai a sposare degli stranieri.
A quell'epoca il contesto matrimoniale fu solitamente costituito da donne cinesi di basso stato socioeconomico che erano sposate o concubine di uomini portoghesi o macanesi. Molto raramente le donne cinesi di stato più alto accettarono di sposarsi con un occidentale. Gli uomini e le donne macanesi si sposarono anche con i portoghesi e con i cinesi, per cui alcuni macanesi divennero indistinguibili dalla popolazione cinese o portoghese, in quanto la maggioranza dei cinesi che migrarono verso macao furono Cantonesi; Macao divenne così una società di lingua cantonese e gli altri gruppi etnici finirono con l'impararla. La maggior parte dei macanesi ebbe discendenza paterna portoghese fino al 1974.
Fu solo nel corso degli anni ottanta che le donne macanesi e portoghesi cominciarono a sposare uomini che si definivano etnicamente come cinesi, il che portò a molti macanesi con antenati paterni cantonesi.
La letteratura a Macao venne scritta principalmente per narrare affari d'amore e vicende matrimoniali tra le donne Tanka e gli uomini portoghesi, come A-Chan, A Tancareira di Henrique de Senna Fernandes.
A seguito della restituzione della colonia portoghese alla Repubblica Popolare Cinese nel 1999 molti macanesi migrarono in altri paesi. Delle donne portoghesi e macanesi che sono rimaste, molte si sono sposate con uomini cantonesi locali e tanti macanesi hanno anche discendenza paterna cantonese. Ci sono tra 25.000 e 46.000 macanesi, ma solo 5-8.000 di loro vivono a Macao, mentre la maggior parte si trova in America Latina, Stati Uniti d'America e Portogallo. A differenza dei macanesi di Macao, che sono rigorosamente di eredità cinese e portoghese, molti macanesi che vivono all'estero si sono incrociati con la popolazione locale degli Stati Uniti e dell'America Latina e hanno quindi un'eredità macense solo parziale.

#### Taiwan
Durante l'Assedio di Forte Zeelandia (1661-62) in cui le forze lealiste cinesi della dinastia Ming comandate da Coxinga assediarono e sconfissero la Compagnia olandese delle Indie orientali, conquistando in tal maniera l'intera isola di Taiwan, i cinesi presero prigionieri donne e bambini olandesi; Coxinga prese la figlia appena adolescente del missionario Antonius Hambroek come propria concubina, mentre tutte le donne olandesi vennero vendute ai soldati cinesi per diventare loro mogli. Nel 1684 alcune di queste donne si trovavano ancora nelle mani dei cinesi.
Alcuni degli aspetti fisici più caratteristici degli olandesi come i capelli castano dorati e rossi presenti tra le persone del sud dell'isola sono una conseguenza di questo episodio che vide le donne olandesi diventare concubine dei comandanti cinesi.

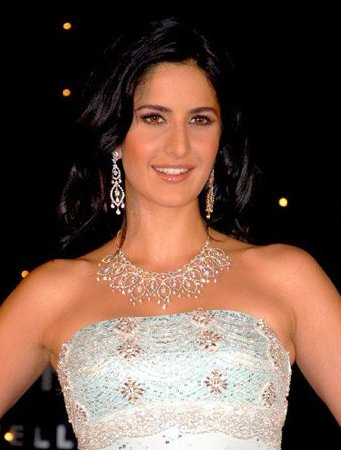
L'attrice indiana Katrina Kaif è figlia di un uomo indiano e di una donna inglese.

#### Subcontinente indiano
Il subcontinente indiano ha una lunga storia di unioni interetniche, risalenti fino alla storia antica. Numerosi gruppi di persone si affiancarono per millenni nell'Asia meridionale inclusi i parlanti delle lingue dravidiche dell'India meridionale, delle lingue indoarie, delle lingue austroasiatiche e delle lingue tibeto-birmane.
Le origini e le affinità comuni presenti in circa 1 miliardo di persone che vivono nel territorio della repubblica dell'India sono state da tempo contestate. Ciò è dovuto in gran parte alle molte ondate di immigrati le quali influenzarono profondamente la struttura genetica degli indiani; nelle più recenti di queste ondate i gruppi nomadi parlanti lingue indoeuropee provenienti dal Medio Oriente, dall'Anatolia e dal Caucaso si spostarono fino ad arrivare nel subcontinente.
Secondo gli storici britannici del XIX secolo furono proprio questi "ariani" ad istituire il sistema delle caste in India, una forma di elitismo del tutto ereditario di organizzazione sociale che separò stabilmente i conquistatori indoari di pelle chiara dalla popolazione indigena dei Dravida dalla pelle più scura, imponendo in tal modo una forma di "endogamia razziale" diretta.
Gran parte di tutto ciò rappresentò solamente una congettura alimentata ad arte dall'impero britannico; le politiche britanniche del "divide et impera" con la loro regolamentazione ferrea dei ruoli sociali, nonché l'enumerazione della popolazione in categorie del tutto rigide durante l'occupazione britannica tramite l'impero anglo-indiano, contribuirono all'irrigidimento di queste identità castali per loro intima natura segregazioniste.
A partire dall'indipendenza indiana dal dominio britannico (1947) però il concetto di "invasione ariana e sottomissione dei Dravida scuri dell'India meridionale" divenne una polemica fondamentale nella geopolitica dell'intera Asia meridionale, inclusa la propaganda in direzione dell'indofobia attuata dal Pakistan musulmano. Non esiste una teoria conclusiva sulle origini del sistema castale indiano e storici ed archeologi di fama mondiale come Jim G. Shaffer, James Patrick Mallory, Edwin Bryant e altri hanno contestato la pretesa di una presunta "invasione ariana".

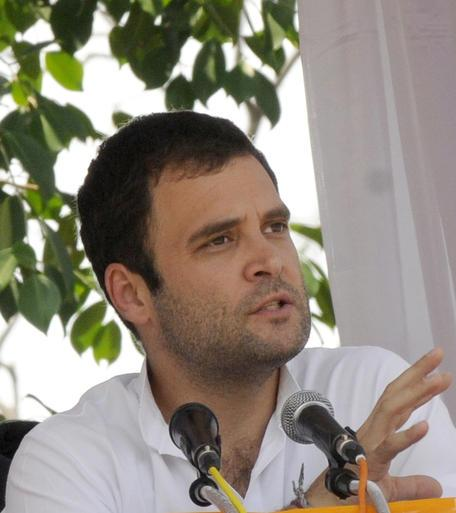
Rahul Gandhi è figlio di Rajiv Gandhi (indiano) e Sonia Gandhi (italiana).

Alcuni ricercatori sostengono che le somiglianze genetiche con gli europei risultano essere maggiormente comuni tra gli appartenenti alle classi più alte (vedi il brahmano della casta sacerdotale). I loro risultati, fatti pubblicare su Genome Research, hanno sostenuto l'idea che i membri delle caste più alte siano più strettamente collegati geneticamente agli europei di quanto non lo siano gli appartenenti alle classi inferiori. Secondo questa ricerca le popolazioni degli invasori indoeuropei sarebbero state costituite prevalentemente da maschi, i quali si accoppiarono con le femmine locali creando così le caste superiori; le donne pertanto avrebbero avuto una mobilità verso l'alto nel sistema castale che fu invece del tutto preclusa agli uomini. Tuttavia altri ricercatori hanno però contestato e contraddetto tali affermazioni.
Uno studio compiuto da Joanna L. Mountain e altri per l'Università di Stanford ha concluso che non c'era "nessuna chiara separazione in tre gruppi geneticamente distinti lungo le linee genetiche di casta", anche se "un albero genetico ha rivelato alcuni raggruppamenti secondo l'affiliazione di casta". Un altro studio del 2006 condotto da Ismail Thanseem e altri per il "Centre for Cellular and Molecular Biology" (centro di biotecnologia situato a Hyderabad) ha concluso che i "gruppi delle caste inferiori potrebbero provenire dalle suddivisioni gerarchiche che si sono sviluppate all'interno dei gruppi tribali con la diffusione degli agricoltori del neolitico, molto prima quindi dell'arrivo dei parlanti Indoari" e che gli "Indoeuropei si sono affermati come rappresentanti delle caste superiori in questa struttura di classe che non era mai stata sviluppata prima all'interno delle tribù".
Uno studio genetico del 2006 prodotto dal "National Institute of Biologicals" indiano ha sottoposto a sperimentazione un campione di uomini provenienti da diversi gruppi tribali e castali, concludendo che in realtà gli indiani hanno acquisito pochissimi geni dai parlanti le lingue indoeuropee. Studi successivi si sono anche trovati a discutere le affermazioni secondo cui i cosiddetti "Ariani" e i Dravida abbiano un rilevante "divario razziale".
Una ricerca condotta dal "Centre for Cellular and Molecular Biology" nel 2009 (in collaborazione con l'Harvard Medical School, l'"Harvard T.H. Chan School of Public Health", il "Broad Institute" ed infine anche con il Massachusetts Institute of Technology) ha analizzato mezzo milione di marcatori genetici attraverso il genoma di 132 individui di 25 diversi gruppi etnici e provenienti da 13 Stati federati e territori dell'India incrociati in caste multiple.
Lo studio ha stabilito, basandosi sull'impossibilità di identificare qualsiasi indicatore genetico attraverso le linee di casta, che queste caste nell'Asia meridionale nacquero e si svilupparono all'interno delle organizzazioni tribali tradizionali nel corso della formazione della prima società indiana e che pertanto non furono prodotte da alcuna supposta invasione "ariana" con conseguente sottomissione del popolo Dravida.
Nell'enclave di Goa, appartenente all'India portoghese tra il 1510 e il 1961, nel corso della fine del XVI secolo e la prima metà del XVII vi fu una comunità di oltre 1.000 schiavi e commercianti giapponesi, che furono per lo più cristiani rifugiatisi lì a seguito delle persecuzioni subite o giovani donne e bambine portate o catturate come schiave sessuali dagli equipaggi dei commercianti portoghesi (tra i cui membri vi furono i "Lascar", una milizia composita di asiatici e arabi) provenienti dal Giappone; esse vennero in seguito sparpagliate in tutta l'Asia meridionale. In entrambi i casi spesso si sposarono con la popolazione locale goanese. Alcuni portoghesi contrassero anche matrimoni interrazziali con i locali fino all'annessione indiana di Goa, così come fecero anche gli immigrati da Goa che si stabilitono in Portogallo.

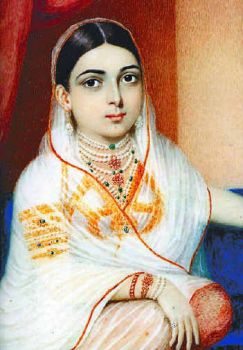
Un dipinto a olio di George Chinnery (1805 circa) raffigurante Khair-un-Nissa. La Begum Nissa fu un membro della nobiltà indiana musulmana di Hyderabad che si innamorò e sposò il tenente-colonnello inglese James Achilles Kirkpatrick.

Un esempio di relazione interrazziale accaduta durante il periodo coloniale (XVIII secolo)fu quella che coinvolse la nobildonna musulmana di Hyderabad Khair-un-Nissa con il Résident britannico James Achilles Kirkpatrick.

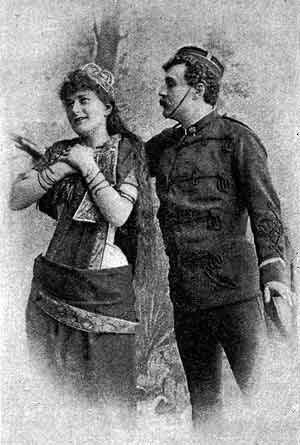
Märta Petrini e Arvid Ödmann protagonisti di Lakmé (Stoccolma, 1890).

La comunità anglo-indiana, che vanta più di 600.000 persone, venne costituita dalle relazioni sessuali intercorrenti tra britannici e indiani; tali rapporti ebbero anche una notevole influenza sulle arti. Lakmé, un'opera del francese Léo Delibes narra della relazione romantica scaturita tra un ufficiale britannico e la figlia di un alto sacerdote indù. Il romanzo del 1937 intitolato Two Leaves and a Bud di Mulk Raj Anand raffigura le donne braccianti indiane che vengono molestate e sedotte dal manager britannico, che dona loro dei bracciali e degli anelli da portare al naso.
Nell'isola di Ceylon le relazioni interrazziali tra uomini olandesi, britannici e portoghesi e le donne locali furono comuni. La comunità Burgher, composta da più di 65.000 persone, è stata formata da matrimoni interrazziali di uomini olandesi e portoghesi con donne locali singalesi o tamil. Oltre al matrimonio anche la prostituzione interetnica fu piuttosto comune all'epoca in tutto il subcontinente, quando gli ufficiali inglesi visitavano frequentemente le danzatrici indiane "Nautch". A metà del XIX secolo erano presenti nell'impero anglo-indiano circa 40.000 soldati britannici, con meno di 2.000 funzionari; tutti loro frequentavano comunemente le prostitute.

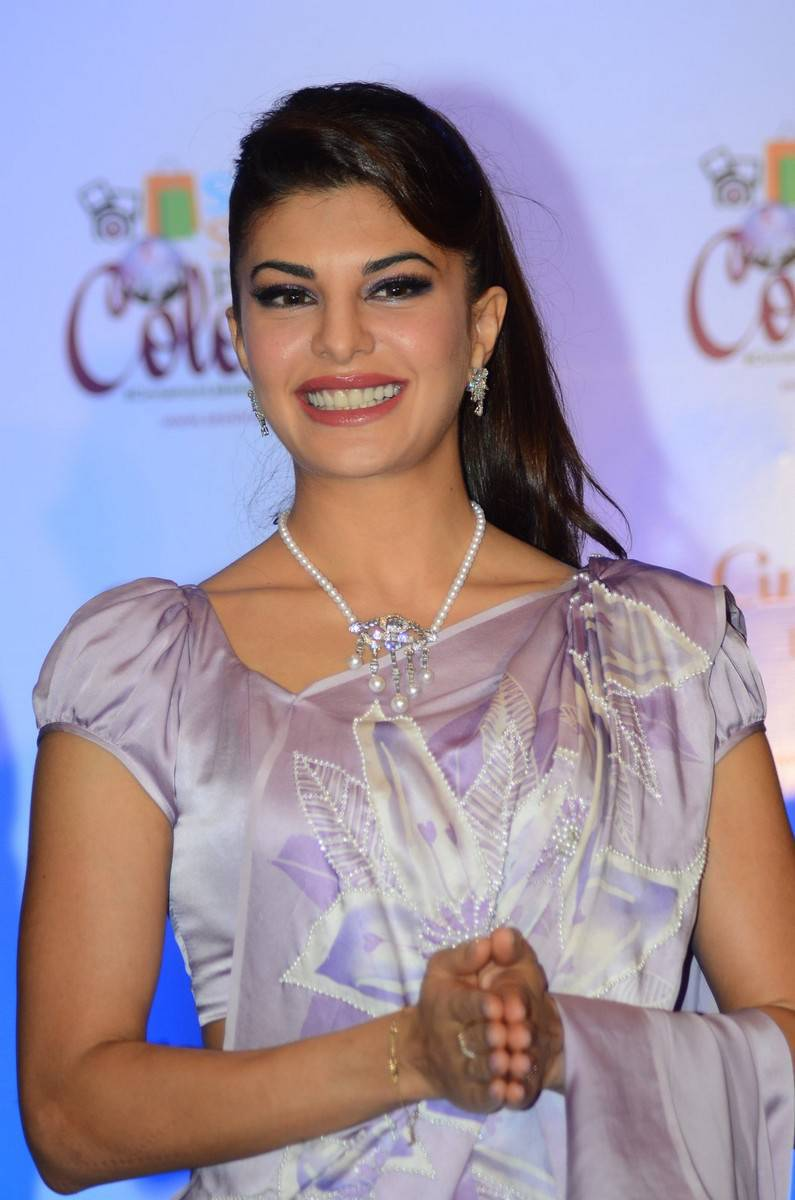
L'attrice e modella singalese Jacqueline Fernandez appartiene alla comunità dei Burgher.

Molti inglesi ed altri ufficiali europei realizzarono i propri "harem" personali composti da donne indiane, del tutto similmente a quelli del Nababbo e dei Raja. Per tutto il corso del XIX secolo e all'inizio del XX migliaia di donne e ragazze provenienti dall'Europa continentale subirono il traffico di esseri umani fino all'India britannica e a Ceylon, ove vennero costrette a lavorare come prostitute che dovevano servivano sia i soldati britannici sia gli uomini indiani e singalesi locali.
Poiché le donne britanniche cominciarono a giungere in gran numero nell'impero anglo-indiano a partire dalla prima metà del XIX secolo il matrimonio interrazziale si fece sempre più raro. I rapporti interrazziali cominciarono anzi a venire disprezzati, soprattutto a seguito degli avvenimenti che condussero ai moti indiani del 1857, in cui i sepoy indiani si ribellarono in massa alla Compagnia britannica delle Indie orientali.
L'idea di proteggere la "castità femminile britannica" dai "libidinosi uomini indiani" ebbe una sua influenza significativa sulle politiche adottate nell'impero, con l'intento precipuo di impedire la mescolanza razziale tra le femmine britanniche e la popolazione maschile indiana nativa. Mentre alcune politiche restrittive furono imposte alle donne "British" per proteggerle dalla mescolanza, la maggior parte di esse fu diretta esclusivamente contro i maschi nativi indiani.
Ad esempio l'"Ilbert Bill" del 1882, che avrebbe concesso ai giudici indiani il diritto di giudicare i delinquenti britannici, trovò la ferma opposizione di molti colonialisti con la motivazione che ai suddetti giudici non avrebbe dovuto essere concesso di trattare casi che avessero eventualmente coinvolto anche donne britanniche. Dopo il Massacro di Amritsar del 1919 si affermò per molto tempo lo stereotipo dei maschi indiani come stupratori libidinosi dalla pelle scura presi da costante lussuria nei confronti delle femmine bianche; esso venne però contestato severamente da diversi romanzi come Passaggio in India (1924) di E. M. Forster e da The Jewel in the Crown (1966) di Paul Scott: entrambi narrano del coinvolgimento di un maschio indiano accusato ingiustamente di aver violentato una donna britannica.
Per il periodo in cui la Birmania rimase sotto il dominio britannico milioni di indiani, soprattutto musulmani, vi si trasferirono. La piccola popolazione di discendenti misti da maschi indiani e femmine birmane locali è denominata "Zerbadees", spesso in senso peggiorativo implicante il concetto di "razza mista".
In Assam le donne indiane locali si sposarono con i cinesi nel corso di diverse ondate migratorie durante il periodo coloniale, fino al punto in cui risultò difficoltoso distinguere fisicamente i cinesi dai locali durante il periodo d'internamento a causa della Guerra sino-indiana del 1962; la maggioranza di questi cinesi assamesi si sposò con donne indiane e molte di queste vennero fatte deportare nella Repubblica Popolare Cinese assieme ai loro mariti.
Nel corso del XIX secolo gli Stabilimenti dello Stretto britannici spedirono i detenuti cinesi nelle carceri indiane; dopo la loro liberazione questi uomini si stabilirono nei monti Niligiri nei pressi di Naduvattam e finirono con lo sposare donne paria (Paraiyan) Tamil, procreando con loro figli misti cinesi-tamil. Questi furono documentati dal sovrintendente museale britannico Edgar Thurston.
Thurston descrisse nel 1897 la colonia degli uomini cinesi con le loro mogli e figli Tamil-Paria: "abbandonando nel corso di una recente spedizione antropologica sul versante occidentale dell'altopiano di Nilgiri, in mezzo alle piantagioni di Cinchona, mi sono imbattuto in un piccolo insediamento di cinesi i quali si sono accatastati per alcuni anni sulle pendici delle colline tra Naduvattam e Gudalur e qui si sono sviluppate, in conseguenza del matrimonio con le donne tamil pariah, guadagnandosi un onesto sostentamento dalle coltivazioni di vegetali e caffè, ed aggiungendo al loro reddito proveniente da queste fonti primarie anche i prodotti economici derivanti dalla mucca. Un ambasciatore è stato mandato a questa corte cinese in miniatura con il suggerimento che gli uomini avrebbero dovuto, in cambio di soldi, presentarsi davanti a me per farsi registrare le misure di antropometria. La risposta fu caratteristica della loro razza, che li differenzia degli indù. Per questi ultimi difatti, il permesso di utilizzare il loro corpo per scopi di ricerca dipende sostanzialmente da una transazione pecuniaria, su una scala che varia da due a otto anna. I cinesi, però, anche se poveri, mandavano un messaggio cortese il quale non richiedeva il pagamento in denaro, ma che sarebbero bensì stati felici se gli avessi dato, come ricordo, copie delle loro immagini fotografie".
Thurston descrisse ulteriormente una famiglia specifica: "il padre era un tipico cinese, la cui sola malinconia era che, nel processo di conversione al cristianesimo, era stato costretto a tagliare la coda. La madre era una tipica paria tamil tenebrosa. Il colore dei figli era più strettamente legato alla tonalità gialla del padre che alla tinta scura della madre; mentre la parentela semimongola è stata tradita negli occhi inclinati, nel naso piatto e (in un caso) dalle forme della guancia notevolmente prominenti".
La descrizione fatta da Thurston delle famiglie cinesi-tamil venne citata anche da altri come esempi di accoppiamento tra un maschio cinese e una femmina tamil-Pariah. Un libro del 1959 descrisse i tentativi fatti per scoprire ciò fosse accaduto alla colonia dei cinesi e dei tamili misti.

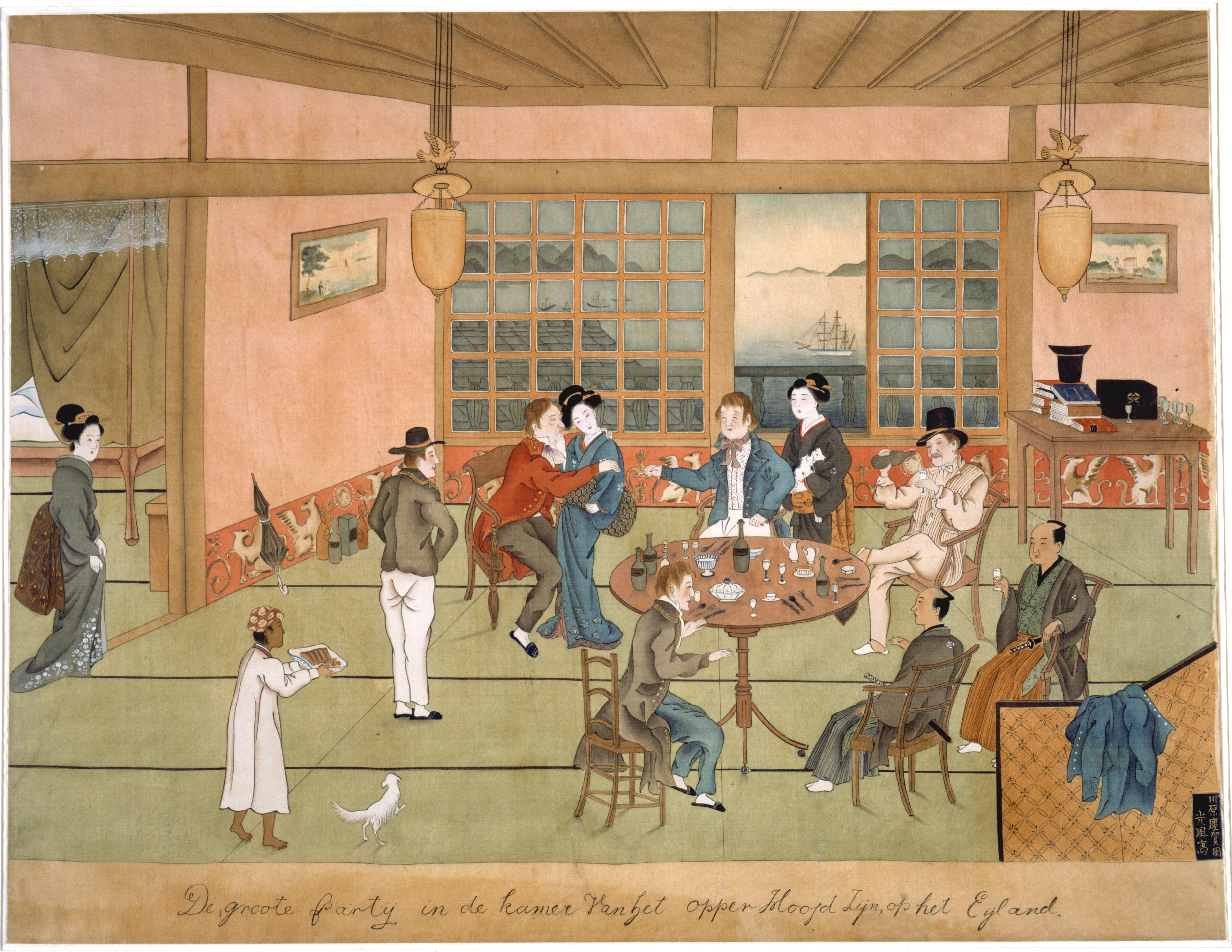
Europei accompagnati da Geisha a Dejima, l'isola artificiale abitata dagli olandesi nel porto di Nagasaki, all'inizio del XIX secolo.

#### Giappone
Il matrimonio interetnico in Giappone risale almeno al VII secolo, quando gli immigrati cinesi e coreani cominciarono a mescolarsi con la popolazione locale. Negli anni attorno al 1590 oltre 50.000 coreani furono condotti con la forza fino in Giappone, questo durante le Invasioni giapponesi della Corea, dove si sposarono con le donne giapponesi ed ebbero da queste una discendenza. Nel corso del XVI e XVII secolo all'incirca 58.000 giapponesi viaggiarono all'estero, molti dei quali contrassero matrimonio interrazziale con le donne native del sud-est asiatico.
Durante le persecuzioni anticristiane scatenate nel 1596 molti cristiani giapponesi furono costretti a fuggire fino a Macao e nelle altre colonie dell'impero portoghese come Goa, ove esistette una fiorente comunità di schiavi e commercianti giapponesi già all'inizio del XVII secolo; in queste colonie portoghesi instaurarono relazioni sessuali con le popolazioni locali. I commercianti portoghesi in Giappone s'intrattennero anche con le donne cristiane locali.
A partire dal XV secolo cinesi, coreani e altri migranti provenienti dall'Estremo oriente frequentarono assiduamente i bordelli giapponesi. Questa pratica proseguì in seguito anche tra i viaggiatori delle "regioni occidentali", principalmente commercianti europei. Ciò cominciò con l'arrivo delle prime navi portoghesi nel XVI secolo; i viaggiatori portoghei e il personale delle loro navi originari dell'Asia meridionale (e talvolta anche africani) spesso acquistarono schiave giapponesi che venivano poi condotte a Macao e in altre colonie del sud-est asiatico, delle Americhe (vedi Colonizzazione portoghese delle Americhe) e dell'India portoghese.
In seguito le compagnie europee dell'Asia orientale, incluse la Compagnia olandese delle Indie orientali e la Compagnia britannica delle Indie orientali, si occuparono anche del traffico di prostitute.. Il matrimonio e le relazioni sessuali tra i mercanti europei e le donne giapponesi furono un fatto abituale in questo periodo.
Si sviluppò presto un commercio di schiavi su vasta scala in cui i portoghesi acquistavano giapponesi come schiavi per rivenderli poi in varie località all'estero, compreso il Portogallo stesso, per tutto il XVI e XVII secolo. Svariati documenti citano il vasto commercio degli schiavi, insieme alle proteste giapponesi contro la schiavitù; questi schiavi si crede siano stati i primi giapponesi a vedere l'Europa e i portoghesi acquistarono grandi quantità di ragazze da portare in patria per scopi sessuali, come venne notato dalla Chiesa già nel 1555. Sebastiano I del Portogallo temette che ciò avrebbe potuto avere un effetto negativo per il proselitismo cattolico, in quanto la commercializzazione di esseri umani stava aumentando in proporzioni massive, perciò ordinò che venisse vietata nel 1571.
Le schiave giapponesi vennero vendute anche in qualità di concubine ai membri africani degli equipaggi, insieme ai loro omologhi europei che servivano sulle navi di commercianti portoghesi; ciò viene citato da Luis Cerqueira, membro portoghese della compagnia di Gesù, in un documento del 1598. Molti degli schiavi condotti in India finirono con l'essere schiavi di altri schiavi, con i portoghesi che possedevano schiavi malesi e africani i quali a loro volta possedevano schiavi giapponesi.
Nella prima parte del periodo Shōwa i governi giapponesi attuarono una politica di eugenetica per cercare di limitare la nascita di bambini con "tratti razziali inferiori", nonché per proteggere la vita e la salute delle madri. Il personale dei centri di assistenza familiare tentarono anche di scoraggiare il matrimonio tra donne giapponesi e uomini coreani, che erano stati reclutati nella penisola coreana come lavoratori a seguito dell'annessione avvenuta nel 1910 (vedi Corea sotto il dominio giapponese). Nel 1942 un rapporto d'indagine sostenne che "i lavoratori coreani... sono appartenenti a delle classi inferiori e quindi anche di costituzione inferiore... Avendo figli con donne giapponesi, questi potrebbero abbassare la supremazia degli Yamato".
Nel 1928 il giornalista Shigenori Ikeda proclamò il 21 dicembre come "Giornata della purezza razziale" (junketsu de) e sponsorizzò test gratuiti sul sangue presso l'istituto d'igiene di Tokyo. All'inizio degli anni trenta dettagliati questionari sui "matrimoni euenetici" vennero stampati o inseriti all'interno di riviste popolari; i promotori erano pienamente convinti che tali indagini matrimoniali avrebbero non solo assicurato la condizione eugenetica dei coniugi, ma anche aiutato ad evitare le differenze di classe che avrebbero potuto disturbare e persino distruggere il matrimonio. L'obiettivo fu quello di creare un database di individui e di famiglie che avessero consentito agli eugenetici di effettuare indagini approfondite di genealogia.
Per prevenire le malattie sessualmente trasmissibili e gli stupri di guerra da parte dei soldati giapponesi, oltre che per fornire comodità e spingere allo spionaggio, il Dai-Nippon Teikoku Rikugun (esercito imperiale) stabilì "stazioni di comodità" in tutta la Sfera di co-prosperità della Grande Asia orientale, dove 200.000 donne in gran parte provenienti dalla Corea e dalla Cina vennero reclutate o rapite dalla Kempeitai (la polizia militare) o dalle forze speciali per essere delle "comfort women".
Una delle ultime misure eugenetiche del regime fu quella presa dal governo di Naruhiko Higashikuni nel 1945 la quale ordinava agli uffici governativi locali di istituire un servizio di prostituzione per i soldati alleati (Recreation and Amusement Association); questo per preservare la "purezza della razza giapponese". La dichiarazione ufficiale affermò che "attraverso il sacrificio di migliaia di prostitute costruiremo una diga per fermare la furia frenetica delle truppe di occupazione e coltivare e preservare la purezza della nostra razza per il futuro..."
Secondo Peter Schrijvers (in The GI War against Japan: American Soldiers in Asia and the Pacific during World War II) lo stupro " "riflette una necessità ardente di stabilire il dominio totale sul nemico"", Secondo Xavier Guillaume la violenza compiuta dalla United States Army sulle donne giapponesi fu una pratica generalizzata (vedi Stupri durante l'occupazione del Giappone). Schrijvers afferma che ""la stima di uno storico di Okinawa per l'intero periodo della campagna (tre mesi) supera i 10.000 casi. Una cifra che non sembra improbabile quando si comprende che durante i primi 10 giorni dell'occupazione del Giappone c'erano 1.336 casi segnalati di stupro di donne giapponesi da parte di soldati americani nella sola Prefettura di Kanagawa".
Tuttavia, nonostante sia stato detto dalle forze giapponesi che avrebbero sofferto di stupri, torture e omicidi per mano degli americani, i civili giapponesi "sono stati spesso sorpresi per il trattamento comparativamente umano che hanno ricevuto dal nemico americano". Secondo Islands of Discontent: Okinawan Responses to Japanese and American Power di Mark Selden, gli americani "non perseguirono una politica di tortura, stupro e uccisione di civili come avevano accusato i funzionari militari giapponesi".
La società giapponese, con la sua ideologia di omogeneità, è stata sempre tradizionalmente intollerante nei confronti delle differenze etniche. Persone di origine mista, stranieri e membri di gruppi minoritari si trovano ancora costretti ad affrontare discriminazioni in una varietà di forme. Nel 2005 una relazione dell'Organizzazione delle Nazioni Unite ha espresso preoccupazioni circa il razzismo presente in Giappone e che il riconoscimento da parte del governo della profondità del problema non è realistico. In quello stesso anno il ministro Tarō Asō ha definito i giapponesi una "razza nazionale".
Il pubblico giapponese rimase estremamente sorpreso dalla vista di circa 45.000 cosiddette "ragazze di pan pan" (prostitute) che fraternizzavano con i soldati americani durante l'occupazione. Nel 1946 le 200 mogli degli ufficiali statunitensi che sbarcarono in Giappone per visitare i loro mariti ebbero anch'esse un impatto simile quando molte di queste coppie vennero viste fianco a fianco e baciarsi in pubblico.

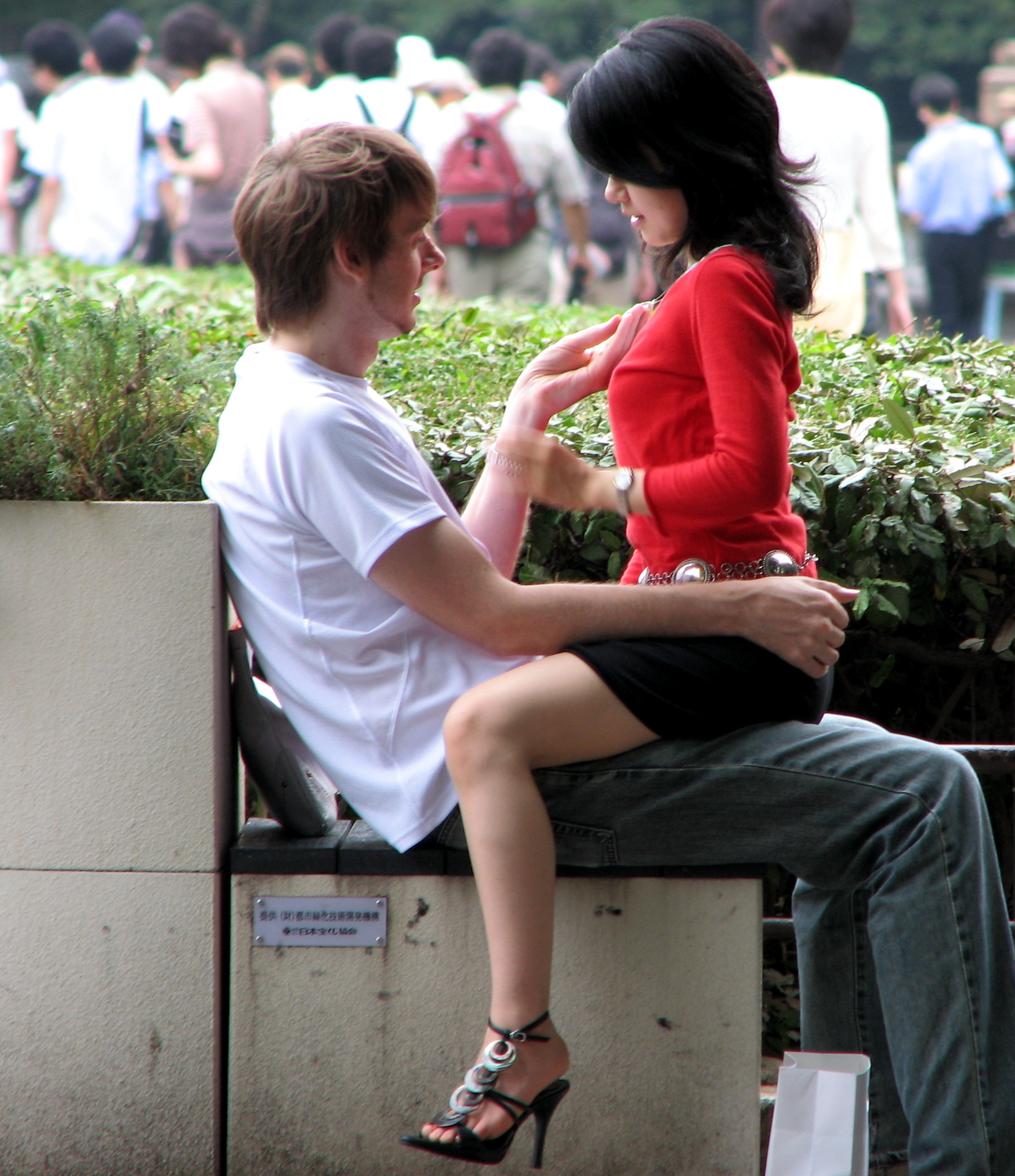
Una coppia mista a Tokyo nel 2007

Sia la prostituzione che i segni di affetto erano rimasti del tutto nascosti al pubblico fino ad allora, e questa "democratizzazione dell'erotismo" fu fonte di acuta sorpresa, di curiosità e persino di invidia. L'occupazione ha creato nuovi modelli di relazione per gli uomini e le donne giapponesi: la diffusione contemporanea della pratica di Dating e le attività come la danza, i film e i caffè non sono più limitati alle "pan pan" e alle truppe americane ma assai popolari anche tra le giovani coppie giapponesi.

#### Corea
Il matrimonio interrazziale nella penisola coreana risale all'arrivo dei musulmani in durante il Medioevo, quando navigatori, commercianti e schiavi persiani e turchi si stabilirono in Corea ed intrecciarono relazioni con i coreani. Avvenne anche un'assimilazione culturale nel buddhismo coreano e nello sciamanesimo, a causa dell'isolamento geografico del paese dal mondo islamico.
Esistono molti sottogruppi etnici coreani che discendono direttamente da tali unioni interrazziali. Ad esempio il clan "Deoksu Jang", composto da circa 30.000 membri, vede nella figura di Jang Sunnyong, un immigrato dall'Asia centrale che sposò una donna coreana, il proprio antenato d'origine.; mentre i "Gyeongju Seol" - all'incirca 2.000 persone - vede in un centroasiatico (probabilmente appartenente agli Uiguri) chiamato Seol Son il proprio patriarca ancestrale.
Vi furono anche casi di sovrani coreani che sposarono principesse provenienti dall'estero. Ad esempio lo Samguk Yusa indica, nei riguardi della Confederazione di Gaya (assorbita in seguito dal Regno di Silla), che nel 48 d.C. il re Kim Suro prese come propria legittima sposa una principessa appartenente alla famiglia reale di Ayodhya.

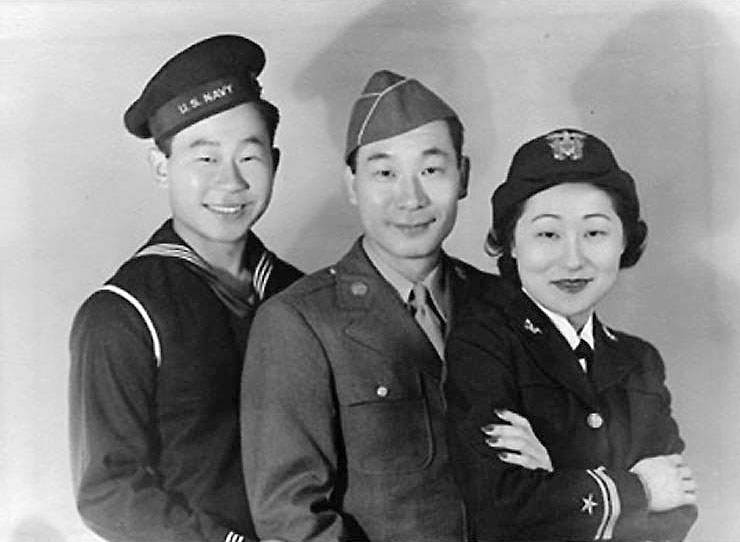
Coreano-americani nel 1942.

6.423 donne coreane sposarono il personale militare statunitense durante e subito dopo la guerra di Corea (vedi sposa di guerra); la percentuale media di coreane che si maritarono con statunitensi ogni anno è di circa 1.500 nel corso degli anni sessanta e di 2.300 negli anni settanta. A partire dal 1950 molte donne immigrarono negli Stati Uniti d'America nella loro qualità di mogli dei soldati. Basandosi su interviste orali e ricerche d'archivio Beyond the Shadow of Camptown: Korean Military Brides in America narra le vicende di queste donne a partire dalla loro presunta associazione con la prostituzione fino ai contrasti interni presenti nelle loro famiglie interculturali di Coreano-americani.
I matrimoni internazionali costituiscono il 13% circa di tutte le nozze celebrate in Corea del Sud. La maggior parte di questi sono unioni tra un uomo coreano e una donna straniera, solitamente provenienti dalla Cina, dal Giappone, dal Vietnam, dalle Filippine, dagli Stati Uniti, dalla Mongolia, dalla Thailandia o dalla Russia. D'altra parte, le coreane hanno sposato uomini provenienti dal Giappone, dalla Cina, dagli Stati Uniti, dal Bangladesh, dal Pakistan, dalle Filippine e dal Nepal. Tra il 1990 e il 2005 vi sono stati 159.942 maschi e 80.813 femmine sposati con stranieri.
La Corea del Sud è tra le nazioni più etnicamente omogenee del mondo. I coreani hanno tradizionalmente sempre considerato la "purezza di sangue" come la caratteristica più importante della loro identità; il termine "Kosian", riferentesi a qualcuno che ha un padre coreano e una madre straniera, è considerato offensivo da parte di coloro che preferiscono identificare se stessi o i propri figli come coreani. Inoltre, l'ufficio coreano di Amnesty International ha sostenuto che la parola "Kosian" rappresenta una vera e propria forma di discriminazione razziale.
I bambini kosian, come tutti gli altri discendenti di "razza mista", si ritrovano molto spesso a dover affrontare discriminazioni. Secondo la "Pearl S. Buck Foundation" esistono circa 35.000 sudcoreani misti, la maggior parte dei quali di origine Europoide; la discriminazione risulta essere però molto peggiore nei confronti di coloro che hanno padri afroamericani.

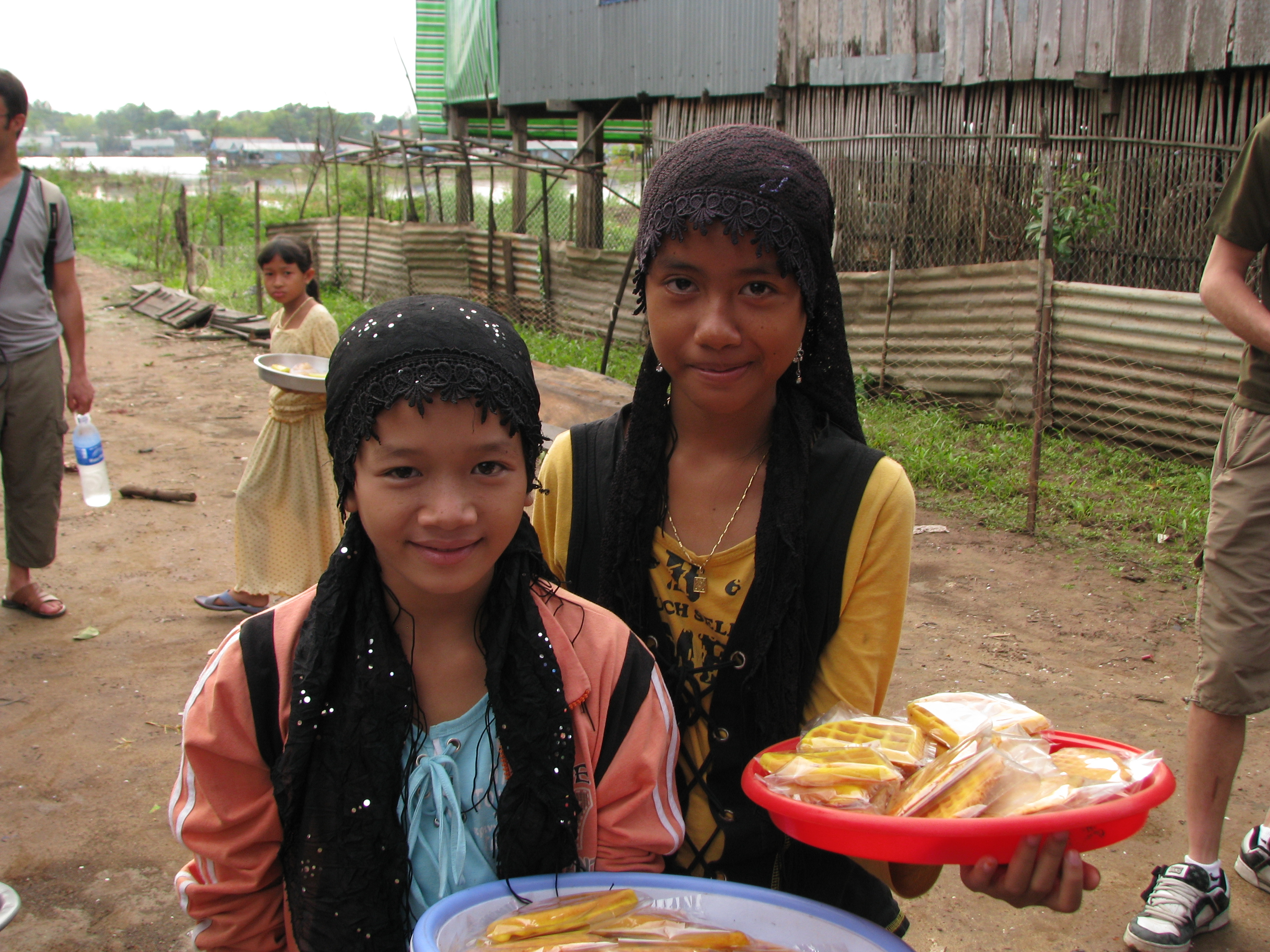
Ragazze vietnamite musulmane.

#### Vietnam
Gran parte delle relazioni sessuali portate avanti con uomini stranieri nel Sud-est asiatico sono state praticate da donne locali, che hanno intrapreso rapporti sessuali mercenari con i commercianti maschi in prevalenza di origini europee. Una donna vietnamita-portoghese e parlante la lingua malese e che visse a Macao per un lungo periodo di tempo fu la prima persona che fece da interprete alla prima riunione diplomatica tra la Cocincina una delegazione olandese; ella servì per tre decenni alla corte cocincinese finendo per avere ben tre mariti, uno vietnamita e due portoghesi. Lo scambio cosmopolita fu facilitato dai matrimoni celebrati tra le donne vietnamite con i mercanti portoghesi; molte donne vietnamite andarono a vivere a Macao e divennero delle perfette parlanti della lingua portoghese.
L'autore Alexander Hamilton ha dichiarato che "gli abitanti di Tonchino erano molto desiderosi di avere dei discendenti europei nel loro paese, per cui i più grandi nobili non pensavano fosse una vergogna né tanto meno una disgrazia il fatto di sposare le loro figlie con i marinai inglesi e olandesi, per il tempo che questi dovevano Rimanere a Tonchino, e sovente presentavano ai loro cognati costosi regali quando giungeva il momento della loro partenza, specialmente se lasciavano le loro mogli con i figli; ma la tentazione dell'adulterio risultava essere assai pericolosa per i mariti, essendo gli indigeni molto esperti nell'arte dell'avvelenamento".
La scrittrice francese Marguerite Duras in L'amante e L'amante della Cina del Nord narra della sua relazione sessuale adolescenziale con un cinese dell'indocina francese a Saigon.

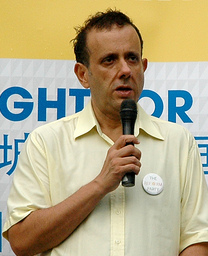
Il politico di Singapore Kenneth Jeyaretnam è un euroasiatico.

#### Malesia e Singapore
Nella Malesia Occidentale e a Singapore la maggioranza dei matrimoni interetnici furono e continuano ad essere tra cinesi d'oltremare e membri della diaspora indiana. La prole di tali matrimoni divenne nota informalmente come "Cindiani", anche se il governo malese continua a classificarli solo dall'appartenenza etnica del padre. Poiché la maggior parte di questi matrimoni interrazziali nella stragrande maggioranza dei casi coinvolge un marito indiano e una moglie cinese, la maggioranza dei Cindiani presenti in Malaysia è solitamente classificata come "indiani".
Per quanto riguarda i Malesi, che sono prevalentemente musulmani, le restrizioni legali vigenti rendono rara la loro intimità con gli indiani, prevalentemente indù o cinesi, che seguono invece in prevalenza il Buddhismo e il Taoismo. I non-musulmani sono tenuti a convertirsi all'Islam per poter sposare i musulmani; purtuttavia, questo non ha interrotto interamente il matrimonio fra i malesi e i cinesi e gli indiani. La comunità musulmana cinese è piccola e ha un impatto trascurabile sulla socio-economia e sulla demografia della regione.
È un fatto comune per gli arabi presenti a Singapore e in Malesia di prendere per mogli le malesi locali e "Jawi Peranakan", per il motivo di avere la fede in comune. I "Chitty" invece sono un sottogruppo dei Tamil con una notevole discendenza genetica malese, dovuta ai primi coloni Tamil che presero per mogli le donne locali, in quanto non avevano portato con sé alcuna delle proprie donne. Secondo le statistiche governative, la popolazione di Singapore, a partire dal settembre del 2007, è stata di 4,68 milioni di persone, tra i quali i cittadini multirazziali, compresi i cindiani e gli euroasiatici, hanno raggiunto il 2,4%.
Negli stati malesi di Sabah e Sarawak, vi sono stati molti "matrimoni riparatori" fra i cinesi d'oltremare e le tribù native, come i Murut e i Dusun a Sabah e gli Iban e i Bisaya a Sarawak. Questo fenomeno ha portato ad un Melting pot di culture in entrambi gli stati, dove molte persone che pretendono di essere di origine nativa hanno invece parti di sangue cinese e con molti cinesi che hanno anche sangue nativo. Questi sino-nativi sono solitamente parlanti sia la lingua malese che la lingua inglese. Un numero minore è in grado di parlare anche dialetti cinesi e Cinese mandarino, specialmente quelli che hanno ricevuto la propria istruzione in scuole cinesi vernacolari.

#### Birmania
I musulmani birmani sono i discendenti di indiani bengalesi, arabi, persiani, turchi, pashtun, musulmani cinesi e malesi che si assimilarono con la popolazione birmana locale e con altri gruppi etnici birmani come i Rakhine, gli Shan, i Karen e i Mon.

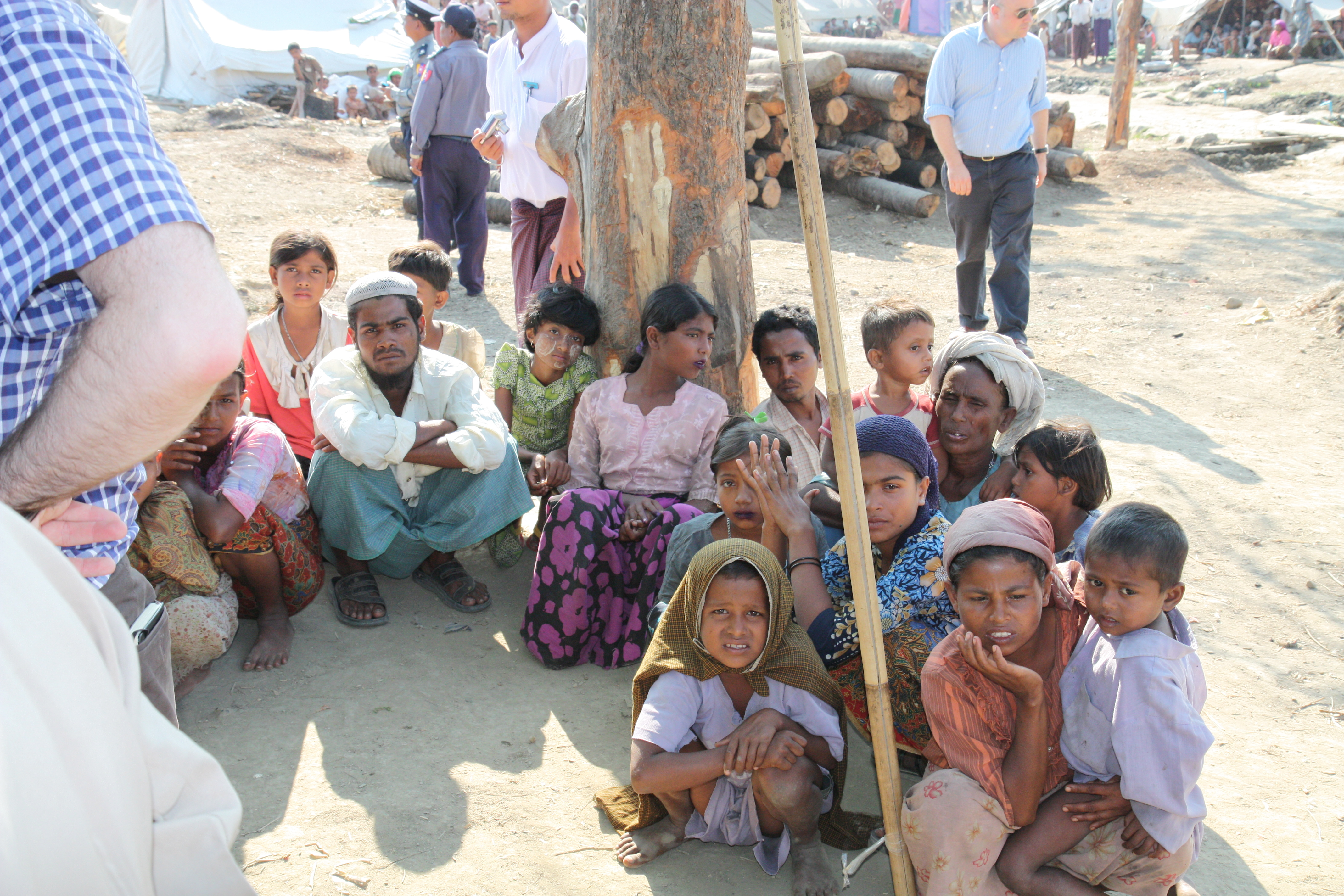
Un gruppo di Rohingya, birmani musulmani.

Il più antico gruppo musulmano presente in Birmania è il popolo dei Rohingya, che alcuni credono possano essere discendenti dai Bengalesi che si sposarono con le donne native dello Stato Rakhine dopo il VII secolo, ma questa rimane solamente una teoria. Quando la Birmania fu governata dall'amministrazione britannica dell'India, milioni di indiani, soprattutto musulmani, migrarono fin lì. La piccola popolazione di discendenti misti di maschi indiani e femmine birmane locali è chiamata "Zerbadees", spesso in senso peggiorante implicante il concetto di "razza mista". I "Panthays", un gruppo di musulmani cinesi discendenti da popolazioni dell'Asia occidentale e dell'Asia centrale, migrò dalla Cina ed instaurarono relazioni sessuali con le donne locali birmane.
Inoltre la Birmania ha stimato in circa 52.000 il numero di persone anglo-birmane, discendenti cioè da cittadini britannici e da birmani; questi spesso si sono accoppiati con gli immigrati anglo-indiani, che successivamente si sono assimilati nella comunità anglo-birmana.

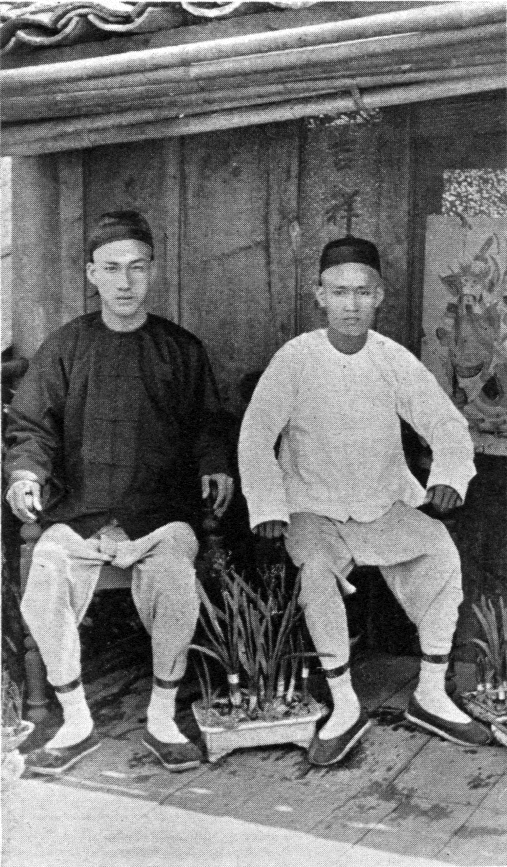
Cinesi birmani immigrati dallo Yunnan a Bhamo (1904).

L'"All India Digest" ha affermato che quando un uomo cinese sposava una donna birmana, egli doveva dimostrare di aver adottato e seguito la forma di buddhismo in Birmania e, poiché molti cinesi in Birmania hanno adottato nomi birmani, il nome birmano non era sufficiente, pertanto nei casi abituali era necessario seguire la legge ordinaria del buddhismo cinese. [294]

#### Filippine
Storicamente, ma soprattutto nel corso della prima metà del XX secolo, la mescolanza razziale è stato un fenomeno sempre presente e assai pervasivo nelle Filippine. Le isole erano originariamente abitate da una popolazione Australomelanesoide chiamata Negritos la quale viene a costituire la comunità aborigena del paese. Qualche "miscuglio" può aver avuto luogo anche tra questo gruppo preinsediato e la popolazione parlante le Lingue maleo-polinesiache.
Una parte considerevole della popolazione presente nella città di Cainta è discendente diretta dei soldati del subcontinente indiano che commisero ammutinamento contro la British Indian Army quando gli inglesi occuparono brevemente le Filippine nel corso del biennio 1762-63. Questi soldati indiani, chiamati Sepoy, si stabilirono in città e si unirono con le donne natali; a Cainta i residenti di origine indiana sono molto visibili anche nel ventunesimo secolo.
Vi è stata una forte presenza cinese sin dal IX secolo; tuttavia le migrazioni su larga scala ebbero inizio solo durante l'epoca coloniale spagnola a partire dal 1521, quando il mercato mondiale venne aperto anche alle Filippine. Si stima che tra il 10% e il 20% dei Filippini abbia una qualche origine cinese, mentre l'1,5% che sia composto da puri cinesi.

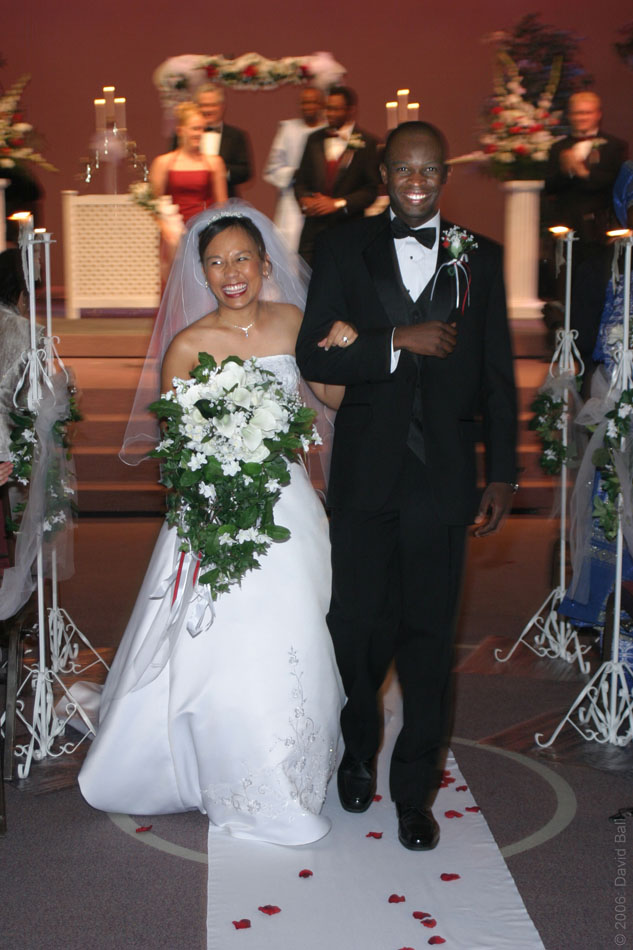
Una moglie flippina e un marito nigeriano in California (2004).

Secondo l'esperto di antropologia statunitense Henry Otley Beyer l'origine dei filippini è almeno per il 2% araba; ciò si verificò a partire dal momento in cui i commercianti arabi si accoppiarono con le locali donne Malay durante la storia pre-spagnola delle isole. La grande migrazione araba coincise anche con la diffusione dell'Islam nella regione. Le famiglie reali filippino-musulmane del Sultanato di Sulu e del Sultanato di Maguindanao affermano che la discendenza araba giunge direttamente fino a Maometto.
Tali unioni interrazziali si svolsero perlopiù nell'isola di Mindanao, ma l'arrivo dei conquistadores interruppe bruscamente la diffusione dell'Islam più a nord; il matrimonio interrazziale con gli spagnoli divenne prevalente dopo la colonizzazione da parte dell'impero spagnolo. I primi figli e discendenti di uomini spagnoli con donne indigene vennero considerati dei "mestizos" o meticci, seguendo il termine tradizionale utilizzato anche nelle altre ex colonie spagnole. A partire dalla metà del XVI secolo una parte significativa della popolazione filippina si mescolò con gli spagnoli.
Quando gli Stati Uniti d'America conquistarono le isole a seguito della Guerra ispano-americana del 1898 nell'isola di Luzon, dove si trovavano una base navale e una aerea, gli statunitensi contrassero molti matrimoni interrazziali (sia da parte dei bianchi americani sia degli afroamericani; questo proseguì anche dopo la concessione dell'indipendenza nel 1945.
Una vasta mescolanza razziale vi fu anche con i giapponesi, soprattutto a causa degli stupri di guerra commessi durante la seconda guerra mondiale. Vi è un numero crescente di uomini giapponesi che sposano le filippine e che hanno dei figli; generalmente la famiglia rimane nelle Filippine, ma viene sostenuta finanziariamente dai padri giapponesi che compiono visite regolari. Nel ventunesimo secolo i matrimoni misti subiscono una percezione contrastante; la maggior parte dei centri urbani come Manila e Cebu sono più disposti ad accettarli rispetto alle aree rurali.

#### Medio Oriente
Un team dell'Università di Stanford ha trovato la più grande diversità di patrimonio genetico - al di fuori dell'Africa - tra le persone che vivono in quell'ampia mezzaluna di terra che si estende dalla riva orientale del Mar Mediterraneo fino all'India settentrionale. Non solo questa fu una tra le prime regioni ad essere colonizzate dai migranti africani dell'Homo Sapiens ma, si teorizza che, dato il gran numero di geni europei e dell'Asia orientale presenti tra queste popolazioni, ciò indicherebbe che fu per un lungo periodo di tempo un'autentica "autostrada umana" con un gran numero di migranti provenienti sia da occidente sia da oriente i quali conquistarono, commerciarono e nella generalità dei casi anche si riprodussero per tutta la sua ampiezza. La stessa squadra ha anche scoperto che i nomadi beduini del Medio Oriente hanno delle effettive somiglianze con gli europei e con le popolazioni dell'Asia meridionale.

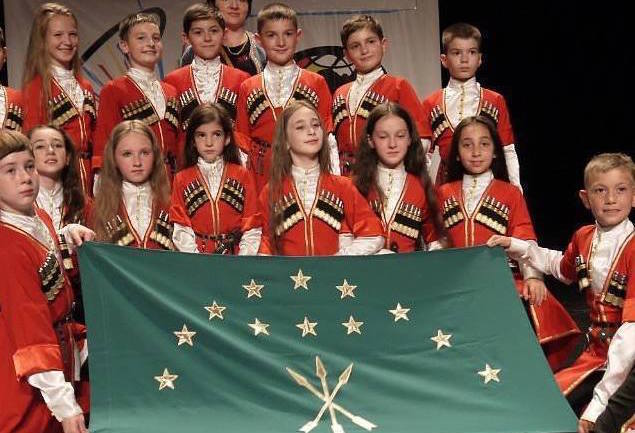
Un gruppo di bambini Adighè.

La schiavitù sessuale interetnica fu assai comune durante la tratta araba degli schiavi nel corso del Basso Medioevo e del primo periodo della storia moderna, quando le donne e le ragazze catturate da terre non arabe vennero spesso costrette in uno stato di schiavitù sessuale dentro agli Harem del mondo arabo. La maggior parte di questi schiavi provenne per lo più da luoghi come l'Africa Subsahariana (gli Zanj), dall'Asia meridionale (Indù), dalla Ciscaucasia (principalmente Adighè), dall'Asia centrale (principalmente turchi) e dall'Europa centrale e dall'Europa orientale (i Saqaliba).
I Corsari barbareschi inoltre riuscirono a catturare fino ad 1.250.000 schiavi provenienti dall'Europa occidentale e dall'America del Nord tra il XVI e il XIX secolo. Fu anche abitudine comune per i conquistatori arabi (vedi espansione islamica), i commercianti e gli esploratori, quella di sposare le femmine locali nelle terre che conquistarono o in cui scambiarono merci, in varie parti dell'Africa, dell'Asia e dell'Europa.
I rapporti interetnici vennero generalmente accettati nella società araba tanto da creare un tema abbastanza comune nella letteratura araba medioevale e finanche nella letteratura persiana; ad esempio il poeta persiano Nizami Ganjavi il quale aveva sposato la propria schiava appartenente ai Kipčaki, scrisse nel 1196 le sette bellezze: la storia coinvolge un principe persiano che sposa sette principesse straniere tra cui una bizantina, una cinese, un'indiana, una della Corasmia, una del Maghreb, una degli slavi e per finire anche una dei tatari.
Hadith Bayad wa Riyad è un racconto arabo di al-Andalus risalente al XII secolo; una storia d'amore che coinvolge una ragazza del Regno di Iberia e un uomo di Damasco. Il racconto de Le mille e una notte intitolato L'uomo di Al-Yaman e le sue sei ragazze schiave implica il rapporto di un uomo dello Yemen con le ragazze straniere cadute in schiavitù di cui quattro di loro sono rispettivamente "bianca, nera, marrone e gialla". Un altro di questi racconti, Il cavallo di ebano, coinvolge un principe persiano che salva la propria amante di Sana'a dal sovrano dell'impero bizantino che desidera sposarla.

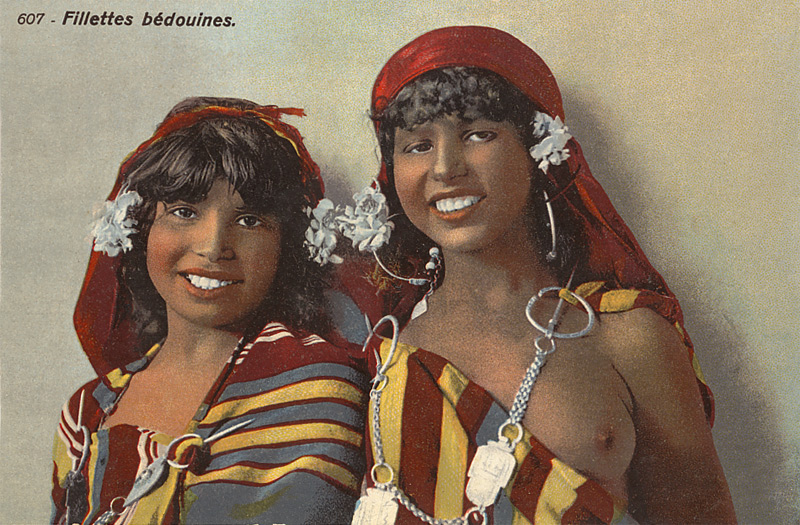
Giovani donne appartenenti ai beduini (1910 circa).

Uno studio ha rivelato che alcune popolazioni di arabi palestinesi, giordani, siriani, iracheni e beduini possiedono quello che sembra essere un sostanziale flusso genico di DNA mitocondriale proveniente dall'Africa subsahariana, pari al 10-15% delle linee genetiche negli ultimi tre millenni; nel caso degli ebrei yemeniti la media è superiore al 35%.

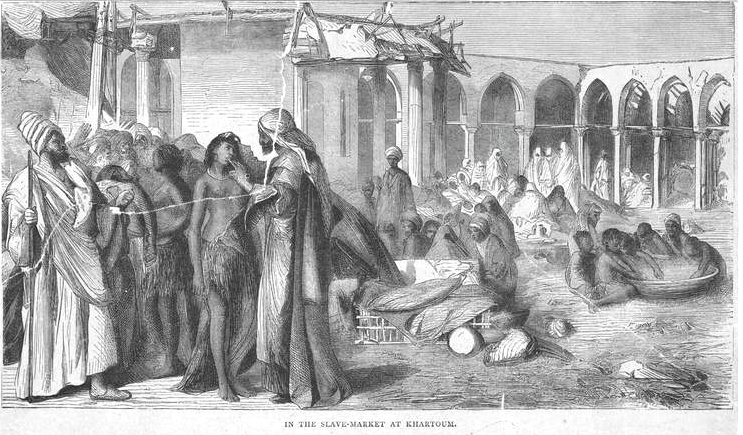
Un mercato delle schiave negre a Karthoum (1876-79). Illustrazione per un libro di David Livingstone.

Nel 1814 l'esploratore svizzero Johann Ludwig Burckhardt scrisse dei suoi viaggi compiuti in Egitto e in Nubia ed in cui vide la pratica del commercio degli schiavi: "ho spesso assistito a scene di un'indecenza più spudorata, con i mercanti, che erano i principali attori, fossero gli unici a ridere. Potrei avventurarmi nel dichiarare che pochissimi schiavi (sia maschi che femmine) che hanno passato il loro decimo anno di vita, raggiungono l'Egitto o la penisola arabica in uno stato di verginità".
Uno studio genetico antropologico del 2005 conosciuto come "progetto genografico" ha rinvenuto quelle che si ritiene possano essere deboli tracce genetiche lasciate dai crociati medioevali in Medio Oriente; la squadra ha scoperto una specifica firma del DNA in Siria, Libano, territori palestinesi e Giordania, con molta probabilità collegata alla Settima crociata (1248-54) e all'Ottava crociata (1270). I crociati erano originari dei regni europei, in gran parte dal regno di Francia, dal regno d'Inghilterra e dal Sacro Romano Impero.
La schiavitù sessuale interetnica prosegue ancora in una forma minore negli Stati arabi affacciati sul Golfo Persico, dove donne e bambini subiscono il traffico di esseri umani dagli Stati post-sovietici, dall'Europa orientale, dall'Estremo oriente, dall'Africa, dall'Asia meridionale e da altre regioni mediorientali.

##### Israele
I matrimoni officiati in Israele devono essere approvati dalle autorità religiose, anche se vengono legalmente riconosciuti mentre i matrimoni civili eseguiti all'estero. Le regole che disciplinano il matrimonio sono basate su severe regolamentazioni religiose; secondo la legge israeliana l'autorità su tutte le questioni collegate all'ebraismo, compreso dunque anche il matrimonio, cade sulle spalle del Gran Rabbinato d'Israele dell'ebraismo ortodosso la quale è l'unica forma di ebraismo ad essere riconosciuta dallo Stato, pertanto i matrimoni celebrati in Israele da rabbini non ortodossi non vengono riconosciuti. Il Gran Rabbinato vieta il matrimonio tra ebrei che seguono l'Halakhah (persone nate da una madre ebrea o convertita) - siano essi ortodossi o meno - con partner non ebrei o di origini ebraiche secondo la linea di discendenza paterna (non considerati essere ebrei), a meno che non si sottopongano ad una conversione formale all'ebraismo. Di conseguenza le persone di diverse tradizioni religiose non hanno la possibilità giuridica di sposare qualcuno appartenente ad un'altra religione, mentre le coppie interreligiose sono costrette a sposarsi all'estero.
L'unica altra opzione presente per il matrimonio con un non ebreo, ma anche tra un cristiano e un non cristiano o per un musulmano e un non musulmano, rimane la conversione formale del partner; questo vale sia per l'ortodossia ebraica sia per le confessioni cristiane sia per l'islam. Per quanto riguarda le persone con origini ebraiche patrilineari (cioè non riconosciute formalmente come ebree) che desiderano sposare un ebreo (nato da madre ebrea ortodossa) viene tenuto anch'egli a convertirsi ufficialmente all'ebraismo ortodosso, altrimenti non possono legalmente sposarsi. Centinaia di migliaia di coppie israeliane sono colpite dalle restrizioni matrimoniali basate sulle tradizioni religiose differenti dei partner o sullo status ebraico non-halakhico.
Molti ebrei israeliani si oppongono ai rapporti misti tra ebrei e non ebrei; un sondaggio di opinione svolto nel 2007 ha scoperto che più della metà degli ebrei israeliani crede che il matrimonio interreligioso sia equivalente a un "tradimento nazionale". Un ulteriore sondaggio del 2014 ha rilevato che tre quarti degli ebrei israeliani e i due terzi degli arabi israeliani non avrebbero mai sposato qualcuno di religione differente dalla propria: ai rapporti interreligiosi sono opposti il 95% degli ebrei ultraortodossi, l'88% degli ebrei religiosi e il 64% degli ebrei laici.
Un gruppo composto da decine di uomini ebrei ha iniziato a pattugliare Pisgat Ze'ev nel tentativo di impedire alle donne ebree di frequentare uomini arabi. Il comune di Petah Tiqwa ha anche annunciato un'iniziativa per prevenire le relazioni miste, fornendo una linea telefonica rivolta ad amici e familiari per informare le ragazze ebree sui rischi delle relazioni con uomini arabi e per fornire una consulenza psicologica. La città di Kiryat Gat ha lanciato un programma scolastico per avvertire le ragazze ebree sul pericolo di incontri con uomini locali beduini. Nel mese di febbraio del 2010 è stato riferito che il comune di Tel Aviv ha istituito un "programma di consulenza" sponsorizzato dal governo per scoraggiare le ragazze ebree dal frequentare e sposare arabi. The Times ha anche riferito di un gruppo di "genitori vigilanti" che hanno controllato il quartiere di Pisgat Ze'ev per intimidire e scoraggiare le coppie miste. Il gruppo antimissionario ebraico Yad L'Achim ha anche eseguito operazioni paramilitari di soccorso per le donne ebree di mariti non ebrei e celebra queste "donne salvate" sul suo sito web.
Nel 2014 il matrimonio di un musulmano con una donna ebrea che si era convertita all'islam ha attirato l'attenzione nazionale quando l'organizzazione che si oppone all'assimilazione "Lehava" ha inscenato una serie di proteste; un tribunale ha permesso che la manifestazione continuasse, ma ha al contempo ordinato ai promotori di rimanere almeno 200 metri distanti dalla sede delle nozze: tutto ciò è avvenuto a Rishon LeZion. Come risposta diretta si è tenuta anche una manifestazione a sostegno della coppia.

### Europa

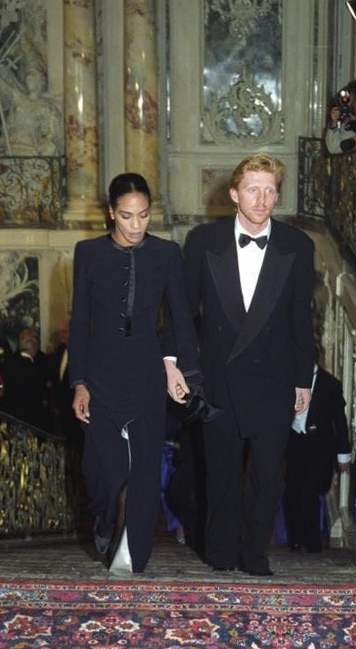
Il tennista tedesco Boris Becker con la moglie afroamericana Barbara Feltus nel 1992.

#### Germania
Negli anni immediatamente successivi alla prima guerra mondiale l'Armée de terre stabilì l'occupazione della Renania utilizzando tra le loro forze anche soldati africani; i figli da questi avuti con le donne bianche furono conosciuti come i "bastardi della Renania" o "vergogna negra".
A partire dal 1933 l'antisemitismo del nazionalsocialismo oramai salito al potere considerò gli ebrei come un gruppo di persone collegate da stretti legami cosiddetti genetici tanto da formare un'unità che non poteva separarsi o aderire ad altri gruppi. Venne proclamato che l'influenza ebraica aveva un impatto negativo sull'intero popolo tedesco; questo per giustificare la discriminazione e la persecuzione. Per poter essere risparmiati occorreva dimostrare la propria affiliazione al gruppo della "razza ariana", così come era stata concepita dai nazisti.
Fu paradossale il fatto che né le prove genetiche né le caratteristiche esteriori razziali della fisionomia determinassero la propria affiliazione, anche se i nazisti parlarono molto di fisiognomica, ma soltanto l'affiliazione religiosa dei nonni la potevano decidere. Tuttavia mentre i nonni avevano ancora potuto scegliere la loro religione, i loro nipoti durante la Germania nazista furono obbligatoriamente classificati come ebrei, quindi non ariani, se almeno tre o tutti e quattro i nonni erano stati iscritti come membri di una qualche congregazione ebraica, indipendentemente dal fatto che i perseguitati fossero ebrei secondo l'Halakhah (nato da una madre ebrea o per conversione), o avessero fatto apostasia, espresso convinzioni di irreligiosità o finanche se fossero convertiti al cristianesimo.
Le leggi di Norimberga del 1935 proibirono la mescolanza razziale, ovvero vietarono il matrimonio tra persone considerate ariane e non ariani; i non ariani comprendevano soprattutto gli ebrei tedeschi e i gentili di origine ebraica. La classificazione di "ariano" classificava tutti gli europei non ebrei come ariani; le relazioni sessuali tra ariani e non ariani divennero punibili in quanto "Rassenschande" (insudiciamento razziale).
Gli eventuali bambini nati all'interno di un matrimonio misto, così come i figli di relazioni extraconiugali nati fino al 31 luglio del 1936, sono stati discriminati come "Mischling" (di sangue misto); tuttavia i bambini nati in seguito da genitori misti, non ancora sposati alla promulgazione delle leggi razziali naziste, dovevano essere incriminati come "Geltungsjude" indipendentemente dal fatto che nel frattempo i genitori si fossero sposati all'estero o fossero rimasti conviventi. Alla fine i bambini che si trovavano ad essere iscritti in una congregazione ebraica furono anch'essi soggetti di discriminazioni in quanto "Geltungsjude".
I "Geltungsjude" vennero sottoposti a diversi livelli di lavoro forzato a partire dal 1940, in parte ordinato per tutti i coniugi ebrei ed in parte solo per i mariti ebrei, soltanto per esentare le mogli di classe ebraica che si occupavano di bambini minori. Nessun documento disponibile indica l'avvenuta esenzione per i matrimoni misti, in particolar modo per il coniuge ebreo classificato all'interno di tali atti persecutori.
La deportazione sistematica degli ebrei tedeschi e dei "Gentili" di origine ebraica ebbe il suo inizio il 18 ottobre del 1941; le prime deportazioni degli ebrei e dei gentili di origine ebraica provenienti dall'Austria e dalla Provincia della Pomerania (appartenente al governatorato generale), nonché Baden e dal Palatinato (entrambe facenti parte dell'Amministrazione militare del Belgio e della Francia del nord erano rimaste degli episodi spontanei. Gli ebrei e i gentili d'origini ebraiche che vivevano in matrimoni misti sono stati per lo più risparmiati dalla deportazione.
Nel caso in cui un matrimonio misto si concludesse con la morte del coniuge ariano o con il divorzio dal coniuge ebreo, quest'ultimo poteva presto venir deportato secondo le classificazioni della politica razziale nella Germania nazista, a meno che la coppia non avesse ancora dei figli minori non contati come "Geltungsjude".
Nel marzo del 1943 un tentativo di deportare gli ebrei e i Gentili di origini ebraiche che vivevano in matrimoni misti non privilegiati venne meno a causa dello scatenarsi di una protesta pubblica da parte dei loro parenti ariani (conosciuta come la Protesta di Rosenstrasse). Anche i mariti classificati ariani e i bambini classificati "Mischling" (a partire dai 16 anni) provenienti da matrimoni misti vennero assunti dall'Organizzazione Todt per il lavoro forzato a partire dall'autunno del 1944.
Un ultimo tentativo intrapreso tra febbraio e marzo del 1945 ebbe termine in quanto i relativi campi di sterminio erano già stati liberati. Tuttavia in 2.600 vennero deportati nel Campo di concentramento di Theresienstadt, di cui la maggior parte sopravvissero in quegli ultimi mesi fino alla loro liberazione.

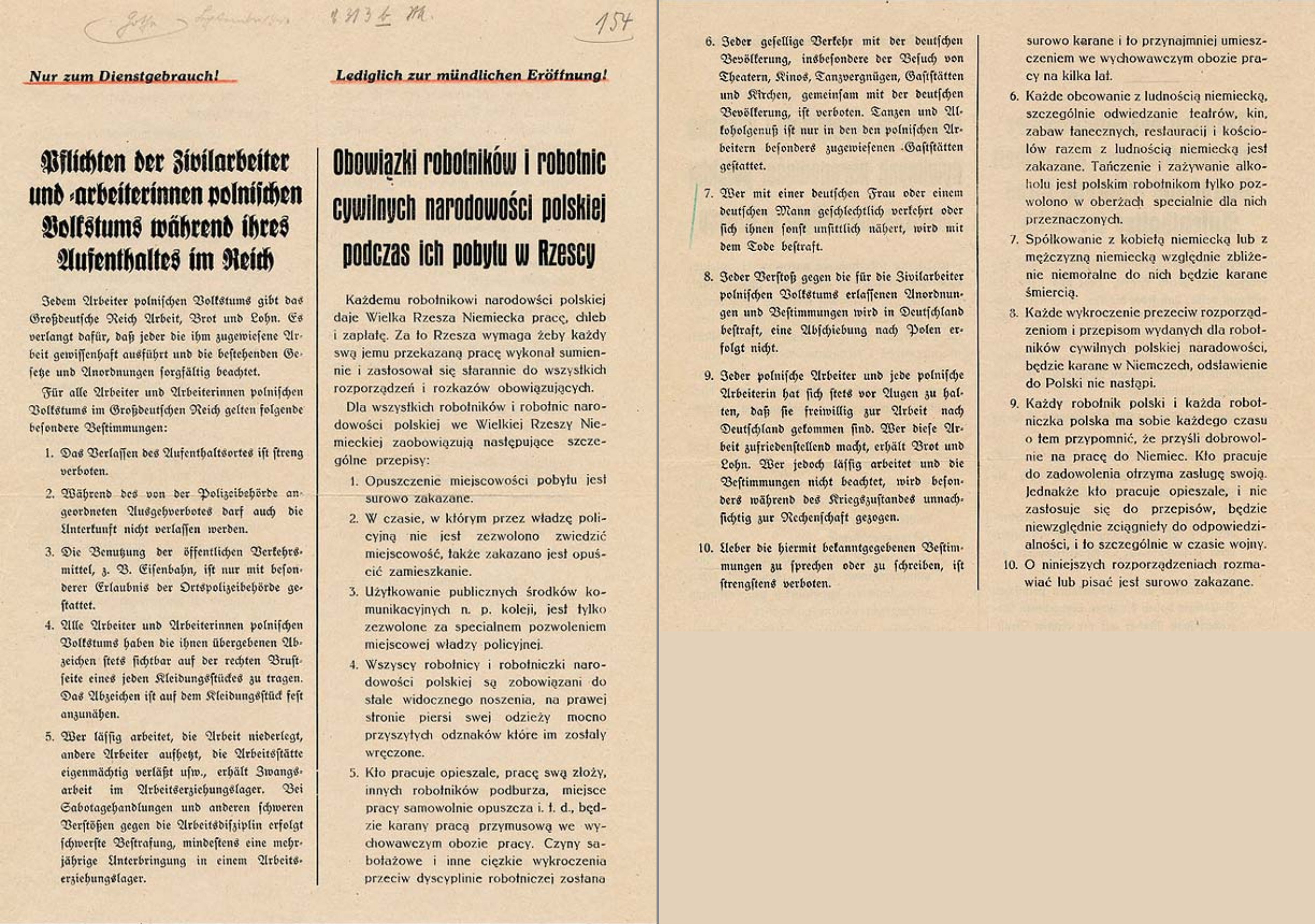
Poster del 1940 scritto in lingua tedesca e lingua polacca che descrive gli "obblighi dei lavoratori polacchi in Germania", inclusa la condanna a morte ("decreto polacco") per ogni uomo e donna polacca che avessero intrapreso relazioni sessuali con i tedeschi.

Dopo l'inizio della guerra la legislazione sull'"insudiciamento razziale" venne estesa anche a tutti gli stranieri ancora presenti. La Gestapo perseguitò duramente i rapporti sessuali tra tedeschi e lavoratori ("Zivilarbeiter") provenienti dall'Europa orientale con la motivazione di "rischio per l'integrità razziale della nazione tedesca". Un decreto datato 7 dicembre del 1942 dichiarò che qualsiasi "rapporto sessuale non autorizzato" avrebbe condotto direttamente alla pena di morte. I lavoratori stranieri deportati in suolo tedesco vennero trattati come un pericolo per il "sangue tedesco".
I lavoratori polacchi e orientali in genere che ebbero rapporti sessuali con tedeschi subirono la pena capitale. Lungo tutto il corso della guerra centinaia di uomini polacchi, bielorussi, ucraini e russi furono giustiziati per colpa delle relazioni intraprese con donne tedesche.
Con la definitiva sconfitta della Germania nazista nel 1945 le leggi che vietavano i cosiddetti matrimoni misti vennero abolite; se le coppie che avevano già vissuto insieme durante l'era nazista rimasero non sposate a causa delle restrizioni legali la data del loro matrimonio venne spostata retroattivamente, sempre che lo avessero desiderato, alla data in cui formarono una coppia. Anche se uno dei due coniugi fosse già morto, il matrimonio avrebbe potuto essere riconosciuto retroattivamente. Nella sola Repubblica federale di Germania su 1.823 richieste di riconoscimento ne vennero accolte 1.255.

#### Ungheria
Si pensa che gli ungheresi siano originati da antichi popoli ugrofinnici abitanti le aree boschive comprese tra il fiume Volga e le montagne degli Urali. All'epoca della migrazione magiara avvenuta nel corso del X secolo l'Ungheria era abitata da slavi (circa 200.000), da altri assimilati e da schiavi.
Durante l'Invasione mongola della Russia nel XIII secolo i Mongoli guidarono circa 40.000 famiglie di Cumani, una tribù nomade, ad ovest delle montagne dei Carpazi. Il popolo degli Jász Iranici giunsero nella Grande pianura ungherese insieme ai Cumani dopo essere stati sconfitti dai mongoli; nel corso dei secoli vennero completamente assimilati all'interno della popolazione locale.
A partire dal 1938 il regno d'Ungheria sotto Miklós Horthy fece approvare tutta una serie di misure antiebraiche ad emulazione delle leggi di Norimberga. La prima di queste limitò il numero di ebrei presenti nelle imprese commerciali, nella stampa, tra i medici, gli ingegneri e gli avvocati a non più del 20%venti. La seconda legge antiebraica (5 maggio 1939) definì per la prima volta gli ebrei razzialmente: persone con 2, 3 o 4 nonni ebrei vennero dichiarati essere ebrei; le loro occupazioni a livello governativo a tutti i livelli furono vietate, non poterono essere redattori nei quotidiani, i loro numeri erano limitati al 6% nel teatro e tra gli attori cinematografici, i medici, gli avvocati e gli ingegneri.
Alle aziende private si proibì di impiegare più del 12% degli ebrei; 250.000 ebrei ungheresi persero così tutto il proprio reddito. La maggior parte di loro perse anche il diritto di voto: prima del 1939 circa il 31% della popolazione ebraica della contea di Borsod (esclusa Miskolc), 2496 persone, avevano questo diritto. Nelle successive elezioni, meno di un mese dopo questa nuova legislazione, solo 38 ebrei privilegiati poterono votare.

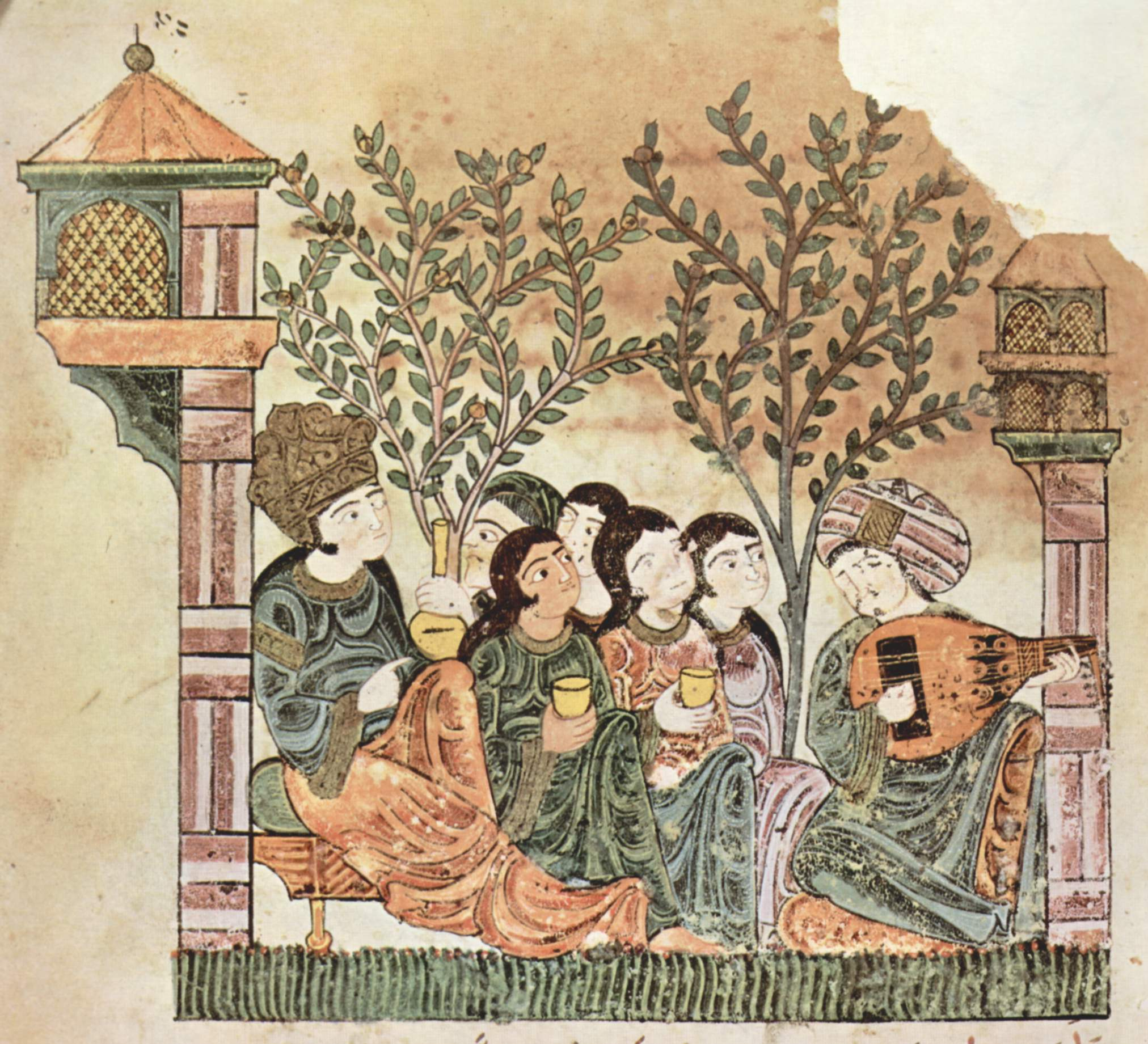
Hadith Bayad wa Riyad (XII secolo) è una storia d'amore araba tra una femmina dell'andalusia e un maschio straniero proveniente da Damasco.

#### Penisola iberica
Lungo tutto il corso della storia antica la penisola iberica venne spesso invasa da stranieri che poi si sposarono con la popolazione nativa. Uno dei primi gruppi che giunsero nella regione dall'esterno furono i Celti di lingue indoeuropee i quali si unirono agli iberi dell'Europa antica (vedi Protostoria della penisola iberica). Successivamente furono seguiti dai fenici e dai cartaginesi semiti e dagli abitanti dell'antica Roma indoeuropei i quali si affiancavano con i popoli della Spagna preromana durante l'antichità classica.
Questi a loro volta furono seguiti dai Visigoti Germani, dai Suebi, dai Vandali, dai Sarmati Iranici e dagli Alani e tutti si unirono con la popolazione locale della Spagna romana durante la tarda antichità. Nel VI secolo la regione fu riconquistata dall'Impero Bizantino con conseguenti flussi migratori da parte di "Greci bizantini", prima che la regione venisse nuovamente sottomessa dal Regno Visigoto meno di un secolo più tardi.
La prole dei matrimoni tra arabi e non arabi in Iberia (con berberi o iberi locali) venne conosciuta come Muladi o Muwallad, un termine ancora utilizzato nel mondo arabo moderno per riferirsi a persone con padri arabi e madri non arabe. Alcune fonti considerano questo termine l'origine della parola spagnola "Mulatto".
Tuttavia la Real Academia Española non approva tale etimologia.; questo perché la parola fu utilizzata principalmente nel corso del periodo di Al-Andalus per riferirsi ai discendenti Iberi locali (cristiani e pagani) convertiti all'Islam. Un esempio in questo senso è dato dai Banu Qasi, dinastia musulmana di origine basca. Inoltre, molti Muladi furono discendenti degli schiavi Saqaliba (slavi) importati dall'Europa orientale tramite la tratta araba degli schiavi. Collettivamente gli europei cristiani chiamarono tutti i musulmani di Iberia, "Mori", indipendentemente dall'origine etnica.
A seguito della "Reconquista", completata nel 1492, la maggior parte dei Mori furono costretti a fuggire nei territori islamici o a convertirsi al cristianesimo; questi ultimi furono conosciuti come "Moriscos" e vennero spesso perseguitati dall'Inquisizione spagnola in quanto sospettati di eresia sulla base della dottrina della "Limpieza de sangre", tramite cui le Leggi contro la mescolanza razziale furono implementate in tutta la penisola.
Tutti coloro i cui antenati si fossero mescolati razzialmente con i Mori o gli Ebrei vennero sospettati di professare segretamente l'Islam o l'Ebraismo e rimasero pertanto sotto stretto controllo. La qualifica di Hidalgo riferita ai baschi fu giustificata da eruditi come Manuel de Larramendi (1690-1766) [330]; siccome l'invasione araba non era giunta fino ai territori baschi si credette che i suoi abitanti avessero mantenuto la loro "purezza originaria", mentre tutto il resto della Spagna era invece sospetta di mescolanza razziale. Questo fatto aiutò molti Baschi ad ottenere posizioni ufficiali nell'amministrazione pubblica.
Nel dicembre del 2008 uno studio di genetica delle popolazioni pubblicato nell'American Journal of Human Genetics ha stimato che circa il 10% degli spagnoli e dei portoghesi hanno antenati del Nordafrica e il 20% di ebrei Sefarditi. Dal momento che non esiste alcun legame diretto tra il corredo genetico e l'affiliazione religiosa rimane tuttavia difficile trarre conclusioni circa la conversione forzata o volontaria; il risultato sui sefarditi rimane però altamente contraddittorio in quanto non si è replicato in tutti gli studi ed è stato successivamente messo in discussione dagli stessi autori.
Il genetista Stephen Oppenheimer stima che molte migrazioni avvenute da 5 a 10.000 anni fa provenienti dal Mar Mediterraneo orientale avrebbero potuto anche rappresentare le stime sefarditiche, con linee di discendenza che potrebbero essere state introdotte fin dal Neolitico. Il resto degli studi genetici effettuati in Spagna stima il contributo nordafricano dal 2,5 al 3,4% fino al 7,7% dell'intera popolazione.

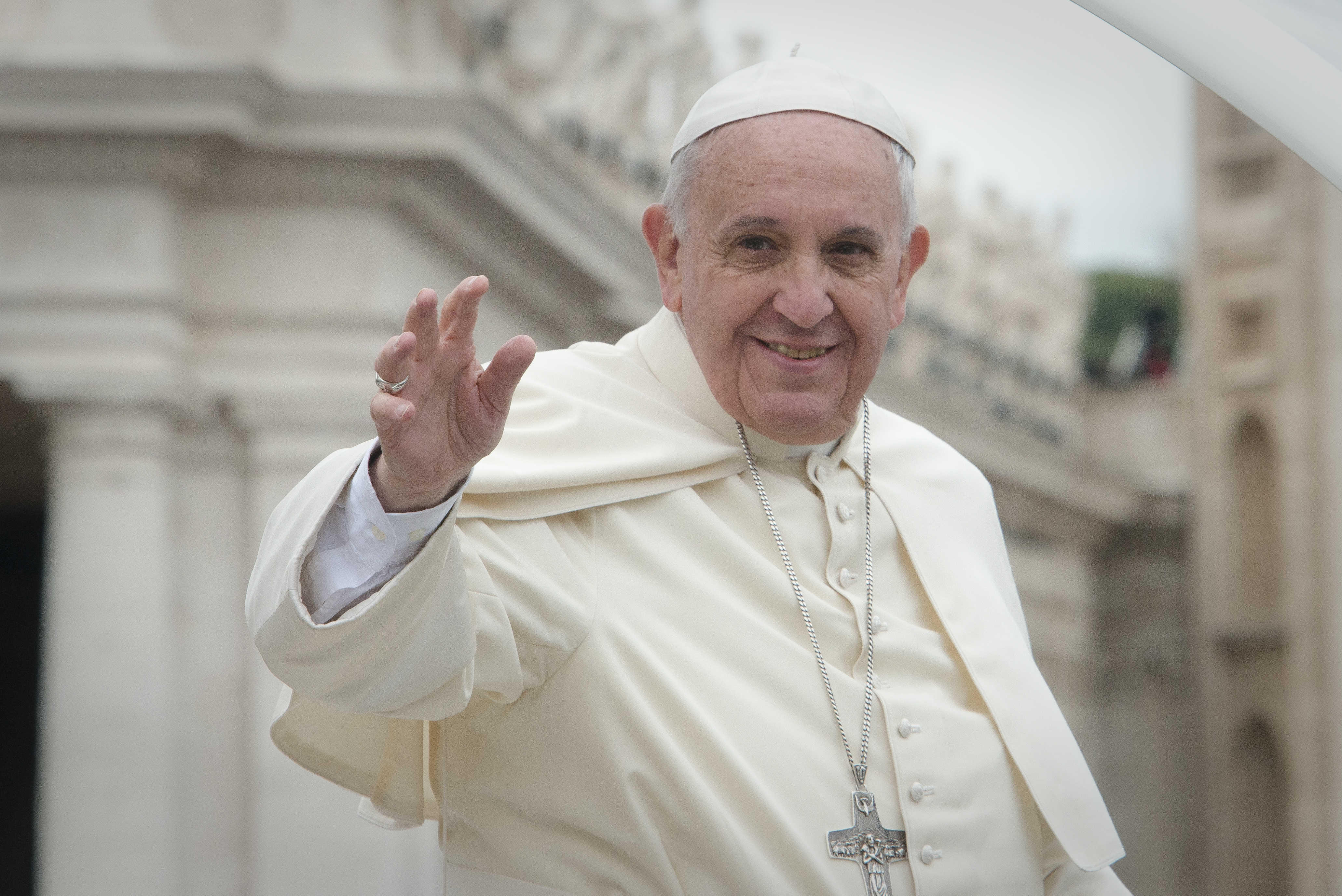
Papa Francesco è un argentino di origini italiane.

#### Penisola italiana
Con le Invasioni barbariche del V secolo la penisola italiana conobbe per la prima volta l'irruzione nel proprio territorio di popolazioni provenienti dall'esterno dell'impero romano; il Sacco di Roma del 410 fu opera dei Visigoti Germani, mentre il Sacco di Roma del 455 avvenne per mano dei Vandali. Nel 476 Odoacre (re degli Sciri, degli Eruli e dei Turcilingi) conquista la regione; il Regno ostrogoto dura dal 494 al 535. La Migrazione longobarda è datata al 568 e creò il regno longobardo; l'impero carolingio arriva nel 774 e verrà seguito dal Regno d'Italia.
Come accadde anche in altre zone occupate dall'Islam, venne considerato accettabile per la legge maritale islamica che un maschio musulmano potesse sposare femmine cristiane ed ebree nell'Italia meridionale, fino a quando essa rimase sotto il giogo islamico; vale a dire l'emirato di Sicilia (vedi Storia della Sicilia islamica) tra l'VIII e l'XI secolo con l'aggiunta, per un breve periodo di tempo, dell'emirato di Bari (tra l'847 e l'871).
In quest'ultimo caso, la maggior parte dei matrimoni interrazziali furono tra maschi arabi e berberi provenienti dall'Africa settentrionale con femmine greche, romane e italiane locali. Tali relazioni interrazziali furono particolarmente diffuse nell'emirato di Sicilia, dove uno scrittore che visitò i luoghi negli anni attorno al 970 espresse tutto il suo shock su come ciò fosse comune praticamente in ogni area rurale.

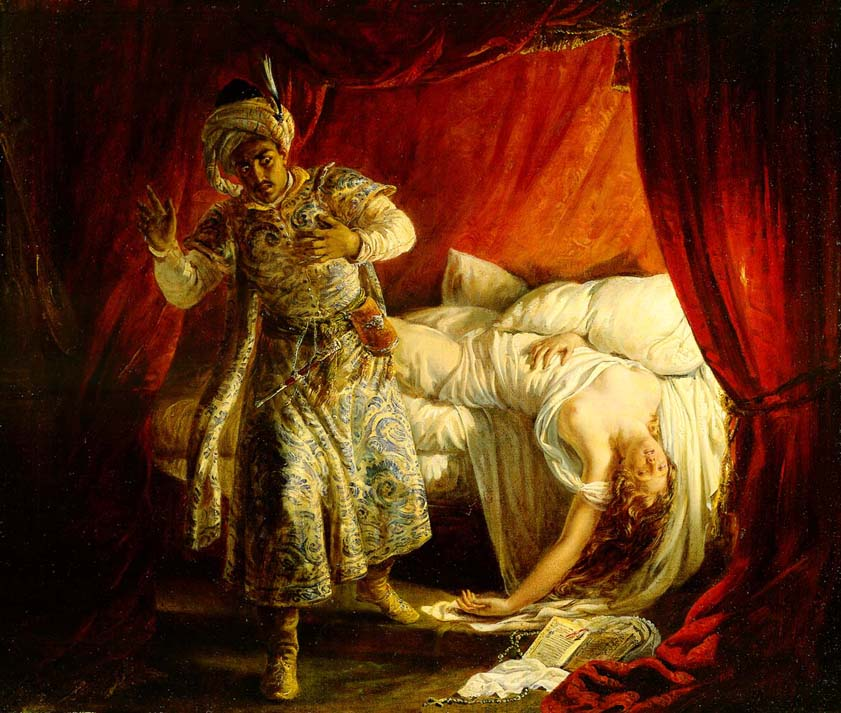
Otello (il "Moro") e Desdemona in un dipinto di Alexandre Colin del 1829 (tratto dalla tragedia di William Shakespeare intitolata Otello..

Dopo la Conquista normanna dell'Italia meridionale tutti i cittadini musulmani (fossero essi stranieri, nativi o di "razza mista") presenti nel Regno di Sicilia vennero conosciuti come "Mori". Dopo un breve periodo in cui la cultura arabo-normanna (soprattutto l'Architettura arabo-normanna) fiorì ampiamente sotto il regno di Ruggero II di Sicilia (1130-54), i governanti successivi costrinsero i Mori a convertirsi al cristianesimo oppure ad essere espulsi dal regno.
Molto spesso gli Antichi Stati italiani svolsero un ruolo attivo anche nel commercio degli schiavi arabi (vedi Tratta araba degli schiavi), in cui i mercanti "Mori" e italiani giunsero occasionalmente a scambiarsi gli schiavi.
Studi genetici recenti hanno mostrato che il contributo dei mori si stima in media tra 6% e 7,5% in Sicilia, 6,5% in Puglia Nord-Occidentale, 4,8% in Campania orientale. Le altre regioni dimostrano percentuali minori, in media dallo 0 al 2%.
La penisola italiana ha veduto il susseguirsi di varie occupazioni straniere, dalla Dominazione spagnola in Italia (1559-1715) a quella francese con il regno d'Italia a quella austriaca con il Regno Lombardo-Veneto (1814-66). Tuttavia si tratta di occupazioni militari di pochi individui che non possono aver modificato radicalmente il corredo genetico della popolazione locale, a differenza di quanto accade invece con le colonizzazioni e lo spostamento di milioni di individui.
Nel corso della storia del fascismo italiano vennero fatte promulgare da Benito Mussolini le Leggi razziali fasciste (1938), con la conseguente pubblicazione del periodico intitolato La difesa della razza.
Durante la seconda guerra mondiale le truppe marocchine francesi commisero innumerevoli stupri di guerra nel territorio italiano a seguito della battaglia di Montecassino (gennaio-maggio 1944) combattuta contro i tedeschi. Le vittime della violenza sessuale di massa commessa dopo la battaglia dai Goumier sono conosciute come Marocchinate. Secondo fonti italiane oltre 7.000 civili italiani, tra cui donne e bambini, vennero brutalmente violentati dai marocchini.

#### Malta
Nell'isola di Malta gli arabi e gli italiani provenienti dalla vicina Sicilia e dalla Calabria instaurarono presto relazioni con gli abitanti locali, discendenti a loro volta dai fenici, dai greci, dagli antichi romani e dai vandali. I popoli maltesi sono discendenti diretti da tali gruppi e la stessa lingua maltese discende dalla Lingua siculo-araba.

#### Russia
Già nel corso del XVII secolo si verificarono molti matrimoni tra i coloni russi e i popoli indigeni della Siberia. La "Fondazione Metis" stima che esistano almeno 40.000 russi di "razza mista".

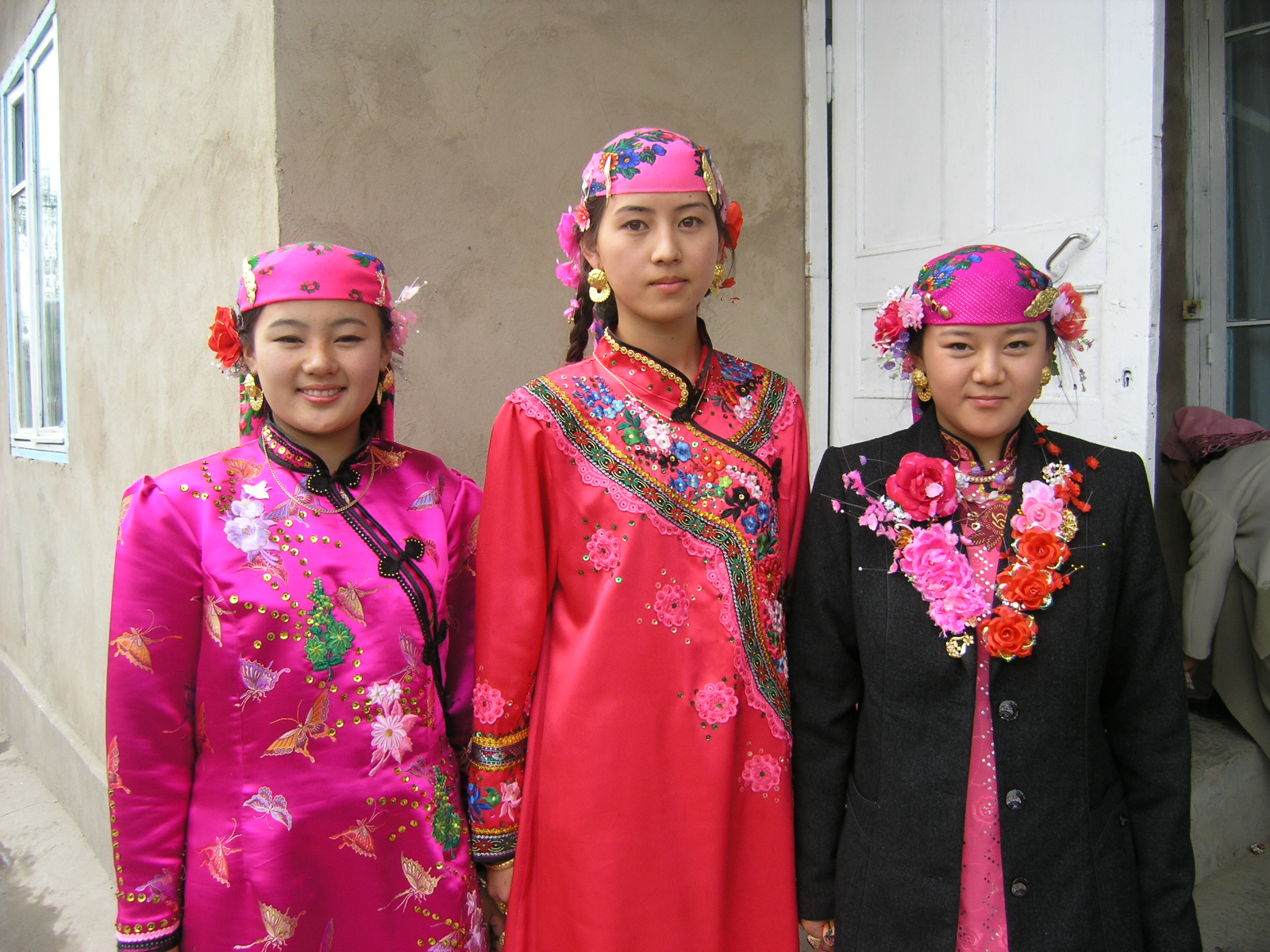
Ragazze Dungani a Sortobe in Kazakistan.

Molti uomini cinesi, anche quelli che si erano lasciati alle spalle mogli e figli in Cina, si sposarono con le donne locali nel corso degli anni venti, soprattutto con quelle che erano rimaste vedove durante le varie guerre e gli sconvolgimenti del decennio precedente. Ai loro bambini di razza mista vennero in larga parte dati dei cognomi russi; alcuni invece conservarono i cognomi cinesi paterni, mentre altri ancora s'inventarono nuovi cognomi mischiando il nome di famiglia cinese con il loro nome proprio.

#### Europa sudorientale e orientale
I vichinghi esplorarono ed infine si stabilirono in molti territori nelle aree dominate dagli Slavi dell'Europa orientale. Nel 950 d.C. questi insediamenti furono in gran parte slavizzati attraverso l'intesa con la popolazione locale. L'Europa dell'Est fu anche una fonte importante per il commercio della tratta araba degli schiavi, quando gli Saqaliba furono portati a forza nel mondo arabo, dove le donne e le ragazze spesso furono costrette a servire negli harem; alcune di loro finirono con lo sposare i propri padroni.
Quando l'Impero mongolo riuscì ad annettere gran parte dell'Est europeo nel XII secolo, i Mongoli si mescolarono con la popolazione locale e spesso si impegnarono in sistematici stupri di guerra durante l'invasione mongola dell'Europa.

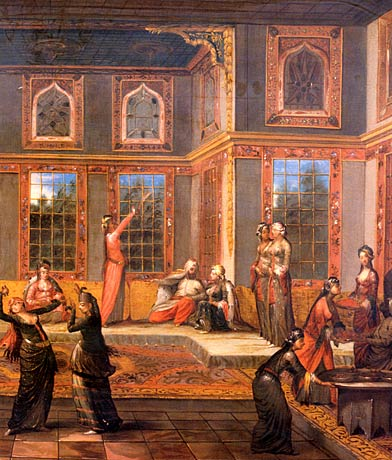
Scena immaginaria dell'Harem del Sultano, dipinto di Jean-Baptiste van Mour.

#### Turchia
Nel corso dell'XI secolo il territorio dell'impero bizantino corrispondente all'Anatolia venne conquistato dalla dinastia turca dei Selgiuchidi originari del Turkestan; i loro discendenti, la dinastia ottomana, continuarono ad espandersi in direzione dei Balcani fino a conquistare buona parte dell'Europa orientale tra il XV e il XVI secolo.
A causa della giurisprudenza matrimoniale islamica la quale consente ad un maschio musulmano di poter sposare femmine cristiane ed ebree, fu assai comune durante l'impero ottomano che i turchi contraessero matrimonio interrazziale con donne europee; vari sultani ebbero spesso mogli greche (Rūm), di origine slava (Saqaliba), provenienti dalla Repubblica di Venezia e dalla Ciscaucasia e finanche francesi.
Oltre alle élite turche, che solitamente comprarono un gran numero di mogli e concubine europee, vi furono anche opportunità alternative quando vennero assunti giovani ragazzi cristiani (europei e arabi cristiani) per trasformarli nelle truppe militari elitarie imperiali, i Giannizzeri; questi si situarono in tutti i territori, compreso il Medio Oriente e il Nordafrica, il che condusse a relazioni sessuali interrazziali tra uomini europei e donne mediorientali e nordafricane.

Solimano il Magnifico e Roxelana, dipinto di Anton Hickel (1780).

Le concubine dell'Harem del sultano consistettero principalmente in schiave; poiché la legge islamica proibiva di schiavizzare altri musulmani, queste donne furono per lo più di origine cristiana: la madre stessa di un sultano, sebbene avesse potuto continuare ad essere tecnicamente una schiava, ricevette un'autorità estremamente potente, divenendo in alcuni casi l'effettiva dominatrice (il cosiddetto "sultanato delle donne". Alcuni esempi notevoli sono quelli rappresentati da Kösem Sultan, figlia di un prete ortodosso la quale governò l'impero nei primi decenni del XVII secolo, e da Roxelana (la moglie preferita di Solimano il Magnifico).
Alcune di queste donne europee esercitarono un'enorme influenza nella loro qualità di "madri del sultano" (Valide Sultan); Roxelana fu una schiava di origini ucraine, mentre Naksh-i-Dil Haseki (probabilmente georgiana) fu la madre di Mahmud II (1808-39); secondo la leggenda si trattò invece della francese Aimée du Buc de Rivéry, cugina dell'imperatrice Giuseppina di Beauharnais. Proprio a causa di tali unioni interrazziali, avvenimenti alquanto comuni, si ebbe un impatto significativo sulla composizione etnica della moderna popolazione turca, oramai molto differente dalla stirpe originaria proveniente dall'Asia centrale.
Oltre ai matrimoni ufficiali vi erano anche i grandi harem dei sultani ottomani, spesso quasi interamente costituiti da concubine cristiane di origine europea. Ibrahim I (1640-48) si dice abbia fatto annegare ben 280 concubine provenienti dal proprio harem personale affacciato sul Bosforo; almeno una di queste però, Turhan Hatice Sultan - un'ucraina catturata durante una delle frequenti incursioni compiute dai Tatari e messa in schiavitù - sopravvisse e regnò al posto suo.

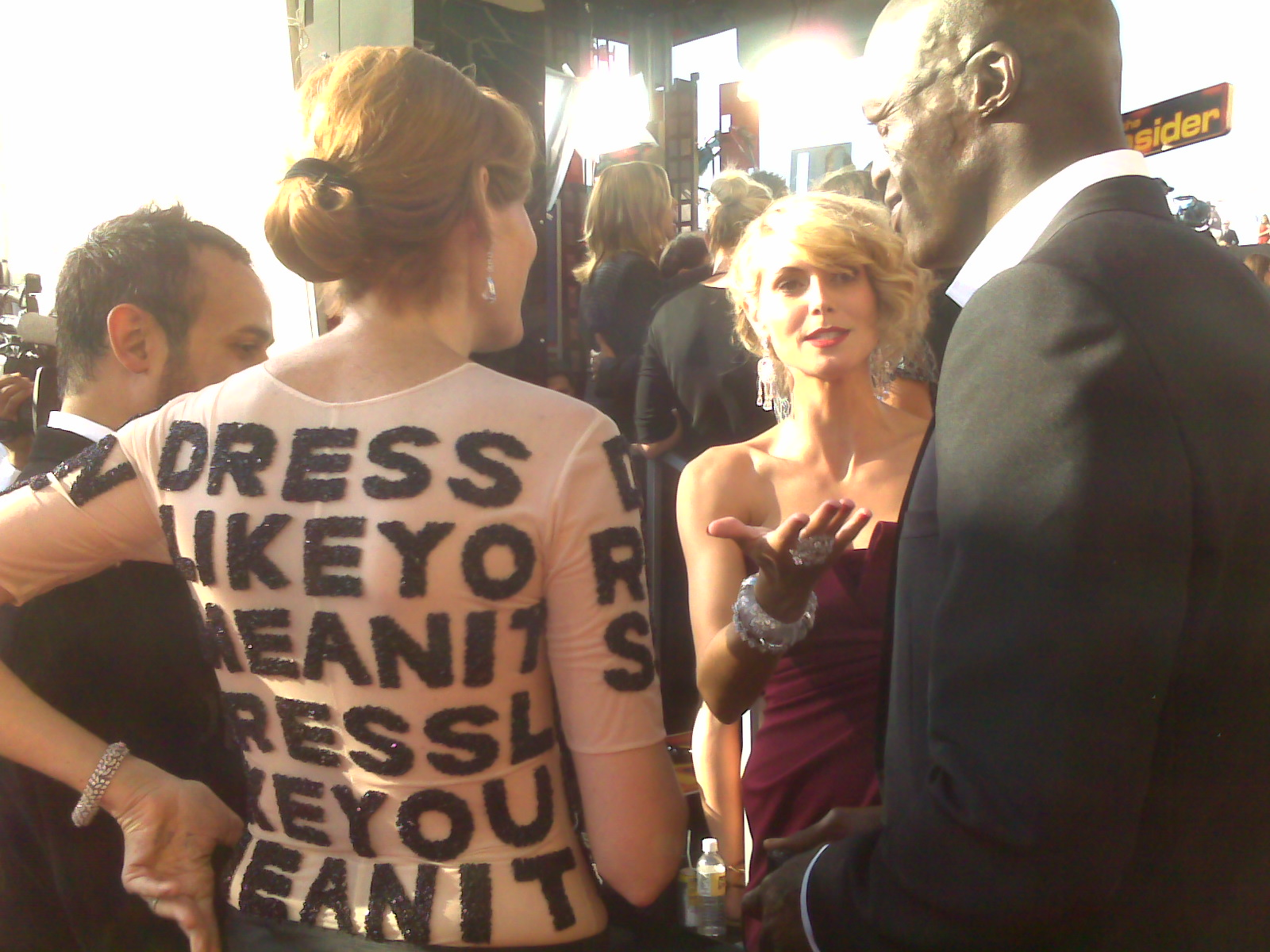
Il musicista Seal assieme all'ex moglie, la Top model tedesco-statunitense Heidi Klum.

#### Regno Unito
Il matrimonio interrazziale con le popolazioni non europee iniziò già durante la rivoluzione neolitica. Secondo i ricercatori del Daily Mail si è sostenuto di aver rinvenuto nella maggioranza dei maschi britannici un DNA che può essere ricondotto ai coltivatori maschi del Medio Oriente (tra gli attuali Siria e Iraq) i quali all'incirca nell'8.000 a.C. cominciarono a migrare in direzione della Gran Bretagna introducendo l'agricoltura nell'isola e unendosi con le femmine locali.
Alla fine del XV secolo i Rom, che hanno la loro origine nel subcontinente indiano, giunsero in Gran Bretagna. In Inghilterra i mescolarono con la popolazione locale e vennero conosciuti come Romanichals. In India molti membri della Compagnia britannica delle Indie orientali ed altri soldati europei si sono sposati con donne indiane; la prole di questi matrimoni misti venne riconosciuta col nome di "anglo-indiani".
Le mogli indiane talvolta accompagnarono i loro mariti fino in Gran Bretagna. La Compagnia condusse molti "Lascar" dell'Asia meridionale in terra inglese ove molti di loro si unirono con mogli bianche, questo a causa della mancanza di donne asiatiche.
Le relazioni interetniche sono diventate sempre più accettate negli ultimi decenni. Dal 2001 il 2% di tutti i matrimoni celebrati nel Regno Unito sono interetnici, nonostante la presenza di una popolazione non bianca di molto inferiore (9%) il matrimonio interrazziale è comune quanto negli Stati Uniti d'America e questo sebbene l'America abbia molte meno definizioni specifiche di "razza", 4 definizioni razziali in contrasto con le 86 presenti nel Regno Unito.
A partire dal 2005 si stima che quasi la metà dei maschi afro-caraibici britannici ed un terzo delle femmine e un quinto dei maschi indiani e africani abbiano dei partner bianchi. A partire dal 2009 un bambino su dieci vive in una famiglia interetnica (le famiglie guidate da un genitore bianco britannico ed uno bianco ma non di origine britannica sono incluse) e due donne cinesi su cinque hanno partenr di una razza differente, mentre un uomo cinese su cinque ha un partner di razza diversa.
Secondo il Censimento del Regno Unito del 2001 i maschi afro-britannici avevano il 50% in più di probabilità delle femmine nere di sposarsi al di fuori del proprio gruppo etnico. Le donne britanniche cinesi (30%) hanno avuto due volte la probabilità dei loro omologhi maschi (15%) di contrarre un matrimonio interrazziale.

Il mercato degli schiavi, dipinto di Jean-Léon Gérôme (1884 circa).

### Oceania

#### Australia
La mescolanza razziale fu una politica deliberata del capo dell'"ufficio australiano per gli aborigeni" Auber Octavius Neville il quale sperò in tal maniera di "allevare" le caratteristiche degli aborigeni australiani, con conseguente crescita della popolazione mista aborigena in tutta l'Australia Occidentale. Non volle o no riuscì però a perseguire i casi in cui le ragazze meticce vennero violentate dagli euro-australiani che cercarono una serata sul "velluto nero". I bambini nati da tali unioni vennero molto spesso portati via dalle loro madri e confinati in campi appositi; rappresentarono quella che è poi stata riconosciuta essere la Generazione rubata.

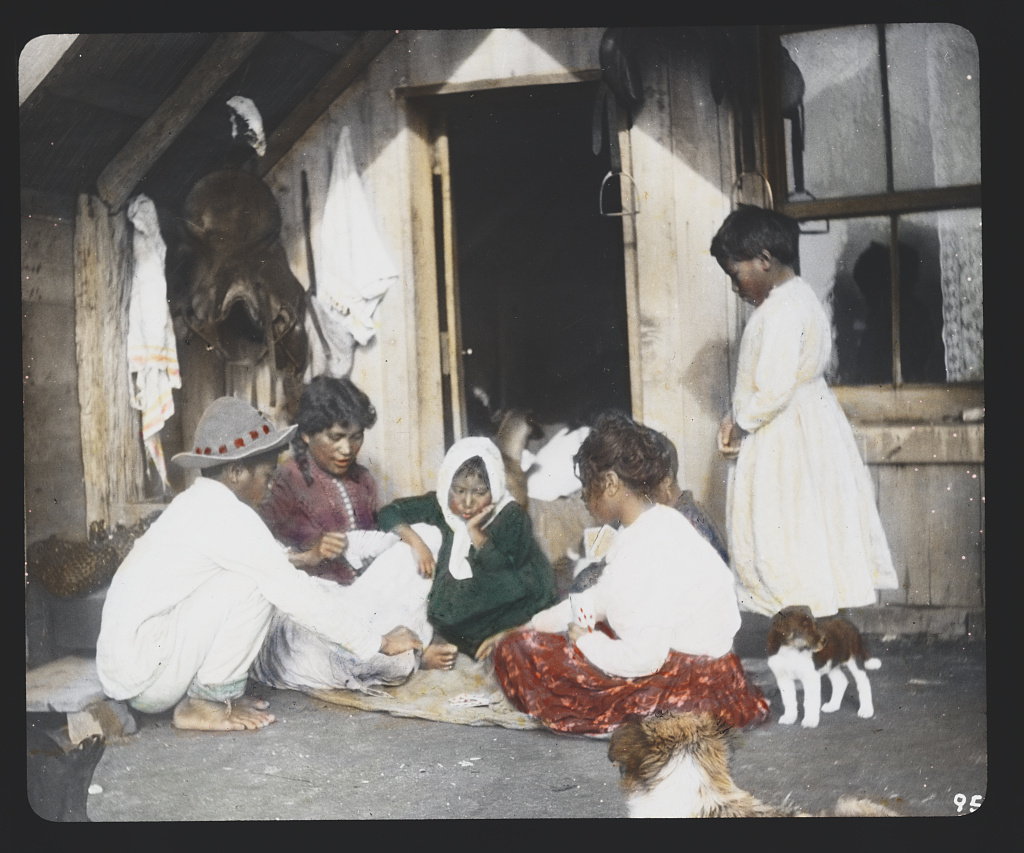
Donna e bambini Maori nel 1895.

#### Nuova Zelanda
La mescolanza razziale rimane un argomento politicamente scottante in Nuova Zelanda, anche se i matrimoni misti sono molto comuni e quasi universalmente accettati. Le persone che si identificano come Maori hanno antenati ancestrali ("tīpuna" provenienti tipicamente da almeno due etnie distinte; storicamente questo fatto si è prestato alla convinzione prevalente che vuole i "veri" Māori gradualmente scomparsi ed al loro posto essere nato "un popolo" misto. Questa prospettiva si è mantenuta sino alla fine degli anni settanta, quando una ripresa e la riorganizzazione della cultura e della tradizione Māori coincisero con un netto rifiuto dell'opinione comune maggioritaria.
La convinzione che i Māori fossero scomparsi fu parzialmente fondata sulla realtà dei tassi elevati e continui di unioni sessuali tra europei e Māori prima e dopo la colonizzazione. Durante il rilancio della cultura e della tradizione Māori questa credenza cominciò ad essere sfidata ridefinendo i "Māori" come un'identità etnica in contrapposizione ad una categoria razziale; di conseguenza una persona può avere un genitore europeo/asiatico/oceanico ed uno Māori ma essere considerato non meno "autenticamente Māori" di un discendente delle due etnie originarie.
Due terzi delle nascite Māori, metà delle nascite oceaniche ed un terzo delle nascite bianche e asiatiche appartengono a più gruppi etnici mischiati assieme.

## Demografia della mescolanza etnorazziale

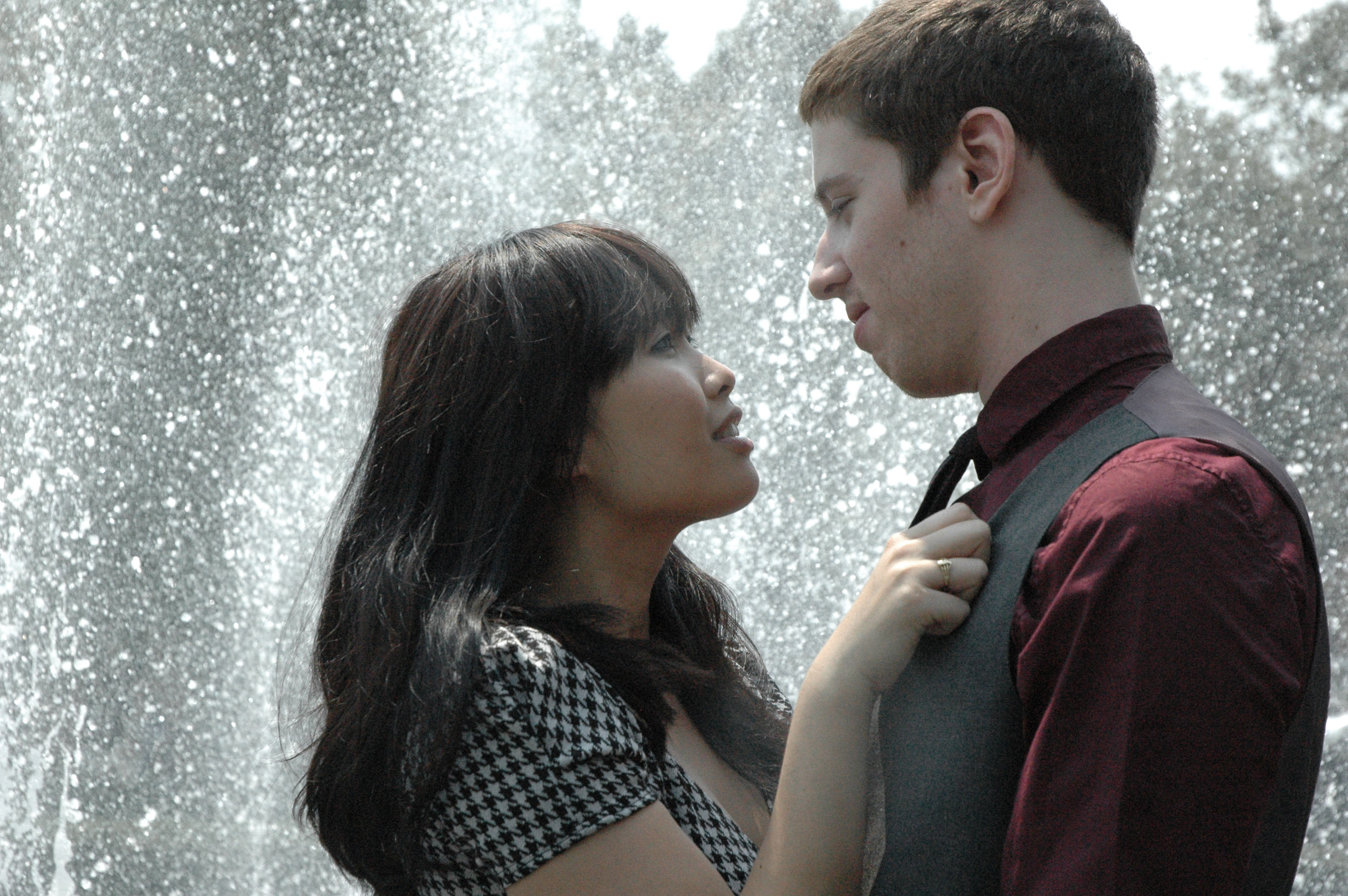
Lei asioamericana, lui bianco americano: Hoboken (New Jersey) (2008).

### Stati Uniti
Secondo il Censimento degli Stati Uniti d'America del 2000 vi erano 504.119 matrimoni tra bianchi americani e asioamericani, 287.576 tra bianchi e afroamericani e 31.271 tra asiatici e neri; i matrimoni tra bianchi e neri sono aumentati dai 65.000 nel 1970 a 403.000 nel 2006, fino ad arrivare a 558.000 nel 2010; questo secondo l'Ufficio del censimento degli Stati Uniti d'America.
Negli Stati Uniti i tassi di convivenza interrazziale sono notevolmente superiori a quelli del matrimonio. Sebbene il 7% degli uomini afroamericani abbia delle mogli bianche, il 13% dei conviventi ha delle partner bianche; il 25% delle donne di origini asiatiche sposate ha coniugi bianchi, ma ben il 45% delle conviventi lo sono con uomini bianchi. Tra gli uomini di origini asiatiche conviventi più del 37% hanno partner femminili bianche, con oltre il 10% dei matrimoni.

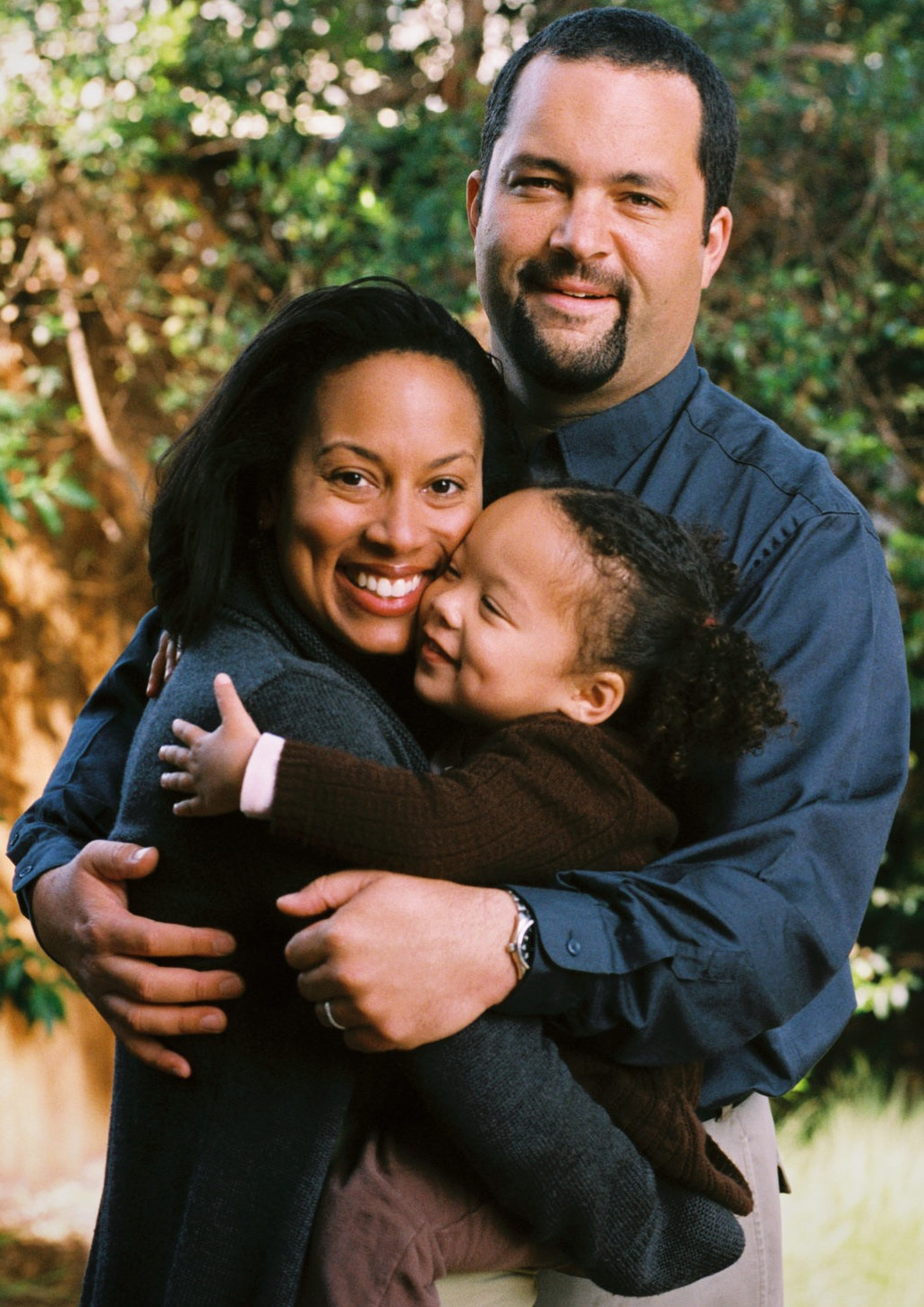
Il presidente della National Association for the Advancement of Colored People Benjamin Jealous è figlio di un bianco americano e di una afroamericana; qui assieme con la moglie e la figlia.

Gli uomini e le donne asioamericani che vivono con un partner bianco sono rispettivamente tra il 27% e il 40% (Le, 2006b). Nel 2008, dei nuovi matrimoni degli uomini di origini asiatiche, l'80% era con un coniuge asiatico e il 14% con un coniuge bianco; dei nuovi matrimoni delle donne di origini asiatiche, il 61% era con un coniuge asiatico e il 31% con un coniuge bianco
Quasi il 30% degli asiatici e dei latini contraeva matrimoni interrazziali, con l'86,8 e il 90% di questi, rispettivamente, con una persona bianca Secondo Karyn Langhorne Folan "anche se il censimento più recente disponibile ha riferito che il 70% delle donne afroamericane sono single, esse hanno ancor oggi la massima resistenza a sposarsi al di fuori della propria razza di appartenenza".
Un sondaggio d'opinione ha rivelato che il 19% dei maschi neri si era impegnato in relazioni sessuali con donne bianche. Invece un sondaggio di "Gallup" sull'interrazzialità risalente al giugno del 2006 ha scoperto che il 75% degli statunitensi approva la relazione tra un uomo bianco con una donna nera e il 71% approva un uomo nero che frequenta una donna bianca; tra le persone tra i 18 e i 29 anni il 95% ha approvato le relazioni tra i neri e i bianchi e circa il 60% ha dichiarato di aver frequentato ed avuto almeno un rapporto sessuale con qualcuno di una razza diversa dalla propria.
Il 69% degli ispanici, il 52% dei neri e il 45% dei bianchi hanno dichiarato di aver avuto relazioni sessuali con qualcuno di un'altra razza o gruppo etnico. Nel 1980 il 17% degli intervistati aveva confessato di aver intrattenuto delle relazioni interrazziali
Tuttavia, secondo uno studio condotto dall'Università della California - Berkeley utilizzando dati provenienti da oltre 1 milione di profili singoli presi da siti web di incontri online, i bianchi erano molto più riluttanti nell'instaurare relazioni sentimentali al di fuori della loro razza rispetto ai non bianchi. Lo studio ha scoperto che oltre l'80% dei bianchi, compresi quelli che non hanno dichiarato di avere alcuna preferenza razziale, hanno contattato solo altri bianchi, mentre circa il 3% ha contattato dei neri, risultato che è stato praticamente identico sia per i partecipanti più giovani che per quelli più anziani. il 5% dei bianchi ha risposto alle domande dei neri. I partecipanti neri avevano dieci volte più probabilità di contattare i bianchi che viceversa; tuttavia i partecipanti neri hanno inviato richieste ad altri neri più frequentemente di quanto non lo facessero per rivolgersi ai bianchi.
Il vero e proprio matrimonio interrazziale è relativamente raro, nonostante il tasso sia in costante crescita; nel 2010 il 15% dei nuovi matrimoni è stato interrazziale ma solo il 9% dei bianchi si è sposato al di fuori della propria "razza". Tuttavia questo dato prende in considerazione la totalità dei matrimoni interazziali, il che significa che contava anche gli ispanici bianchi che sposavano bianchi non ispanici, nonostante sia la sposa che lo sposo siano bianchi. Tra i 275.000 nuovi matrimoni interrazziali celebrati nel 2010 il 43% era tra bianchi ed ispanici, il 14,4% era tra bianchi ed asiatici, l'11,9% era invece tra bianchi e neri, mentre il restante era costituito da altre combinazioni.
Tuttavia il matrimonio interrazziale è diventato più comune negli ultimi decenni a causa della crescente diversità razziale, ma anche per la liberalizzazione degli atteggiamenti sociali verso la pratica. Il numero di matrimoni interrazziali negli Stati Uniti d'America è aumentato del 65% tra il 1990 e il 2000 e del 20% tra il 2000 e il 2010..
Una percentuale record del 14,6% di tutti i nuovi matrimoni negli Stati Uniti nel 2008 erano tra coniugi di una diversa razza o etnia reciproca. I tassi sono più che raddoppiati tra i bianchi e quasi triplicate tra i neri, tra il 1980 e il 2008; ma per gli ispanici e gli asiatici i tassi erano quasi identici nel 2008 a quelli del 1980: questo secondo un'analisi dei dati demografici condotta per l'ufficio censimenti statunitensi da parte Pew Research Center.
Secondo gli studi condotti da Jenifer L. Bratter e Rosalind B. King, resi pubblici sulla biblioteca digitale "Education Resources Information Center" (ERIC), i matrimoni tra maschi neri con femmine bianche e tra donne bianche con uomini asiatici sono più inclini al divorzio rispetto agli abbinamenti tra bianchi e bianchi; al contrario l'unione civile e la convivenza tra i maschi bianchi e le femmine non bianche (e tra gli ispanici e i non-ispanici) hanno rischi di divorzio più o meno simili a quelli dei matrimoni tra bianchi e bianchi, Infine le unioni tra uomini bianchi e donne nere durano più a lungo degli abbinamenti tra bianchi e bianchi o di quelli tra bianchi ed asiatici.

### Brasile
I brasiliani multirazziali rappresentano il 42,6% dell'intera popolazione, corrispondente a 79.782 milioni di persone le quali vivono in tutte le regioni del Brasile; sono principalmente di origine mista europea, africana, dell'Asia orientale (soprattutto giapponesi) e dei nativi americani.
I matrimoni interrazziali hanno costituito il 22,6% di tutte le celebrazioni effettuate nel 2000. Il 15,7% dei neri, il 24,4% dei bianchi e il 27,6% dei pardo ("razza mista/marrone") sposano qualcuno il cui gruppo etnico è differente dal proprio.

## Commistione genetica

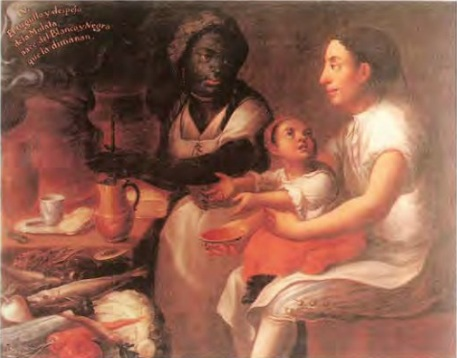
Figlio Mulatto di un padre bianco e di una madre nera (Messico, XVIII secolo).

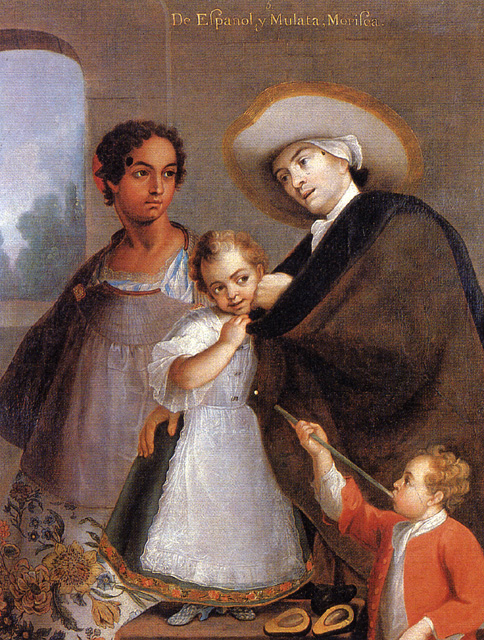
Un padre spagnolo gioca con la figlia di "razza mista" mentre sua moglie mulatta guarda. Dipinto di Miguel Cabrera (1763, Messico coloniale).

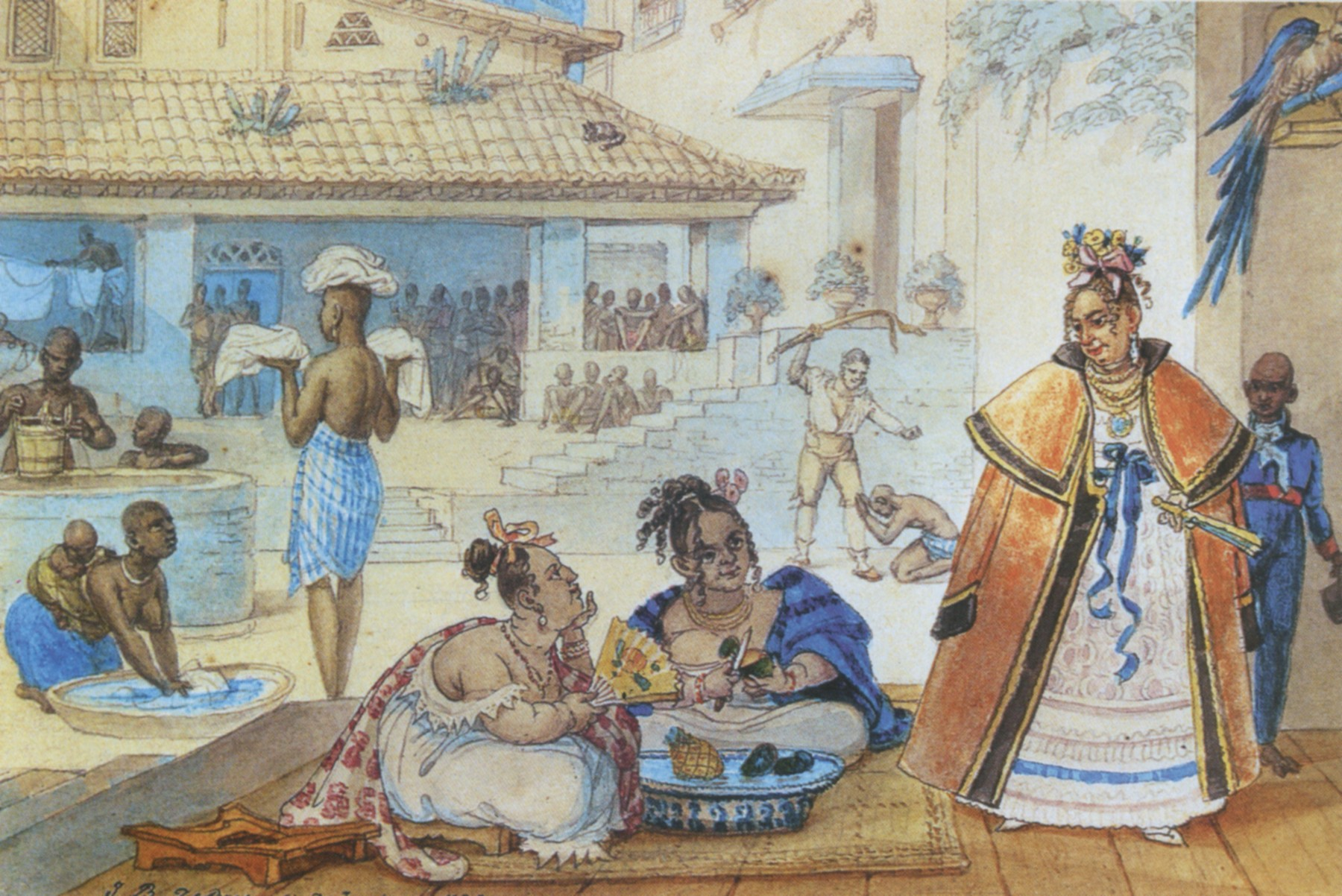
Interno di una casa di Rom brasiliani. Dipinto di Jean-Baptiste Debret (1820 circa).

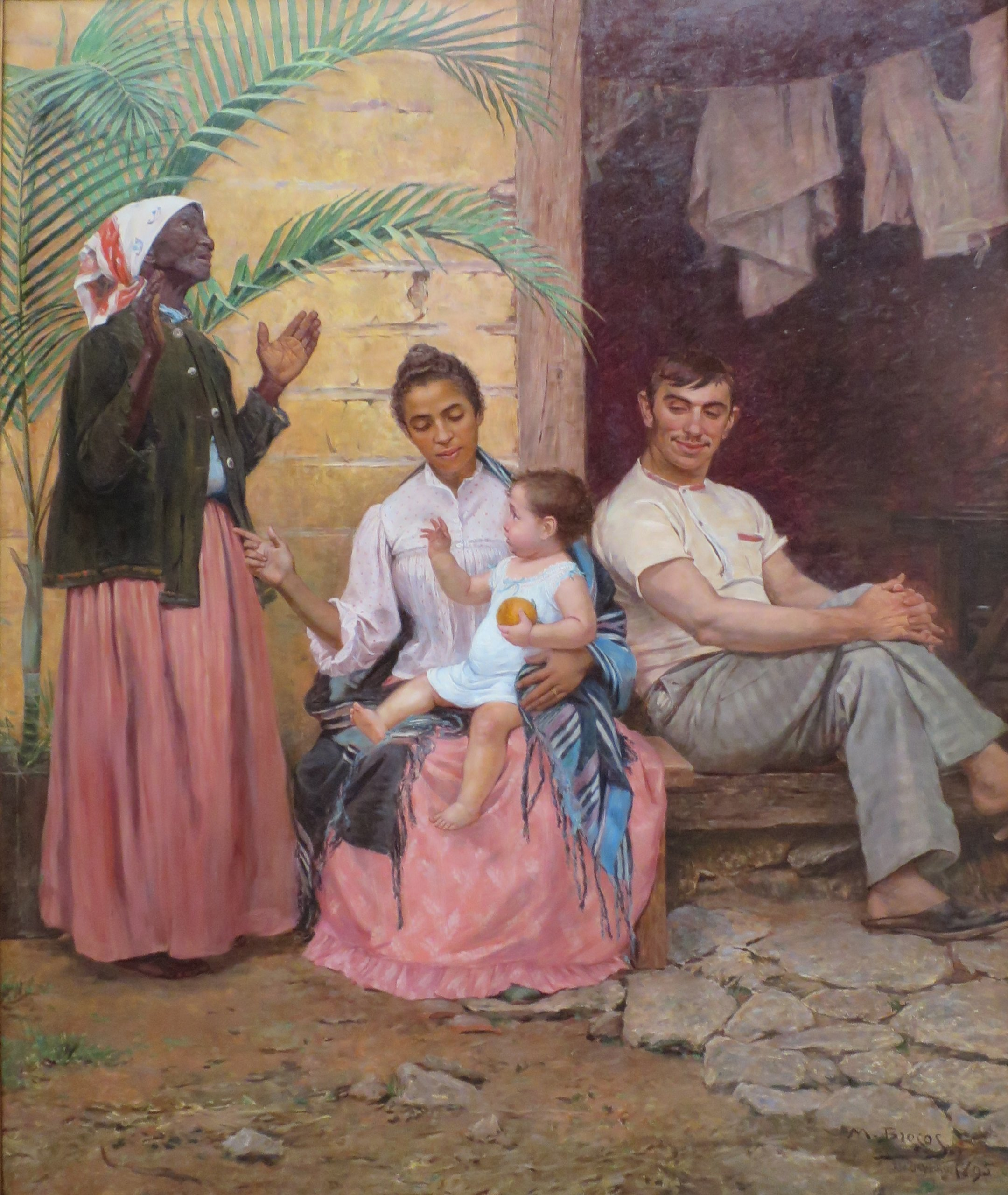
La redenzione di Cam (1895) di Modesto Brocos. La nonna nera, la madre mulatta, il marito e il figlio bianchi: il dipinto riassume assai l'ideale di "sbiancamento" della popolazione allora vigente.

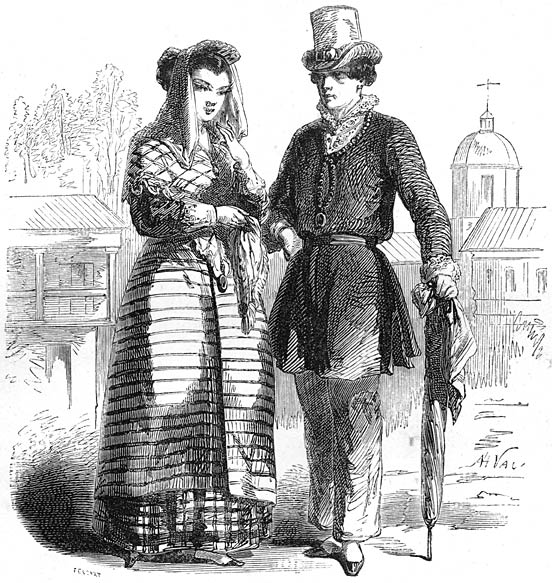
Una coppia interrazziale della metà del XIX secolo nelle Filippine.

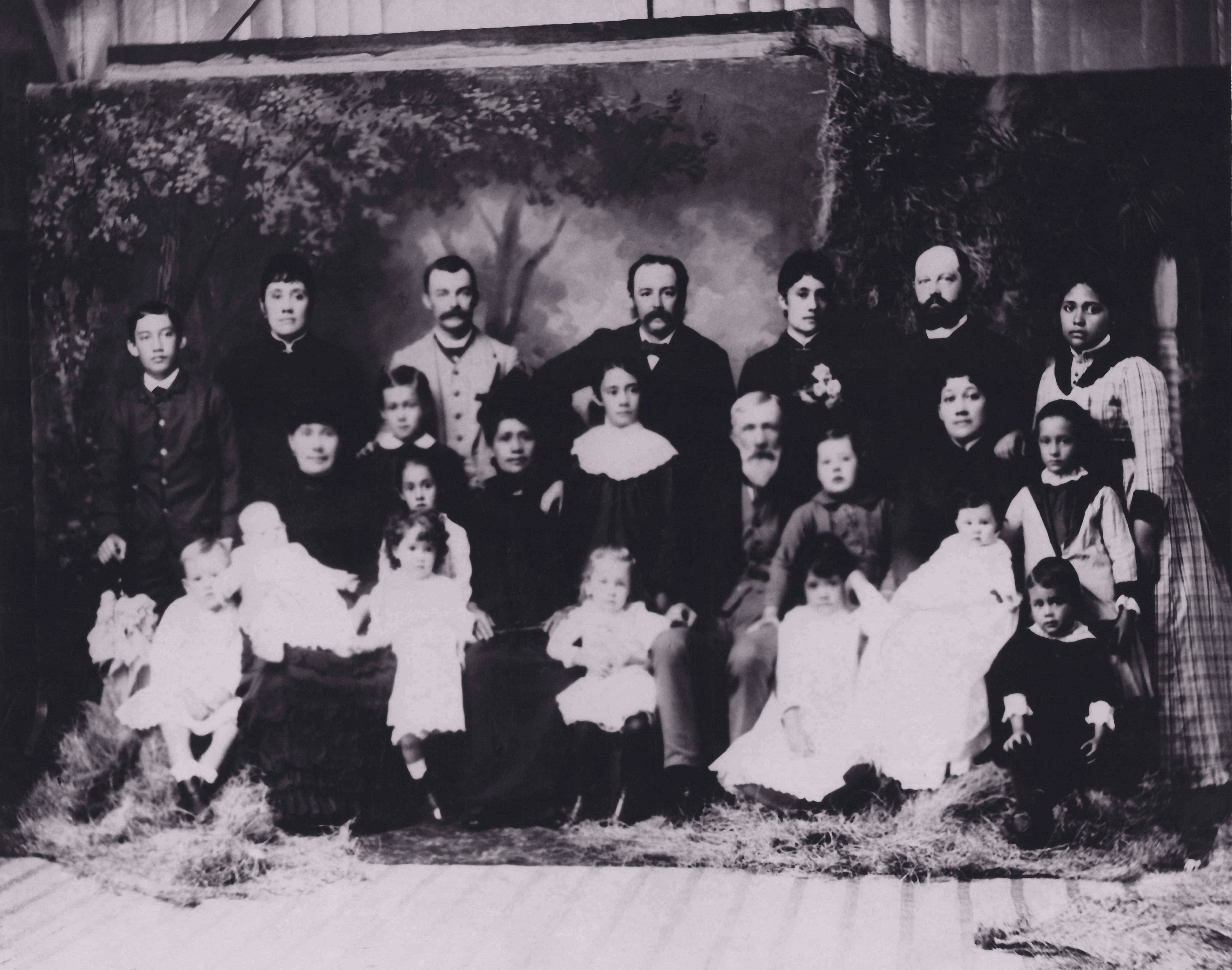
L'uomo d'affari - nonché immigrato tedesco - Hermann A. Widemann ebbe una famiglia assai numerosa con la moglie hawaiana Mary Kaumana (1886).

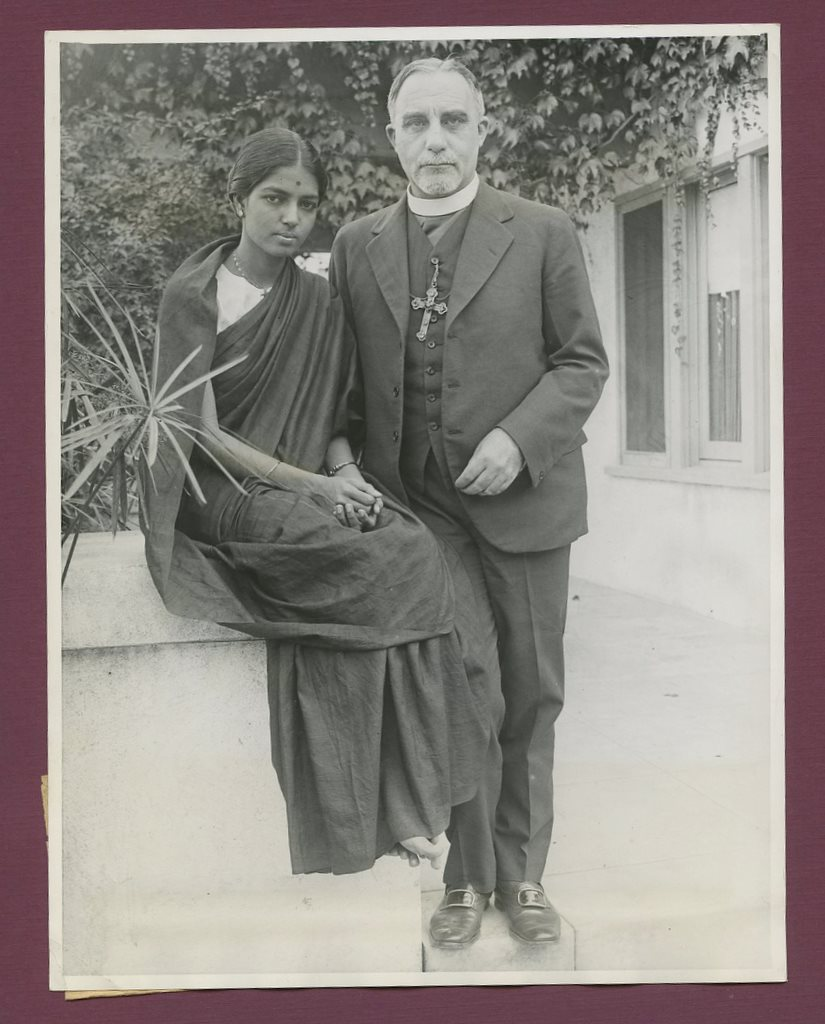
Il vescovo anglicano George S. Trundale assieme alla giovane moglie indiana appartenente alla casta dei Brahmani (Los Angeles, 1927).

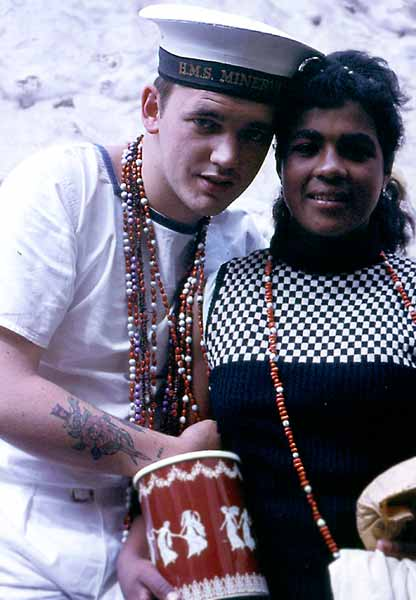
Un marinaio britannico assieme ad una donna di Sant'Elena (1970).

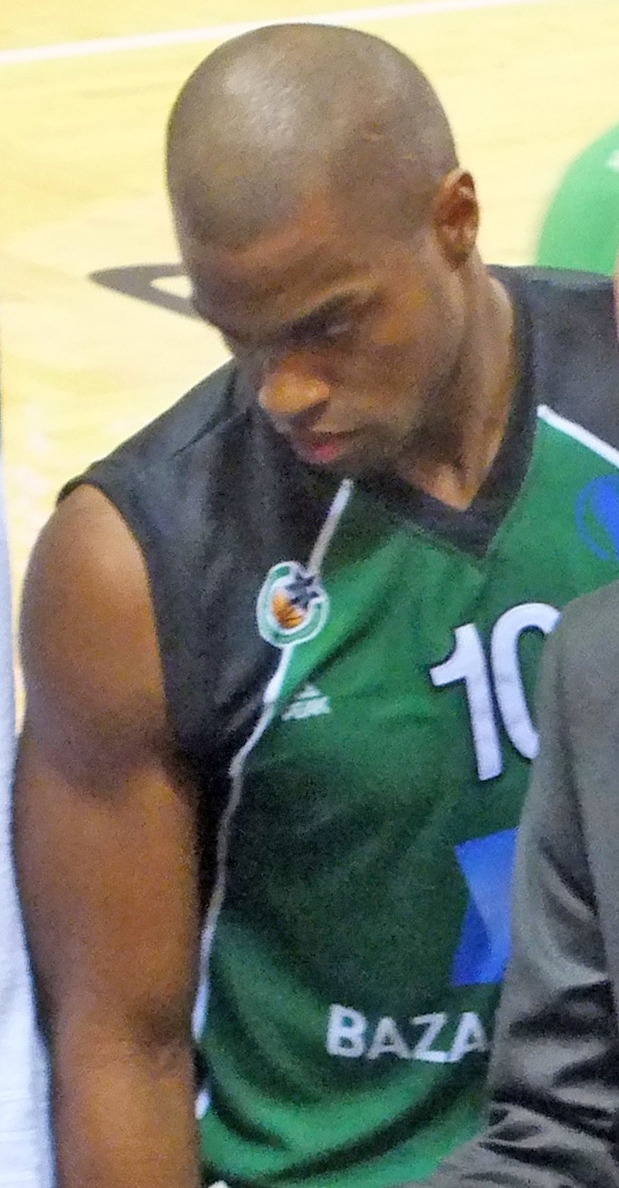
Il cestista David Cubillán è un Afro-latinoamericano del Venezuela.

La riproduzione sessuata tra due popolazioni riduce la distanza genetica tra le popolazioni stesse. Nel corso delle esplorazioni geografiche iniziate all'inizio del XV secolo gli europei raggiunsero tutti i continenti del globo; durante il processo entrarono in contatto con molte popolazioni rimaste
isolate da migliaia di anni.
Gli Aborigeni della Tasmania costituì uno dei gruppi più isolati del pianeta; molti di loro morirono a causa di malattie importate dai bianchi e per i conflitti sorti, ma i loro discendenti sopravvivono, spesso come aborigeni e inglesi misti. Questo è un esempio di come proprio le migrazioni moderne abbiano cominciato a ridurre la differenziazione genetica esistente fino ad allora nella specie umana.
Le demografie del Nuovo Mondo mutarono drasticamente in brevissimo tempo dopo i Viaggi di Cristoforo Colombo. La Colonizzazione europea delle Americhe portò i nativi americani a stretto contatto con le popolazioni europee, africane e asiatiche; conseguentemente molti dei paesi americani hanno popolazioni multirazziali significative e complesse.

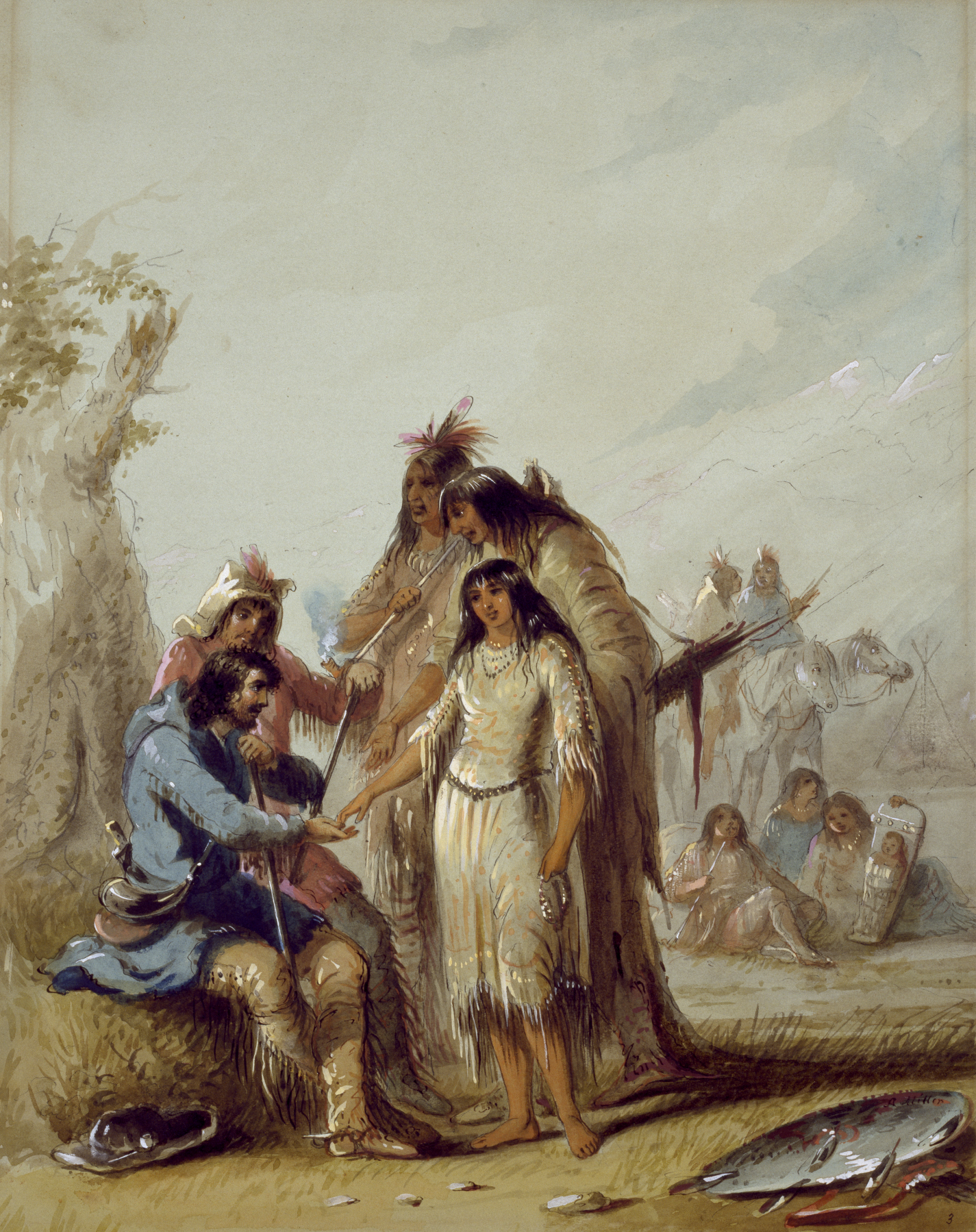
The Trapper's Bride di Alfred Jacob Miller (1845) che mostra un trapper mentre compra una moglie tra i nativi americani.

### Stati Uniti
Gli studi genetici indicano che la stragrande maggioranza degli afroamericani possiede vari gradi di commistione genetica con europei (l'afroamericano medio è difatti per almeno il 20% europeo), mentre viene suggerito che la commistione con i nativi americani è stata altamente esagerata. Alcune stime hanno portato la mescolanza razziale degli afroamericani con gli europei fino al 25%, con cifre pari al 50% negli Stati Uniti d'America nord-orientali e di meno del 10% negli Stati Uniti meridionali.
Una ricerca del 2003 condotta dal genetista Mark D. Shriver su un campione di bianchi americani ha rilevato che la mescolanza media nella popolazione bianca è dello 0,7% africana e del 3,2% nativo americana; tuttavia il 70% del campione non aveva alcuna commistione africana, con il restante 30% che aveva una miscela africana che va dal 2 al 20% (media attestata però solo al 2,3%). Estrapolando queste cifre alla totalità della popolazione alcuni studiosi ipotizzano che fino a 74 milioni di bianchi possano avere una miscela africana all'interno di quelle percentuali.
J.T. Frudacas, collaboratore di Shriver in "DNAPrint Genomics", contraddice però il collega affermando che in realtà sono il 5% dei bianchi a mostrare un certo livello rilevabile di origini africane ancestrali.
All'interno della popolazione afroamericana la quantità di commistione africana è direttamente correlata con il colore della pelle umana più scuro, poiché una pressione meno selettiva sulla pelle scura viene applicata all'interno di quel gruppo di individui. Pertanto gli afroamericani possono avere una gamma molto più ampia di miscela africana (fino a raggiungere in certi casi quasi il 100%), mentre i bianchi ne hanno una che è di molto inferiore. Esiste anche una minima sovrapposizione, di modo che può accadere che qualcuno che si identifica come bianco possa avere in realtà più "aderenza/vicinanza africana" di un'altra persone che si identifica invece come nero.
Un'analisi statistica effettuata nel 1958 utilizzando dati storici dei censimenti, dell'immigrazione e dei tassi di natalità ha concluso che almeno il 21% della popolazione bianca avrebbe dovuto avere un qualche antenato nero; la crescita della popolazione bianca non poteva difatti essere attribuita esclusivamente alle nascite bianche e all'immigrazione dai paesi europei, bensì doveva aver ricevuto un contributo significativo anche dalla popolazione afroamericana. L'autore conclude dicendo che "i dati presentati in questo studio indicano che la credenza popolare sullo sfondo non africano delle persone bianche è del tutto priva di validità. Più di 28 milioni di persone bianche sono discendenti di persone di origine africana. Inoltre, la maggior parte delle persone con origini africane sono classificate come bianche".
Uno studio del 2003 condotto sul cromosoma Y e sul DNA mitocondriale non ha invece però rilevato una miscela africana in proporzioni considerevoli presente nei bianchi americani; il campione comprendeva 628 cromosomi Y e 922 DNA mitocondriali di origini europee. Uno studio genomico su 23 bianchi ha trovato che il 98.6% sono europei, lo 0,19% africani e lo 0,18% nativo americani.
Negli Stati Uniti d'America è comune la mescolanza razziale tra i filippini e gli altri gruppi etnici; essi hanno difatti il maggior numero di matrimoni interrazziali tra tutti i gruppi di immigrati asioamericani, come è stato ben documentato in California. Si può inoltre notare che il 21,8% degli americani filippini è di "sangue misto", con la crescita più rapida tra gli americani asiatici.

#### Johnny Depp
Nelle interviste rilasciate prima nel 2002 e successivamente nel 2011 Johnny Depp afferma che le proprie origini ancestrali si trovano tra i nativi americani e che "da ragazzo mi è stato detto che ero in parte un discendente dei Cherokee, dei Creek e dei Chickasaw"; mentre la sua "bisnonna era un po' mescolata con i nativi americani". Ha citato come prova delle sue storie di origini familiari le tradizioni presenti tra i non nativi del Kentucky, piuttosto che qualsiasi test genetico o ricerca genealogica condotta da terze parti.
Le affermazioni di Depp sono state però messe seriamente in discussione quando l'"Indian Country Today Media Network" (ICTMN) ha dichiarato che Depp non ha mai richiesto la sua eredità né che tantomeno la "Cherokee Nation" lo riconosce come uno dei suoi membri. Ciò ha portato ad una dura critica da parte della comunità nativa, inclusa la sua scelta di ritrarre Tonto, un personaggio nativo americano, in The Lone Ranger. La risposta critica alle sue rivendicazioni da parte della comunità nativa includeva anche ritratti satirici di Depp fatte dai comici nativi.

### America Latina

#### Contesto
Prima della colonizzazione europea delle Americhe il tasso demografico dell'America Latina era naturalmente al 100% nativo americano. Quelli che si identificano come nativi americani sono piccole minoranze presenti in molti paesi; ad esempio la CIA World Factbook elenca la popolazione nativa dell'attuale Argentina allo 0,9%, dei popoli indigeni del Brasile allo 0,4%, mentre in Uruguay è oramai allo 0%.
Tuttavia la gamma varia notevolmente da paese a paese; in alcune nazioni esistono ancora minoranze amerinde significativamente più grandi. Secondo le statistiche ufficiali - riportate dalla Comisión Nacional para el Desarrollo de los Pueblos Indígenas - gli amerindi compongono il 10-14% dell'intera popolazione del Messico.

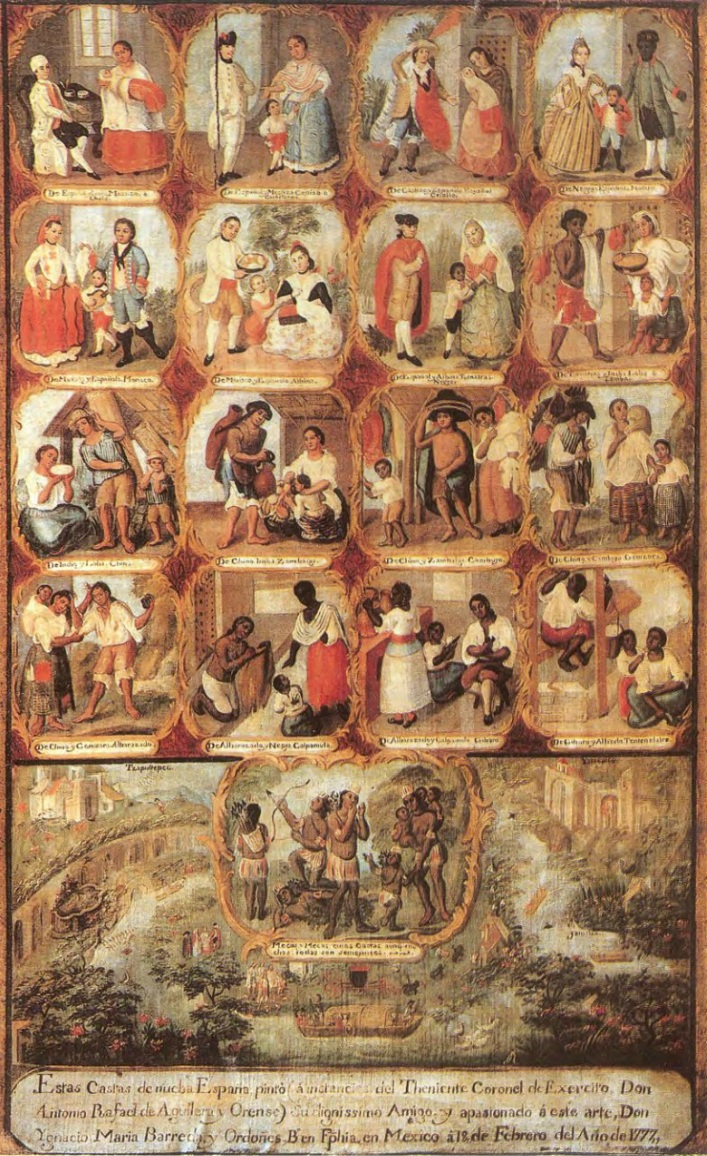
Rappresentazione del sistema di casta coloniale nel territorio messicano (XVIII secolo).

La prima conquista del Sudamerica fu compiuta principalmente da soldati maschi e marinai spagnoli e portoghesi. Dal momento che portarono poche donne europee nei loro viaggi, i nuovi coloni sposarono e generarono figli con donne amerinde e anche con le donne importate a seguito della tratta atlantica degli schiavi africani. Questo processo di mescolanza razziale fu incoraggiato anche dalla monarchia del vicereame della Nuova Spagna e portò al sistema di stratificazione noto come Casta coloniale. Questo sistema vide gli europei in cima alla gerarchia seguiti da quelli di "razza mista"; i neri e i nativi americani si trovarono in fondo.
Col trascorrere del tempo emerse una "filosofia dello sbiancamento", per cui la cultura amerinda e africana subì una forte stigmatizzazione a favore dei valori europei. Molte lingue amerinde sono andate perdute in quanto la prole di "razza mista" adottò la lingua spagnola e la lingua portoghese. Solo verso la fine del XIX secolo e all'inizio del XX un gran numero di europei cominciò a migrare in Sudamerica e, di conseguenza, ne alterò sensibilmente la sua demografia.
Inoltre molti africani furono spediti in tutte le regioni centro e sudamericane e risultarono essere presenti già in molti dei primi viaggi dei Conquistadores. Il Brasile ha la più vasta popolazione di discendenti africani al di fuori del continente nero. Altri paesi come la Giamaica, Cuba, Porto Rico, la Repubblica Dominicana, Haiti, il Venezuela, la Colombia e l'Ecuador hanno ancora numerose popolazioni identificate come neri.
D'altra parte paesi come l'Argentina e il Cile non hanno una presenza africana visibile. Le informazioni dei censimenti della prima metà del XIX secolo mostrano che le persone classificate come nere rappresentarono il 30% della popolazione, all'incirca 400.000 persone. Benché assolutamente assenti il loro contributo alla cultura argentina è significativo e comprende il tango, la milonga e la "zamba", tutte parole originarie delle lingue bantu.
| Demografia del Brasile nel 1835, 1940, 2000 e 2008 | Demografia del Brasile nel 1835, 1940, 2000 e 2008 | Demografia del Brasile nel 1835, 1940, 2000 e 2008 | Demografia del Brasile nel 1835, 1940, 2000 e 2008 |
| Anno                                               | Bianchi                                            | Mulatti                                            | Neri                                               |
| -------------------------------------------------- | -------------------------------------------------- | -------------------------------------------------- | -------------------------------------------------- |
| 1835                                               | 24.4%                                              | 18.2%                                              | 51.4%                                              |
| 1940                                               | 64%                                                | 21%                                                | 14%                                                |
| 2000                                               | 53.7%                                              | 38.5%                                              | 6.2%                                               |
| 2008                                               | 48.8%                                              | 43.8%                                              | 6.5%                                               |

L'ideologia dello "sbiancamento" incoraggiò i non-bianchi a cercare partner bianchi o comunque più chiari. Questa diluizione o commistione genetica tra i non bianchi si sarebbe rivelata vantaggiosa per la loro prole, in quanto avrebbero subito uno stigma minore ed avrebbero trovato una maggiore facilità di assimilazione nella società dominante. Dopo le successive generazioni di flusso genico di origini europee i livelli di mescolanza razziale non bianca scesero al di sotto dei livelli in cui il colore della pelle umana o l'aspetto fisico rimangono influenzati, consentendo così agli individui di identificarsi come bianchi. In molte regioni le popolazioni native e quelle nere rimasero molto semplicemente sopraffatte da una successione di ondate di immigrazione europea.
Gli storici e gli scienziati sono quindi interessati a tracciare il destino dei nativi americani e degli africani dal passato al futuro. Rimangono le domande circa la percentuale di queste popolazioni semplicemente morte e quale proporzione abbia ancora tra i discendenti vivi, compresi quelli che non si identificano razzialmente come i loro antenati avrebbero invece fatto. Il test di commistione genetica è dunque diventato uno strumento oggettivo utile per far luce sulla storia demografica dell'intera America Latina.

#### Studi recenti
A differenza degli Stati Uniti d'America in America Latina non esistettero mai politiche o Leggi contro la mescolanza razziale. Sebbene fosse ancora una società stratificata razzialmente non vi furono ostacoli significativi al flusso genico tra le tre popolazioni; di conseguenza i profili di commistione genetica sono un riflesso delle popolazioni coloniali degli africani, degli europei e degli amerindi.
Il modello possiede inoltre anche una parzialità sessuale in quanto le linee materne africane e amerinde del DNA mitocondriale si trovano in proporzioni significativamente più alte delle linee africane o amerinde del cromosoma Y; questa è un'indicazione che il modello di accoppiamento primario era quello di maschi europei con femmine amerinde o africane. Secondo lo studio più della metà delle popolazioni bianche dei paesi latino-americani studiati hanno un certo grado di mescolanza con i nativi o con gli africani. In paesi come il Cile e la Colombia praticamente quasi tutta la popolazione cosiddetta bianca ha mostrato di avere una miscela non bianca.
Frank Moya Pons, uno storico della Repubblica Dominicana, ha documentato che i coloni spagnoli si incrociarono con le donne Taino e, nel corso del tempo, questi discendenti meticci si sono incrociati con gli africani, creando una cultura trilaterale creola. I registri del censimento del 1514 rivelano che ben il 40% degli uomini spagnoli presenti nella colonia di Santo Domingo aveva mogli Taino. Uno studio del 2002 condotto a Porto Rico suggerisce che oltre il 61% della popolazione disponga del DNA mitocondriale dei nativi americani.

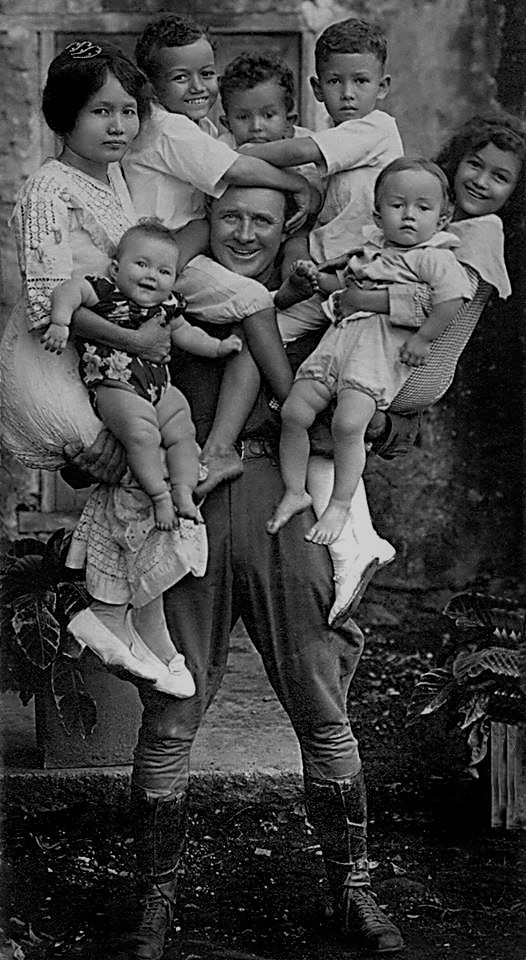
Famiglia americano-filippina (1912).

### Filippine
Storicamente la mescolanza razziale risultò essere un fenomeno comune nelle Filippine. Le isole subirono originariamente gli insediamenti della popolazione Australomelanesoide; chiamati Negritos, costituiscono la comunità aborigena del paese. Si è verificata una commistione genetica tra questo gruppo primordiale e la popolazione parlanti le Lingue maleo-polinesiache.
Vi fu in seguito una migrazione indiana e le influenze provenienti dall'epoca precoloniale. Circa il 25% delle parole della lingua tagalog sono termini derivanti dal sanscrito e circa il 5% della popolazione totale possiede almeno un antenato indiano. Ci fu anche una presenza di cinesi, questo almeno sin dal IX secolo. Tuttavia le migrazioni su larga scala di cinesi iniziarono solo durante l'epoca coloniale dell'impero spagnolo (post-1521), quando il mercato mondiale venne aperto alle Filippine. Si stima che tra i Filippini tra il 10% e il 20% abbia origini cinesi e l'1,5% sia un cinese di "sangue puro".
Secondo l'esperto di antropologia statunitense H. Otley Beyer l'origine dei filippini è per il 2% proveniente dagli arabi. Questo fatto risale al momento in cui i primi commercianti arabi si incrociarono con le popolazioni femminili locali "Malay" durante la storia pre-spagnola delle isole. Uno studio genetico dell'Università di Stanford indica che almeno il 3,6% della popolazione è originaria dei gruppi etnici dell'Europa, spagnola oltre che statunitense.

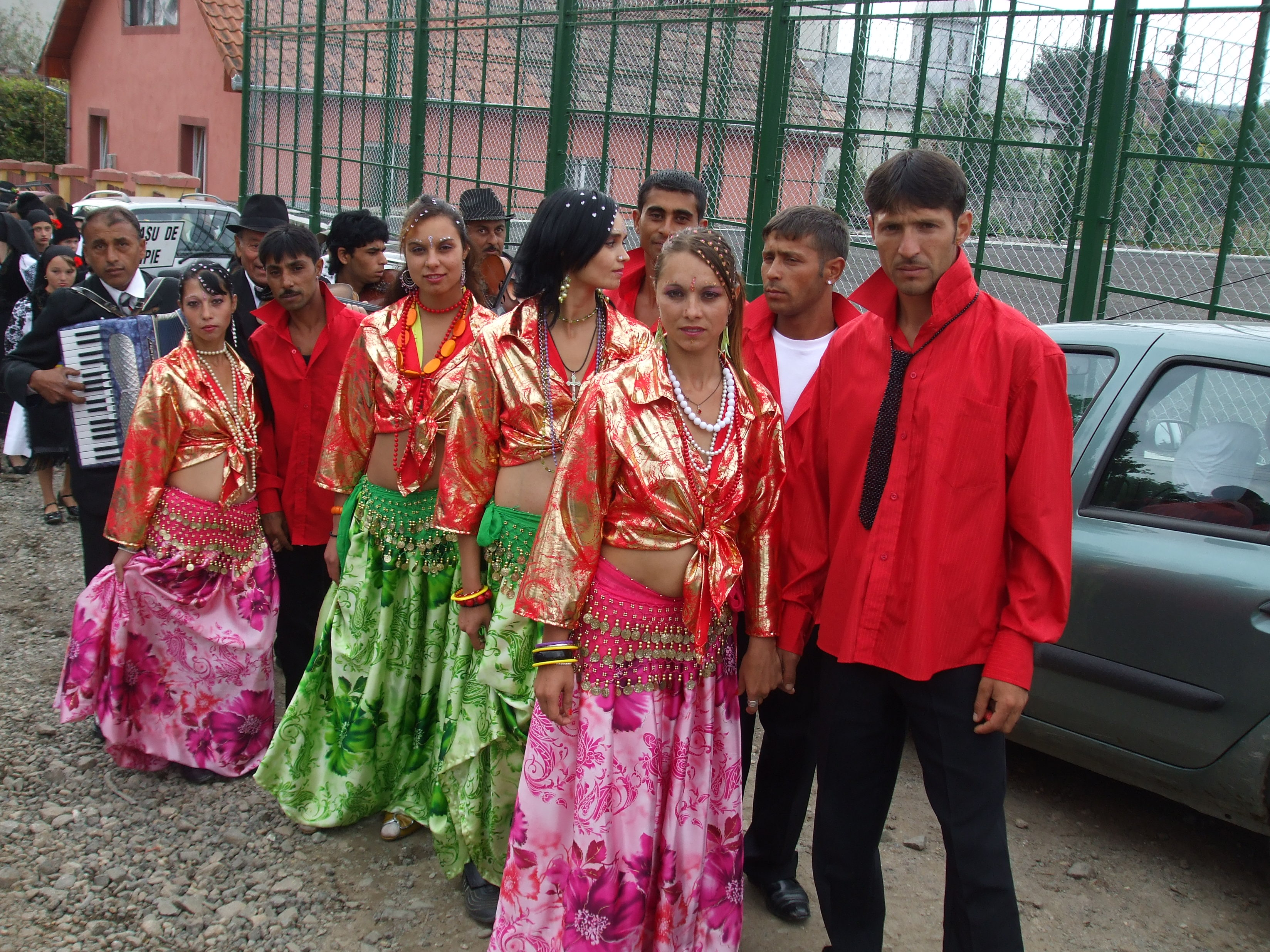
Danzatrici Rom accompagnate da uomini a Mociu.

### Popolo Rom
Le prove genetiche hanno dimostrato che i Rom sono originari del subcontinente indiano e si sono mescolati alle popolazioni locali dell'Asia centrale, del Medio Oriente e del continente europeo. Negli anni novanta è stato scoperto che le popolazioni Rom trasmettono grandi frequenze di un particolare cromosoma Y (ereditato dal padre) il quale altrimenti esiste solamente tra le popolazioni dell'Asia meridionale, oltre a frequenze abbastanza significative di un particolare DNA mitocondriale (ereditato dalla madre), assai raro al di fuori del Sud asiatico.
Il 47,3% dei maschi Rom trasportano con sé i cromosomi Y dell'aplogruppo H-M82, estremante raro al di fuori del subcontinente. L'Aplogruppo M (mtDNA) mitocondriale maggiormente diffuso nei soggetti indiani e più raro nel resto dell'Asia meridionale, è presente in quasi il 30% dei Rom. Uno studio più approfondito sui Rom polacchi mostra che si tratta della linea M5, che è specifico proprio dell'India.
Inoltre una forma di Miastenia gravis congenita, un disturbo ereditario che si trova nei soggetti Rom, viene causato dalla mutazione genetica del 1267delG, ancora una volta altrimenti conosciuto solo nei soggetti di origine indiana. Questa viene considerata essere la migliore prova disponibile delle origini ancestrali indiane dei Rom.
I Rom sono stati descritti come "un conglomerato di popolazioni fondatrici geneticamente isolate", mentre un certo numero di disturbi comuni già rilevati a suo tempo da Gregor Mendel e presenti tra i Rom provenienti da tutta l'Europa indica che essi rappresentano un "comune effetto di origini e fondazione" See also this table:.
Uno studio del 2001 condotto da Gresham e altri suggerisce "un numero limitato di fondatori collegati, compatibile con un piccolo gruppo di migranti che si separano da una casta o da un gruppo tribale"; lo stesso studio ha anche sottolineato che la deriva genetica e diversi livelli e fonti di addizione sembrano aver svolto un ruolo nella successiva differenziazione delle popolazioni... "una sola famiglia trovata tra le popolazioni Rom rappresenta quasi un terzo di tutti i maschi Rom. Una simile preservazione di una linea genetica maschile così estrema è stata segnalata altrove solamente tra i discendenti diretti dei leviti (il sacerdote ebraico) tramite il cosiddetto "cromosoma Y-Aaron".
Uno studio del 2004 di Morar e altri ha concluso le sue analisi affermando che i Rom sono "una popolazione fondatrice di origine comune la quale si è successivamente suddivisa in una molteplicità di gruppi socialmente divergenti e geograficamente sparpagliati" e divenendo così gli "zingari".. Lo stesso studio ha rilevato che questa popolazione "è stata fondata circa 32-40 generazioni fa, con eventi fondatori secondari e terziari i quali si verificarono all'incirca 16-25 generazioni fa".